# Fußball-Weltmeisterschaft 2006
Die Endrunde der Fußball-Weltmeisterschaft 2006 (englisch FIFA World Cup) war die 18. Austragung des bedeutendsten Turniers für Fußballnationalmannschaften und fand vom 9. Juni bis zum 9. Juli 2006 und nach 1974 zum zweiten Mal in Deutschland statt. Sie wurde unter dem Motto Die Welt zu Gast bei Freunden ausgetragen.
Italien gewann das Finale durch einen Sieg im Elfmeterschießen gegen Frankreich und wurde damit zum vierten Mal nach 1934, 1938 und 1982 Fußball-Weltmeister. Den dritten Platz belegte die Mannschaft Deutschlands, die mit Miroslav Klose, der während des Turniers fünf Tore erzielte, auch den Torschützenkönig stellte.
Fußballerisch war das Turnier vor allem von Taktik und Athletik geprägt. Besonders ab dem Achtelfinale fielen relativ wenige Tore. Das vierwöchige Sommerwetter und die Begeisterung von Zuschauern und Gastgebern sorgten dennoch für ausgelassene Stimmung auf den Rängen, beim Public Viewing und im Umfeld der Weltmeisterschaft, die in Deutschland in Anlehnung an Heines Gedicht Deutschland. Ein Wintermärchen retrospektiv und Sönke Wortmanns Dokumentarfilm Deutschland. Ein Sommermärchen als ein „deutsches Sommermärchen“ bezeichnet wird.

## Kandidatur
Die Idee zu einer Bewerbung Deutschlands als Ausrichter der 18. Fußball-Weltmeisterschaft wurde zunächst Anfang Juli 1992 von DFB-Generalsekretär Horst R. Schmidt öffentlich geäußert und war Gegenstand einer Präsidiumssitzung des DFB im November 1992. Seit diesem Zeitpunkt warben insbesondere DFB-Präsident Egidius Braun und DFB-Pressesprecher Wolfgang Niersbach intensiv um Unterstützung im eigenen Land und bei befreundeten Verbänden. Ende 1996 konnte Franz Beckenbauer als WM-Botschafter gewonnen werden. Er war ab 1998 Chef des deutschen Bewerbungskomitees und überreichte als solcher auch FIFA-Präsident Sepp Blatter die offizielle Absichtserklärung des Verbandes zur Ausrichtung der WM.
Bei der endgültigen Abstimmung in Zürich um den Austragungsort setzte sich Deutschland am 6. Juli 2000 gegen Brasilien, Marokko, England und letztlich mit zwölf zu elf Stimmen auch gegen Südafrika durch. Möglicherweise ausschlaggebend war dabei ein fingiertes Bestechungsfax des Satiremagazins Titanic, das nach dessen Aussage zur entscheidenden Stimmenthaltung des neuseeländischen FIFA-Vertreters Charles Dempsey führte. Dieser war von seinem Verband dazu aufgefordert gewesen, für Südafrika zu stimmen. In diesem Fall hätte die Stimme von Präsident Blatter den Ausschlag für Südafrika gegeben. Was genau Dempsey zur Enthaltung bewogen hatte, ist umstritten. In einem der wenigen Interviews danach sprach er von „Druck durch einflussreiche europäische Interessensgruppen“, und gab weiter an: „Den Hauptausschlag für meine Entscheidung gab, dass im Kreis meiner Kollegen getuschelt wurde, ich würde Geld von der Delegation Südafrikas nehmen. Dem wollte ich mit der Enthaltung entgegentreten.“
| Land        | Runde 1 | Runde 2 | Runde 3 |
| ----------- | ------- | ------- | ------- |
| Deutschland | 10      | 11      | 12      |
| Südafrika   | 06      | 11      | 11      |
| England     | 05      | 02      | –       |
| Marokko     | 03      | –       | –       |

Das Motto der Bewerbung 1997 lautete „Wir sehen uns im Herzen Europas“. Das Motto für die Endrunde wurde am 19. November 2002 bekannt gegeben: „Die Welt zu Gast bei Freunden“. Es sollte die Verbundenheit der Deutschen mit dem Sport und ihre Gastfreundschaft ausdrücken. Als Logo wurden die Celebrating Faces of Football gewählt.

## Schmiergeldzahlungen
Einem Bericht des Magazins Der Spiegel 2015 zufolge war die Fußball-WM 2006 „mutmaßlich gekauft“. Nach einem weiteren Bericht gibt es ein Geheimpapier vom 23. November 2004 mit einem handschriftlichen Vermerk des damaligen DFB-Präsidenten Wolfgang Niersbach, wonach der französisch-schweizerische Unternehmer Robert Louis-Dreyfus († 2009), damaliger Adidas-Vorstandschef, dem deutschen Bewerbungskomitee vor der WM-Vergabe als Privatmann 10,3 Mio. Schweizer Franken (ca. 13 Mio. D-Mark) geliehen haben soll. Mit dem Geld soll die FIFA-Entscheidung gekauft worden sein, die Fußball-WM 2006 in Deutschland abzuhalten. Diese Summe, laut Spiegel mutmaßlich zum Stimmenkauf im Frühjahr 2000 geliehen, taucht nicht im offiziellen 20-Millionen-DM-Haushalt auf. Als Dreyfus das Geld – nun 6,7 Mio. Euro – später zurückforderte, soll es 2005 über ein diskretes FIFA-Konto, eingerichtet bei einem Schweizer Geldhaus (nicht identisch mit der FIFA-Hausbank) zurücküberwiesen worden sein. Den Schuldschein, den Louis-Dreyfus erhielt, soll Franz Beckenbauer unterschrieben haben, der auch einen Vertrag mit Adidas hatte. Laut Spiegel-Recherchen soll ebenfalls Medienunternehmer Leo Kirch († 2011) in die Affäre verwickelt gewesen sein. Auch die von Günter Netzer geführte Vermarktungsfirma CWL soll an dubiosen Zahlungen an Mitglieder des FIFA-Exekutivkomitees beteiligt gewesen sein. Zahlungen von Kirch und CWL gingen an Funktionäre und Landesverbände in Malta, Trinidad/Tobago, den USA, Saudi-Arabien, Südkorea und Thailand.
In einer Sitzung im Juli 2013 am Frankfurter Flughafen mit Theo Zwanziger, Wolfgang Niersbach, Horst R. Schmidt, Franz Beckenbauer und dessen Berater Fedor Radmann soll das Thema im Zusammenhang mit dem Konkurs der Schweizer Sportrechte-Agentur ISL zur Sprache gekommen sein. Zwanziger habe für die Einsetzung einer DFB-eigenen Aufklärungskommission geworben, was aber nie umgesetzt wurde.
Niersbach und Radmann dementierten nach Veröffentlichung des Spiegel-Berichts Schmiergeldzahlungen oder die Existenz schwarzer Kassen. Der ehemalige FIFA-Mediendirektor Guido Tognoni bzw. die Bundestags-Sportausschussvorsitzende Dagmar Freitag (SPD) sprachen von einer möglichen Kampagne bzw. einem möglichen Komplott gegen Niersbach. Niersbach kündigte außerdem rechtliche Schritte gegen den Spiegel an; nach seinem Rücktritt gab Interims-DFB-Präsident Rainer Koch allerdings bekannt, dass man darauf jedoch verzichten werde.
Am 22. Oktober 2015 gab Niersbach eine Pressekonferenz, in der er seine Version der Geschehnisse darstellte. Demnach habe 2002 ein Gespräch zwischen Franz Beckenbauer und dem inzwischen gesperrten FIFA-Präsidenten Sepp Blatter stattgefunden, um zu erreichen, dass Deutschland einen Zuschuss für die WM-Ausrichtung bekommen könnte. Blatter habe dafür 250 Mio. Schweizer Franken (170 Mio. Euro) in Aussicht gestellt, die Klärung darüber aber der FIFA-Finanzkommission überlassen. Diese habe den Zuschuss nur unter der Auflage bewilligt, dass ihr im Gegenzug zehn Mio. Schweizer Franken überwiesen werde. Da das deutsche WM-Organisationskomitee noch über keine eigenen Mittel verfügt habe, habe Beckenbauer das Geld zunächst aus seinem Privatvermögen vorstrecken wollen. Sein Berater Radmann habe ihm aber angeblich davon abgeraten; deshalb wurde das Geld bei Louis-Dreyfus geliehen. Niersbach konnte auf der Pressekonferenz nur wenige Fragen beantworten und verwies auf Erinnerungslücken. Die FIFA und Blatter widersprachen Niersbachs Darstellung ebenso wie Theo Zwanziger, der seinen Amtsnachfolger der Lüge bezichtigte. Nachdem die Steuerfahndung sowohl die DFB-Zentrale in Frankfurt am Main als auch Niersbachs Privatwohnsitz in Dreieich durchsucht hatte und die Staatsanwaltschaft gegen Zwanziger und den früheren DFB-Generalsekretär Horst R. Schmidt wegen Steuerhinterziehung in einem besonders schweren Fall ermittelt, gab Niersbach am 9. November 2015 seinen sofortigen Rücktritt vom Amt des DFB-Präsidenten bekannt. Er ziehe damit die „politische Konsequenz“ aus der Affäre um die WM 2006, auch wenn er selbst sich in den ihm „zugeteilten Bereichen Marketing, Medien, Akkreditierungen und Veranstaltungsorganisation“ nichts vorzuwerfen habe.
Der 380-seitige Bericht einer von der DFB-Führung veranlassten Prüfung der WM-Vergabe durch die Rechtsanwaltskanzlei Freshfields kam 2016 zu dem Ergebnis, dass die WM nicht „gekauft“ worden sei. Das Magazin Der Spiegel kritisierte die Untersuchung, die rund neun Millionen Euro gekostet haben soll, als „Gefälligkeitsgutachten“. Die Staatsanwaltschaft Frankfurt kritisierte die Kooperationsbereitschaft des Verbandes als „stark eingeschränkt“, ähnlich die der Kanzlei.
Ein 2017 aufgetauchter Vertragsentwurf aus dem Imperium des Medienmoguls Leo Kirch lege dagegen das Gegenteil nahe, so Der Spiegel. Der Vertrag regelte demnach vier geplante Freundschaftsspiele des FC Bayern München in Ländern, aus denen FIFA-Entscheider kamen. Für diese Spiele habe Kirch die Übertragungsrechte zu „absurd hohen Preisen“ eingekauft. Daneben habe KirchMedia einen mit einer Million Dollar dotierten Beratervertrag mit dem Libanesen Elias Zaccour abgeschlossen, obwohl dieser keinerlei Erfahrung mit Medien gehabt habe, gleichwohl als bestens mit dem FIFA-Exekutivkomitee vernetzt galt. Zwei Wochen später wurde die Vertragssumme auf zwei Millionen Dollar erhöht, eine Million Dollar sei bereits auf ein Luxemburger Konto gezahlt worden, die zweite sollte frühestens am Tag nach der WM-Entscheidung fließen.
Der Spiegel berichtete im März 2017 von 6,7 Millionen Euro, die zwei Jahre nach der WM-Entscheidung vom DFB an den Wahlmann bin Hammam aus Katar gezahlt worden seien. Im Mai 2018 erhob die Staatsanwaltschaft Frankfurt am Main Anklage gegen Zwanziger, Niersbach und Schmidt wegen Steuerhinterziehung. Sie wirft ihnen vor, dass der DFB mit der Zahlung 2005 ein Privatdarlehen von Dreyfus an Beckenbauer ausgeglichen und sie später unrechtmäßig als Betriebsausgabe geltend gemacht habe.

Im August 2019 erhob die Schweizerische Bundesanwaltschaft in der Affäre um die Fußball-WM 2006 Anklage gegen die früheren DFB-Funktionäre Theo Zwanziger, Wolfgang Niersbach und Horst R. Schmidt. Zwanziger und Schmidt sowie dem früheren Fifa-Generalsekretär Urs Linsi wurde Betrug in Mittäterschaft vorgeworfen, Niersbach die Gehilfenschaft zu Betrug angelastet. Das Verfahren hätte vor dem Bundesstrafgericht in Bellinzona stattfinden sollen. Als Beginn des Prozesses war der 9. März 2020 terminiert, wurde aber gleichentags durch den Spruchkörper um Präsidentin Sylvia Frei vertagt, da alle DFB-Funktionäre unentschuldigt abwesend waren: Zwei hätten zwar ein ärztliches Attest vorweisen können, allerdings machte niemand eine Reiseunfähigkeit geltend. Die drei Deutschen wurden aufgefordert, am 11. März in Bellinzona zu erscheinen. Am 20. April 2020 stellte das Bundesstrafgericht das Verfahren bis zum Eintritt der Verjährung, am 27. April, ein. Zu einem Urteil kam es nicht mehr.
Infolgedessen wurde im Oktober 2022 das deutsche Strafverfahren ebenfalls eingestellt.
Am 25. Juni 2025 wurden gegen den DFB Geldbußen von insgesamt 130.000 € verhängt; wegen des überlangen Verfahrens gelten 20.000 € als getilgt.

## Spielorte

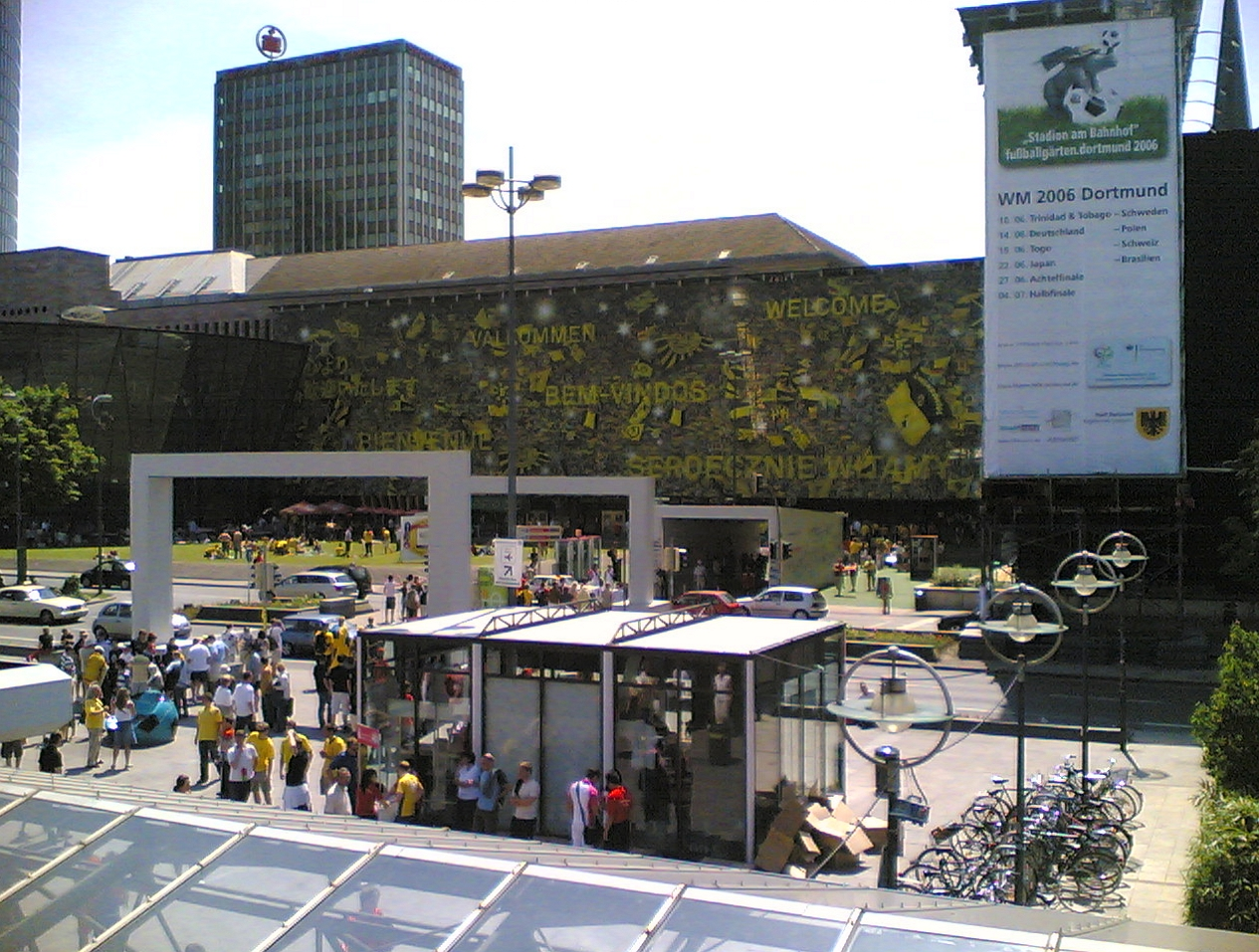
Fußballfans aus aller Welt werden im Dortmunder Fan-Treffpunkt „Stadion am Bahnhof“ willkommen geheißen. (Juni 2006)

Die Spiele der Weltmeisterschaft wurden in zwölf Stadien in zwölf verschiedenen deutschen Städten ausgetragen. Bei der Vergabe sollten die modernsten und sichersten Stadien Deutschlands ausgewählt und eine flächendeckende Verteilung über Deutschland sichergestellt werden. Insgesamt bewarben sich fünfzehn Städte um die Austragung. Unter den Bewerbern kamen Düsseldorf (LTU-Arena), Bremen (Weserstadion) und Mönchengladbach (Borussia-Park) nicht zum Zuge, auch wenn die Arenen durchaus WM-tauglich waren. Die ausgewählten Stadien wurden im Vorfeld der WM entweder erweitert und modernisiert oder komplett neu gebaut. Alle Stadien, die einen Sponsor im Namen trugen, wurden während der WM in FIFA WM-Stadion umbenannt, um die FIFA-Sponsoren hervorzuheben. Die Namen der übrigen Stadien blieben unverändert.
Insgesamt betrug die Zuschauerkapazität der zwölf WM-Stadien 623.000 Sitzplätze, was einem Schnitt von etwa 52.000 Zuschauern pro Stadion entspricht. Aufgrund der im Vergleich zu Spielen in der Bundesliga strengeren Sicherheitsbestimmungen der FIFA fassten alle Stadien deutlich weniger Plätze als vor und nach der WM. An allen Spielorten der Weltmeisterschaft wurden vier Gruppenspiele und jeweils zumindest ein Achtel- oder Viertelfinale ausgetragen.

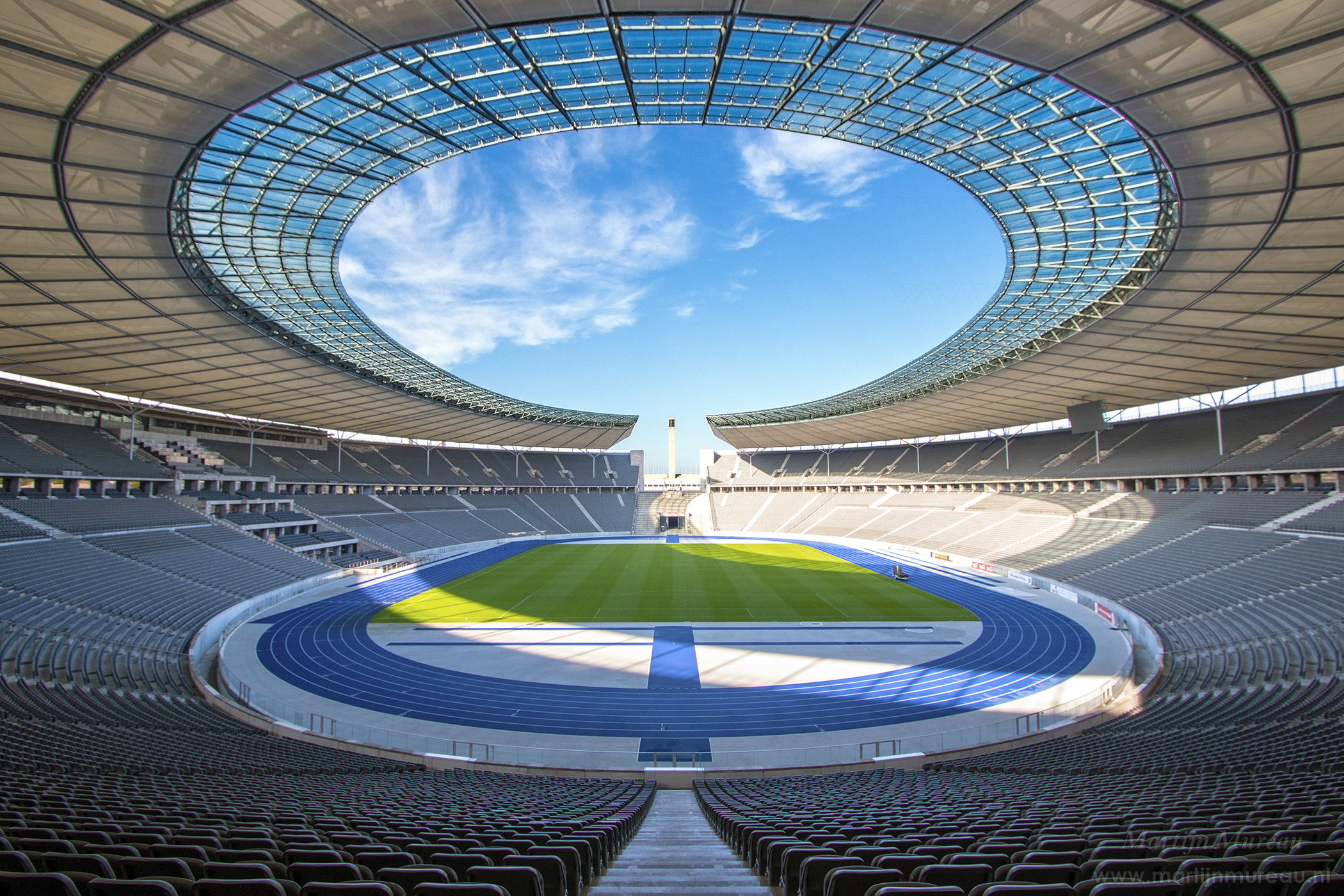
Berlin: Im Berliner Olympiastadion, dem Heimstadion von Hertha BSC und mit einer Zuschauerkapazität von 72.000[25] größten WM-Stadion, wurden vier Gruppenspiele, ein Viertelfinalspiel und das Finalspiel ausgetragen. Insgesamt sahen 429.000 Zuschauer die sechs Spiele, im Schnitt 71.500. Fünfmal war es ausverkauft, nur im Finale Italien gegen Frankreich waren es 3.000 Zuschauer weniger.
- Dortmund: Das Westfalenstadion, während der WM FIFA WM-Stadion Dortmund, hatte eine Kapazität von 65.000[25] Plätzen, ist aber im regulären Betrieb als Signal Iduna Park das größte Stadion Deutschlands. Die Heimat von Borussia Dortmund war Austragungsort von vier Gruppenspielen sowie einem Achtel- und einem Halbfinalspiel. Insgesamt sahen 387.959 Zuschauer die sechs Spiele, im Schnitt 64.660. Fünfmal war es ausverkauft, nur zum Spiel zwischen Trinidad und Tobago und Schweden kamen ca. 2000 Zuschauer weniger.
- Frankfurt am Main: Im FIFA WM-Stadion Frankfurt, der Heimat von Eintracht Frankfurt, konnten während der FIFA-Veranstaltungen 48.000[25] Zuschauer die Spiele verfolgen. Das alte Waldstadion wurde bei laufendem Betrieb vollständig umgebaut und 2005 in Commerzbank-Arena umbenannt. Es war Austragungsort von vier Gruppenspielen und einem Viertelfinalspiel. Das Stadion war fünfmal ausverkauft, so dass 240.000 Zuschauer die Spiele im Frankfurter Stadion sahen.
- Gelsenkirchen: Das FIFA WM-Stadion Gelsenkirchen ist das Heimatstadion des Fußballvereins FC Schalke 04. Die im August 2001 als Arena AufSchalke eröffnete Veltins-Arena umfasste während des Turniers 52.000[25] Sitzplätze und war Austragungsort von vier Gruppenspielen und einem Viertelfinalspiel. Auch das Gelsenkirchener Stadion war bei allen fünf Spielen ausverkauft und damit sahen 260.000 Zuschauer die Spiele in der Arena.
- Hamburg: Im FIFA WM-Stadion Hamburg, der Heimstätte des Hamburger SV, konnten 50.000[25] Zuschauer die WM-Spiele verfolgen. Das Volksparkstadion, das bei laufendem Betrieb aus dem 1953 errichteten Volksparkstadion entstand, hieß zum damaligen Zeitpunkt AOL Arena und war Austragungsort von vier Gruppenspielen und einem Viertelfinalspiel. Nur das Spiel Argentinien gegen die Elfenbeinküste war nicht ganz ausverkauft, ansonsten alle Spiele, so dass 249.480 Personen die Spiele in Hamburg verfolgten.
- Hannover: Im FIFA WM-Stadion Hannover, der Heimat des Fußballclubs Hannover 96, fanden 43.000[25] Zuschauer während der WM Platz. Das ehemalige Niedersachsenstadion wurde umgebaut und am 23. Januar 2005 als AWD-Arena eingeweiht. Es war Austragungsort von vier Gruppenspielen und einem Achtelfinalspiel, die alle ausverkauft waren. Somit lag die Zuschauerzahl in Hannover bei 215.000.
- Kaiserslautern: Im Fritz-Walter-Stadion empfängt während des regulären Ligabetriebs der 1. FC Kaiserslautern seine Gäste. Bei der WM-Endrunde reduzierte sich die Kapazität des Stadions auf 46.000[25] Plätze. Es war Austragungsort von vier Gruppenspielen und einem Achtelfinalspiel. 230.000 Zuschauer sahen die Spiele im stets ausverkauften Stadion.
- Köln: Im FIFA WM-Stadion Köln, der Heimat des 1. FC Köln, fanden fünf WM-Spiele statt. Das umgebaute Müngersdorfer Stadion ist normalerweise nach dem regionalen Stromversorger Rheinenergiestadion benannt, bot während der Weltmeisterschaft 46.134[25] Zuschauern Platz und war Austragungsort von vier Gruppenspielen und einem Achtelfinalspiel. Zu allen fünf Spielen kamen je 45.000 Zuschauer, insgesamt 225.000.
- Leipzig: Das Zentralstadion war die Spielstätte des FC Sachsen Leipzig. In den alten Stadionwall wurde ab 2000 ein modernes, reines Fußballstadion eingebaut und am 17. Juli 2004 offiziell eröffnet. Während der WM 2006 hatte es eine Kapazität von 43.000[25] Sitzplätzen und war Austragungsort von vier Gruppenspielen und einem Achtelfinalspiel. Nur das Spiel Iran gegen Angola war nicht ausverkauft, 5000 Zuschauer hätten noch Platz gefunden. So wurden es insgesamt 210.000.
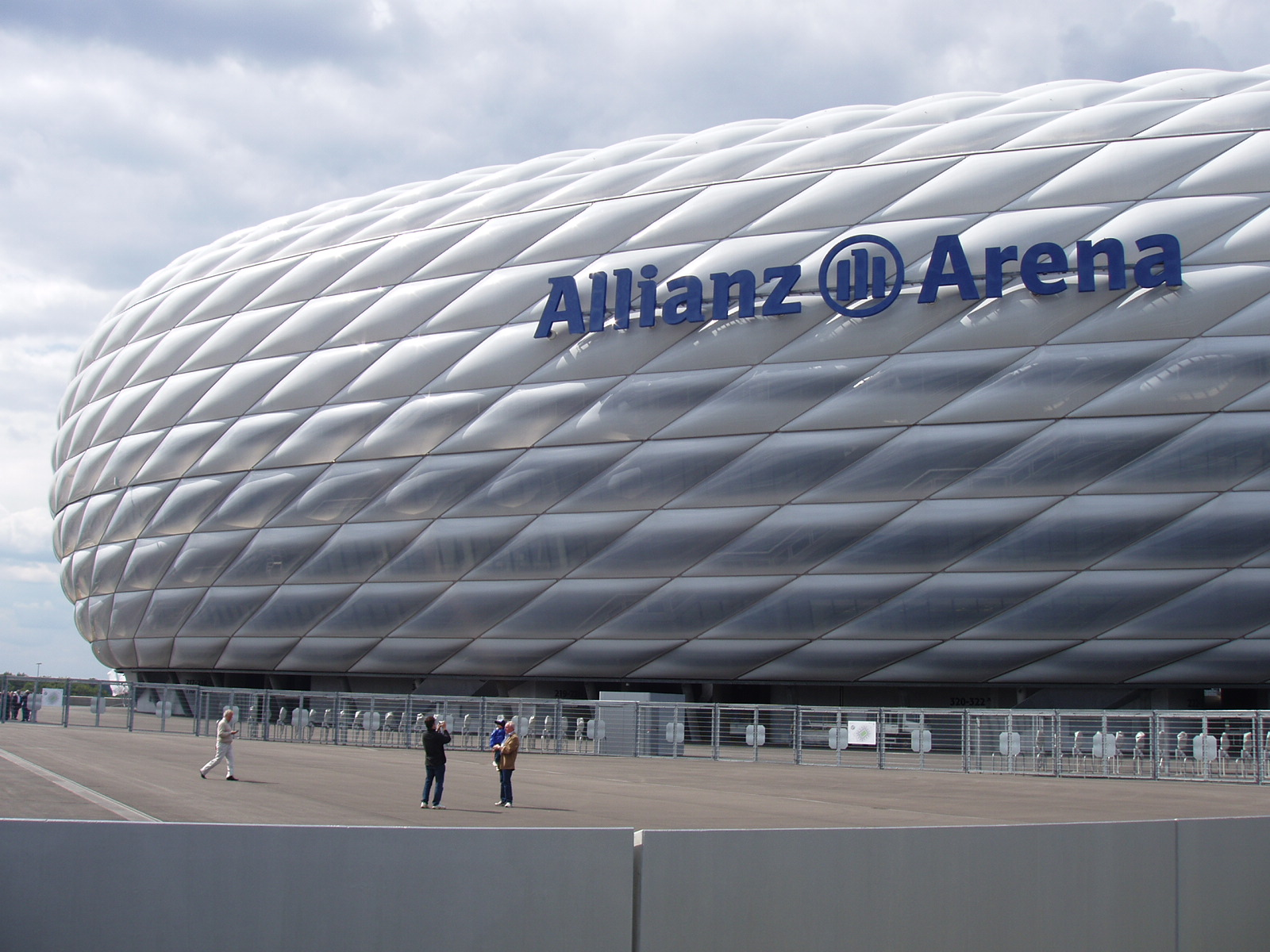
München: Die Allianz Arena (FIFA WM-Stadion München) war mit 66.000[25] Sitzplätzen das zweitgrößte Stadion der WM, wurde am 30. Mai 2005 eröffnet, und wird vom FC Bayern München genutzt. Der TSV 1860 München schied 2017 aus der gemeinsamen Nutzung aus. Es war Austragungsort von vier Gruppenspielen, darunter das Eröffnungsspiel, sowie einem Achtelfinal- und einem Halbfinalspiel. Die sechsmal ausverkauften Spiele sahen insgesamt 396.000 Zuschauer.
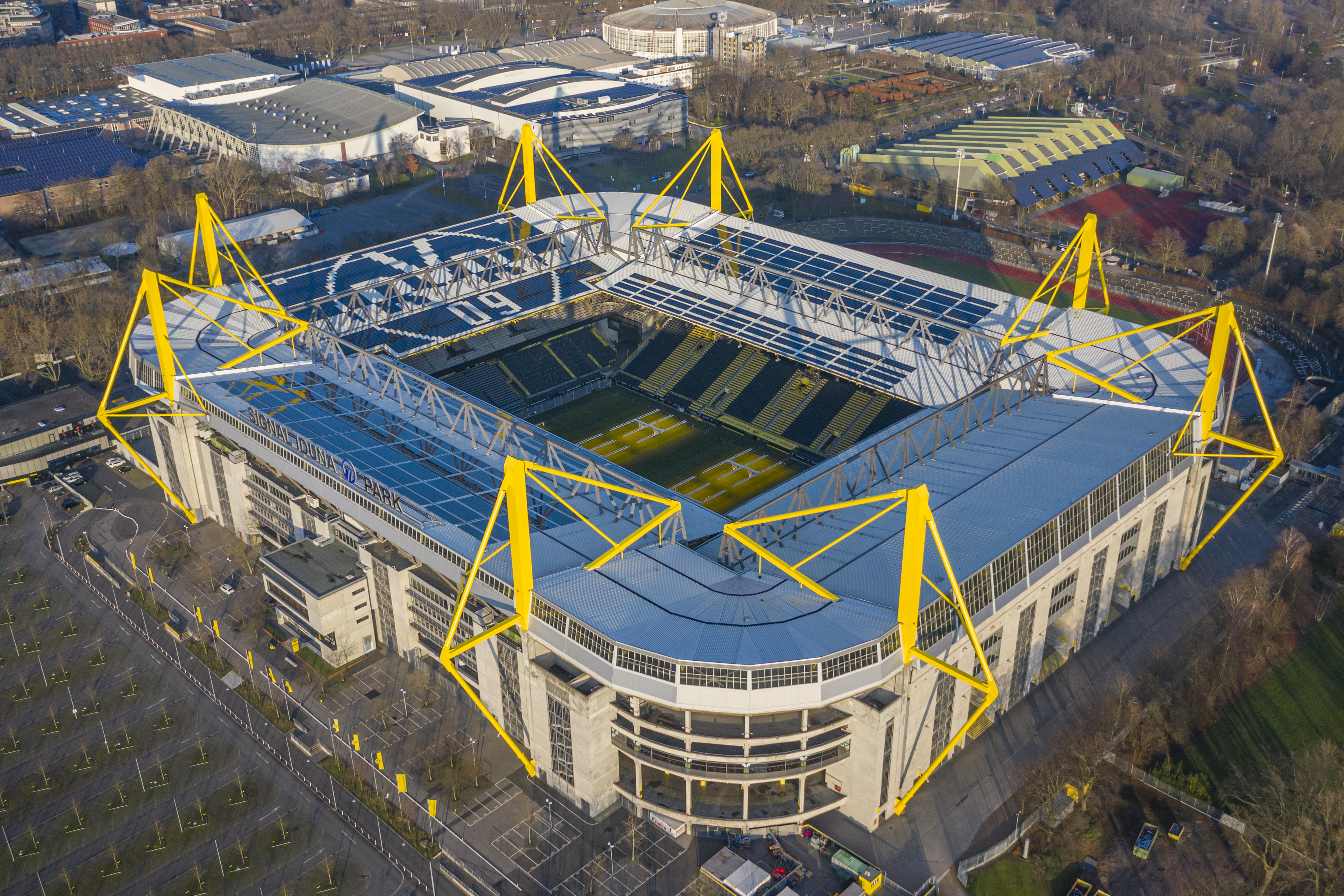
Westfalenstadion (FIFA World Cup Stadium, Dortmund) Ort: Dortmund Kapazität: 65.000 Verein: Borussia Dortmund

- Nürnberg: Im Frankenstadion, der Heimstätte des 1. FC Nürnberg, konnten 41.000[25] Zuschauer die WM-Spiele verfolgen. Die Sportstätte wurde am 15. März 2006 in Easycredit-Stadion umbenannt, wobei jedoch für die Zeit der WM der alte Name verwendet wurde. Es war Austragungsort von vier Gruppenspielen und einem Achtelfinalspiel, die von insgesamt 205.000 Zuschauern von voll besetzten Rängen aus gesehen wurden.
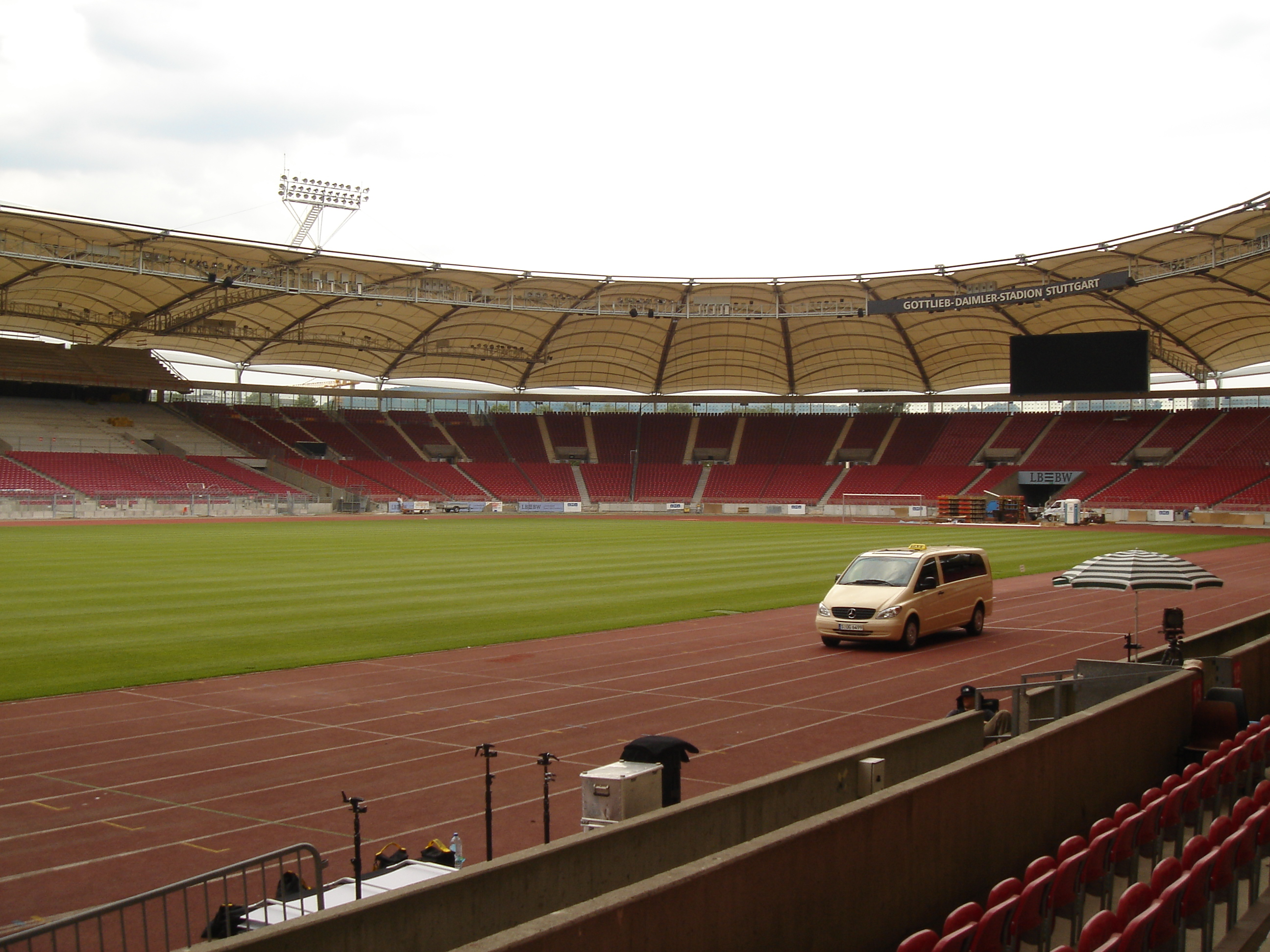
Stuttgart: Im früheren Gottlieb-Daimler-Stadion (jetzt: MHPArena) trägt der Fußballverein VfB Stuttgart seine Heimspiele aus. Bei der WM betrug die Zuschauerkapazität 52.000.[25] Zwar bezog sich der Name des Stadions auf den Automobilhersteller Daimler AG (damals DaimlerChrysler), der bis 2023 Namensrechte am Stadion besaß. Benannt war es jedoch nach Gottlieb Daimler und nicht nach dem Konzern, weswegen die Namensgebung von der FIFA anerkannt wurde. Stuttgart war Austragungsort von vier Gruppenspielen, einem Achtelfinalspiel und dem Spiel um Platz 3 zwischen Deutschland und Portugal. 312.000 Zuschauer sahen die Spiele im jeweils voll besetzten Stuttgarter Stadion.
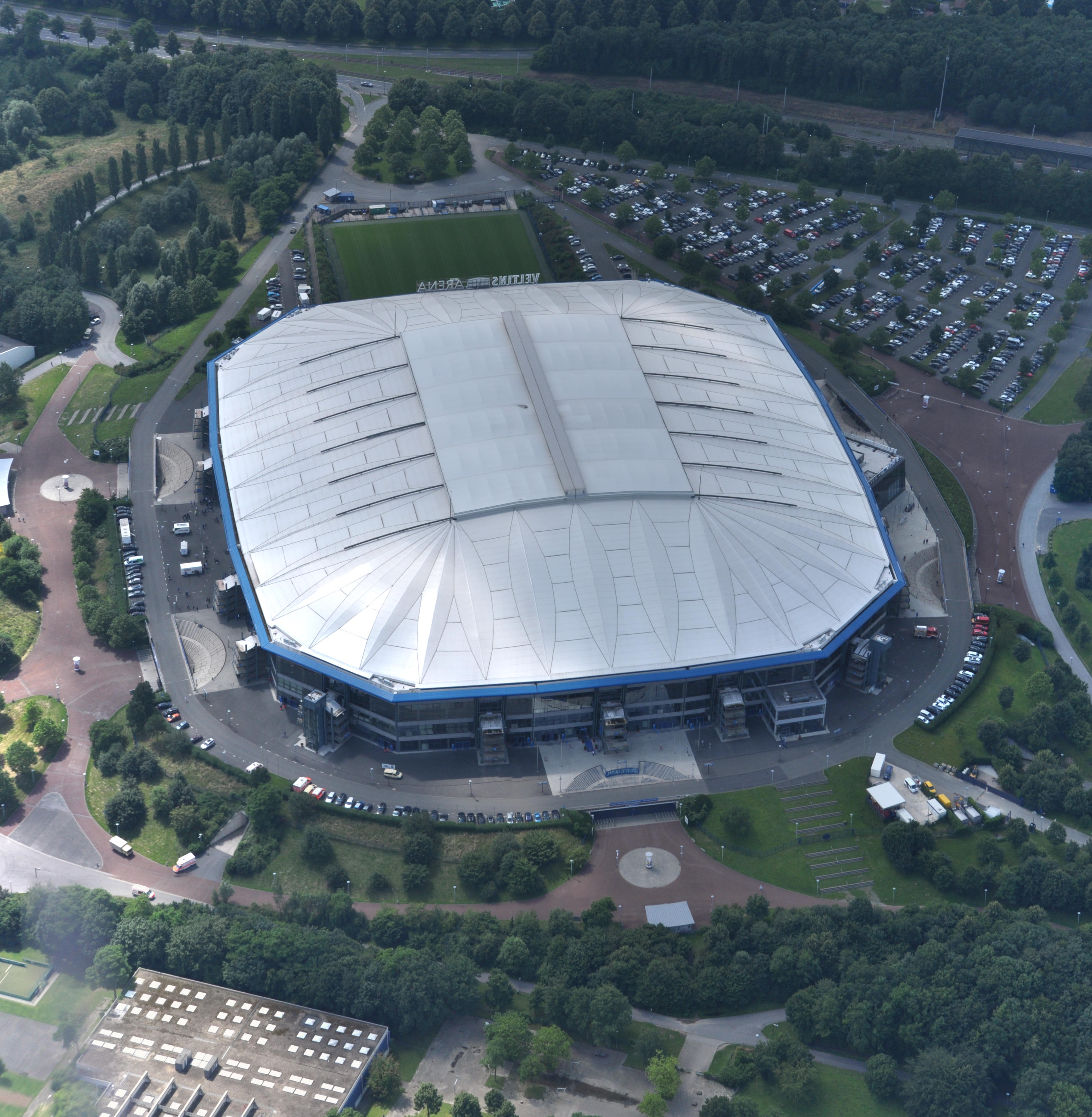
Veltins-Arena (FIFA World Cup Stadium, Gelsenkirchen) Ort: Gelsenkirchen Kapazität: 52.000 Verein: FC Schalke 04
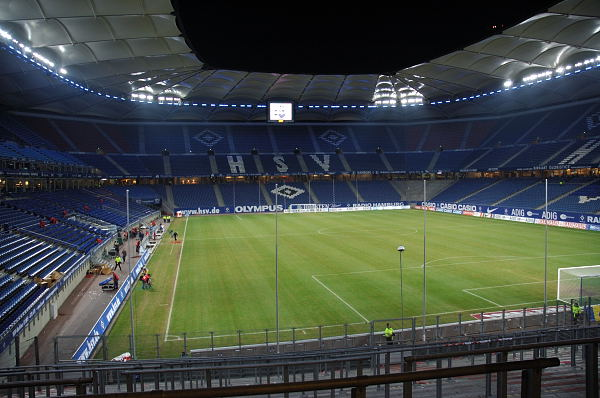
AOL Arena (FIFA World Cup Stadium, Hamburg) Ort: Hamburg Kapazität: 50.000 Verein: Hamburger SV
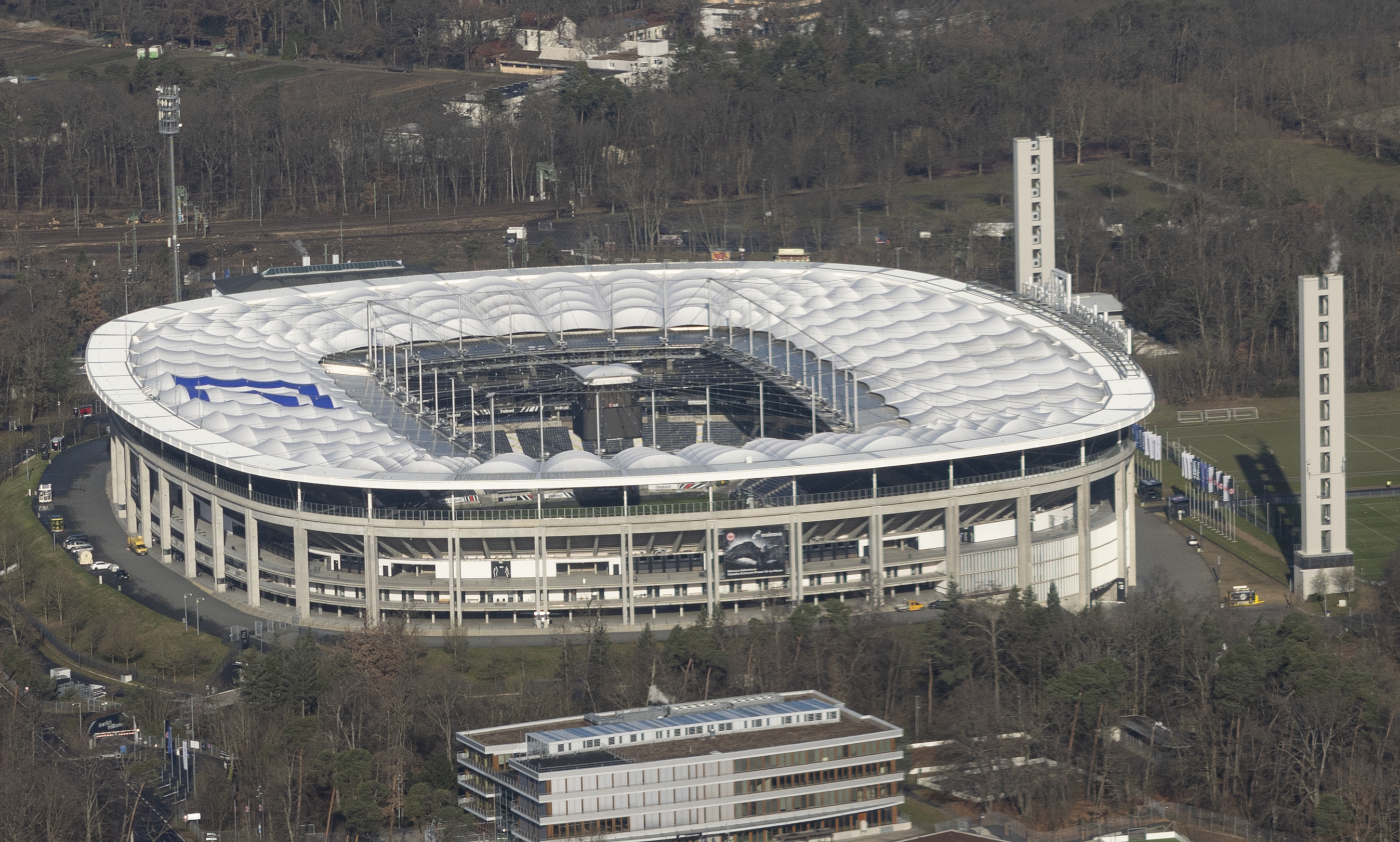
Commerzbank-Arena (FIFA World Cup Stadium, Frankfurt) Ort: Frankfurt Kapazität: 48.000 Verein: Eintracht Frankfurt
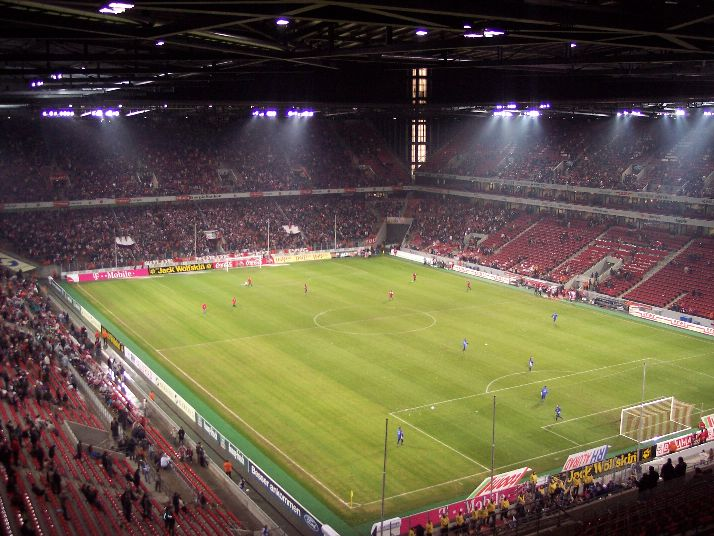
Rheinenergiestadion (FIFA World Cup Stadium, Cologne) Ort: Köln Kapazität: 46.134 Verein: 1. FC Köln
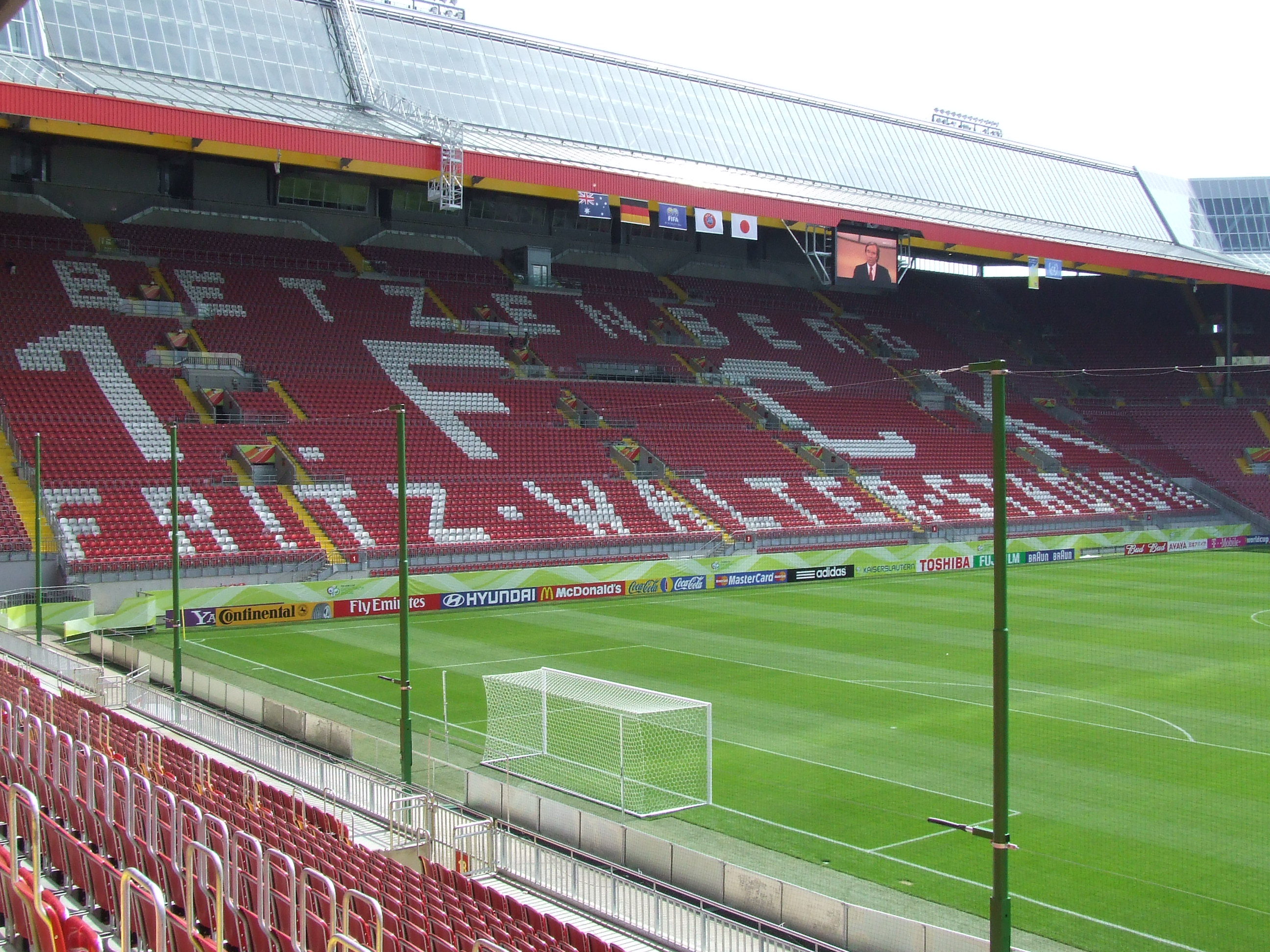
Fritz-Walter-Stadion (Fritz-Walter-Stadion) Ort: Kaiserslautern Kapazität: 46.000 Verein: 1. FC Kaiserslautern
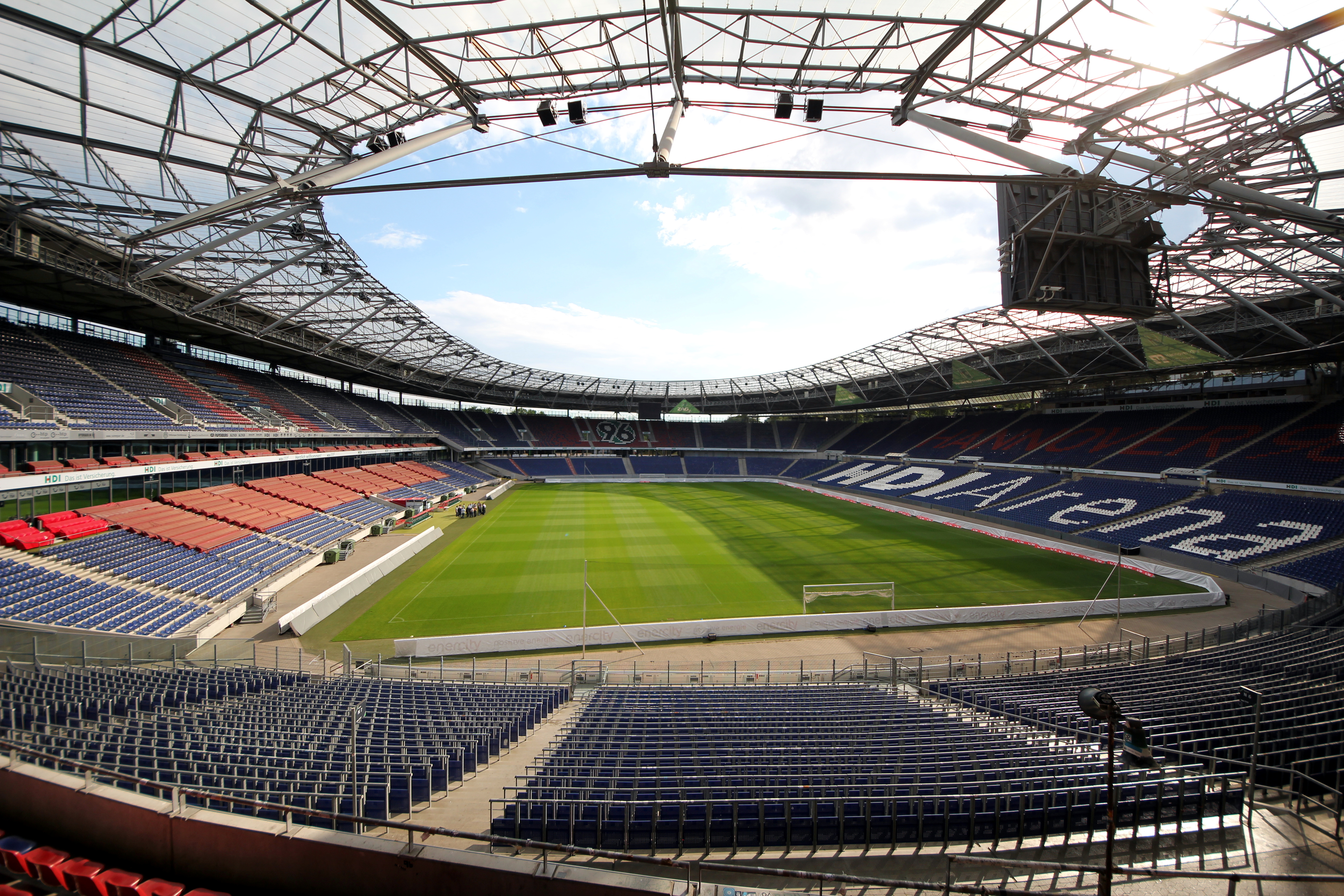
AWD-Arena (FIFA World Cup Stadium, Hannover) Ort: Hannover Kapazität: 43.000 Verein: Hannover 96
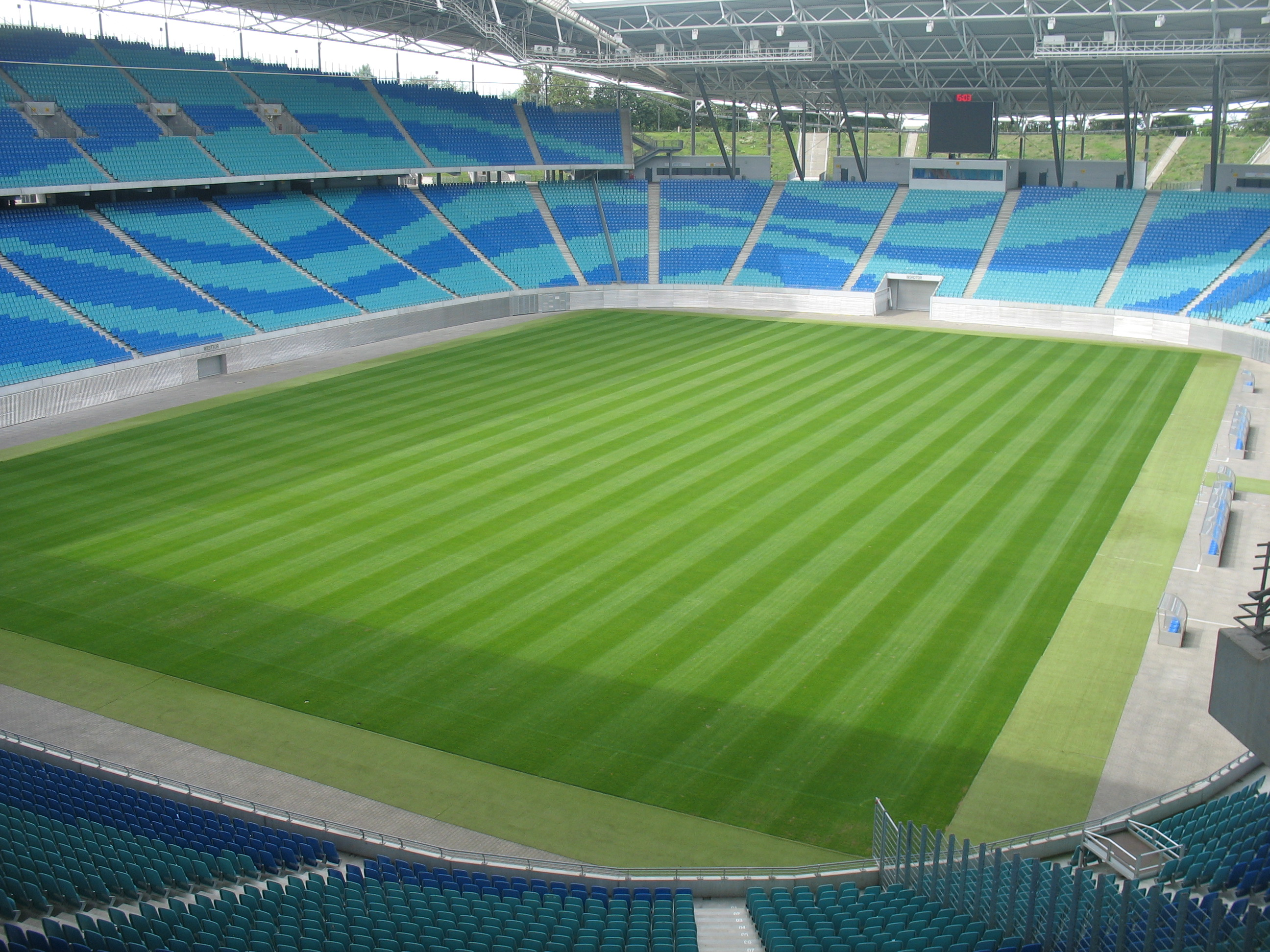
Zentralstadion (Zentralstadion) Ort: Leipzig Kapazität: 43.000 Verein: FC Sachsen Leipzig
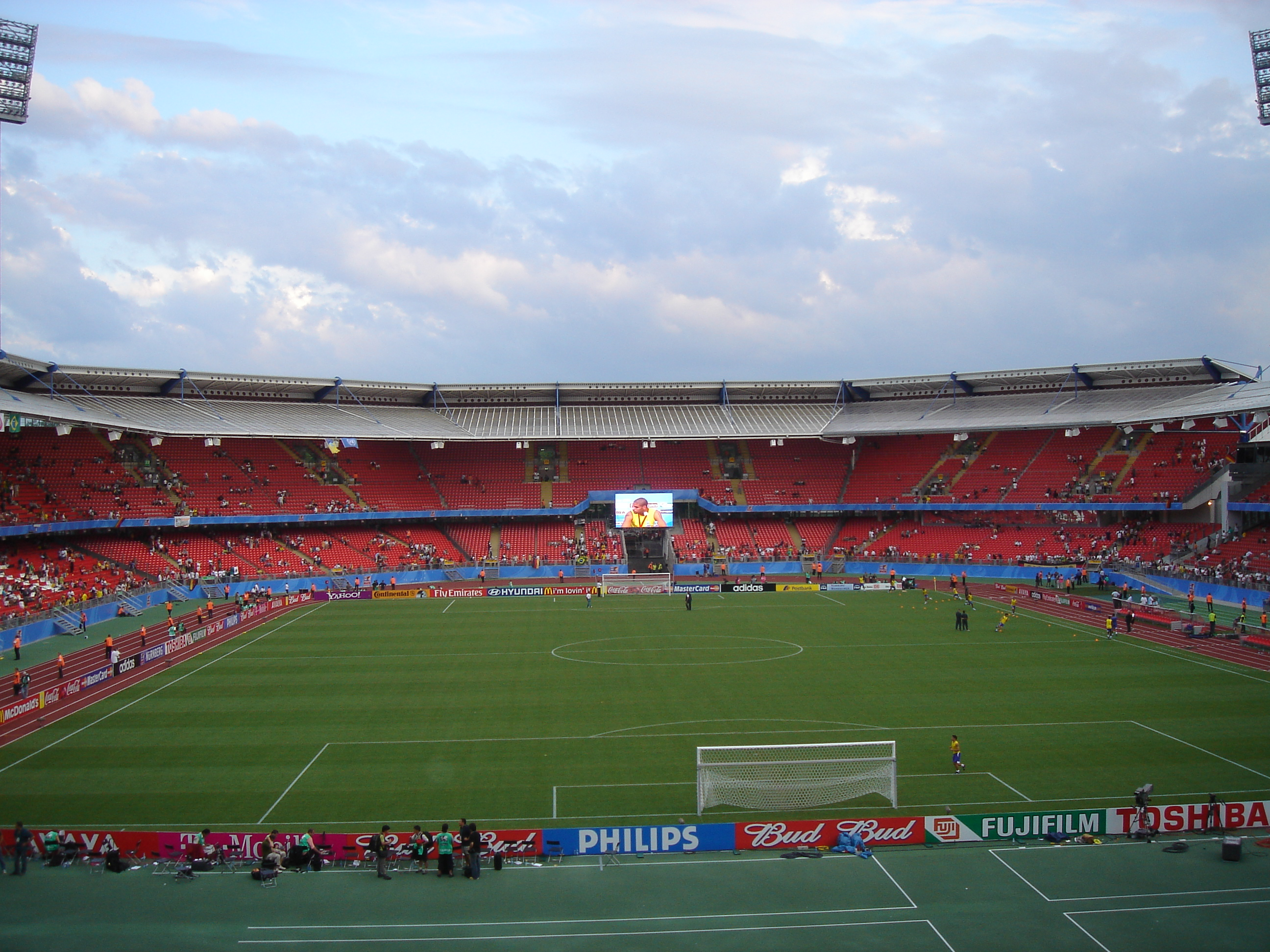
Easycredit-Stadion (Frankenstadion) Ort: Nürnberg Kapazität: 41.000 Verein: 1. FC Nürnberg

- Olympiastadion Berlin
(Olympiastadion)
Ort: Berlin
Kapazität: 72.000[25]
Verein: Hertha BSC
- Allianz Arena
(FIFA World Cup Stadium, Munich)
Ort: München
Kapazität: 66.000[25]
Vereine: FC Bayern München, TSV 1860 München (bis Juli 2017)
- Westfalenstadion
(FIFA World Cup Stadium, Dortmund)
Ort: Dortmund
Kapazität: 65.000[25]
Verein: Borussia Dortmund
- Gottlieb-Daimler-Stadion
(Gottlieb-Daimler-Stadion, Stuttgart)
Ort: Stuttgart
Kapazität: 52.000[25]
Verein: VfB Stuttgart
- Veltins-Arena
(FIFA World Cup Stadium, Gelsenkirchen)
Ort: Gelsenkirchen
Kapazität: 52.000[25]
Verein: FC Schalke 04
- AOL Arena
(FIFA World Cup Stadium, Hamburg)
Ort: Hamburg
Kapazität: 50.000[25]
Verein: Hamburger SV
- Commerzbank-Arena
(FIFA World Cup Stadium, Frankfurt)
Ort: Frankfurt
Kapazität: 48.000[25]
Verein: Eintracht Frankfurt
- Rheinenergiestadion
(FIFA World Cup Stadium, Cologne)
Ort: Köln
Kapazität: 46.134[25]
Verein: 1. FC Köln
- Fritz-Walter-Stadion
(Fritz-Walter-Stadion)
Ort: Kaiserslautern
Kapazität: 46.000[25]
Verein: 1. FC Kaiserslautern
- AWD-Arena
(FIFA World Cup Stadium, Hannover)
Ort: Hannover
Kapazität: 43.000[25]
Verein: Hannover 96
- Zentralstadion
(Zentralstadion)
Ort: Leipzig
Kapazität: 43.000[25]
Verein: FC Sachsen Leipzig
- Easycredit-Stadion
(Frankenstadion)
Ort: Nürnberg
Kapazität: 41.000[25]
Verein: 1. FC Nürnberg

## Qualifikation
Die Qualifikation für die Weltmeisterschaft im Jahre 2006 dauerte vom 6. September 2003 bis zum 16. November 2005. 197 von 204 Verbänden waren in die WM-Qualifikation gestartet, nur 31 Mannschaften blieben schließlich übrig. Erstmals war der amtierende Weltmeister (in diesem Fall Brasilien) nicht automatisch für die Endrunde qualifiziert. Deutschland hingegen war als Gastgeber gesetzt und komplettierte das Feld der Endrundenteilnehmer. In sechs Zonen wurden die 31 Teilnehmer (zuzüglich des direkt qualifizierten Gastgebers) folgendermaßen ermittelt:
Europa hatte bei der Weltmeisterschaft dreizehn Startplätze, hinzu kam der Gastgeber Deutschland. Die Sieger der acht Qualifikationsgruppen und die beiden besten Gruppenzweiten konnten sich direkt für die WM in Deutschland qualifizieren. Die sechs übrigen Gruppenzweiten trugen am 12./16. November 2005 in Hin- und Rückspielen („Play-off-Spielen“) die Entscheidung um die drei restlichen europäischen Vertreter aus.
Südamerika hatte vier direkte Startplätze. Zehn Mannschaften (erstmals musste sich auch der Titelverteidiger noch qualifizieren) spielten jeweils gegeneinander mit Hin- und Rückrunde, die besten vier waren direkt für die WM qualifiziert. Der Fünfte hatte die Chance, in zwei Ausscheidungsspielen gegen den Sieger aus Ozeanien ebenfalls noch den Sprung in die Endrunde zu schaffen. Uruguay konnte sich aber dieses Mal in der Relegation nicht gegen Australien durchsetzen.
Der Fußballverband Nord- und Mittelamerikas und der Karibik, der CONCACAF, hatte drei direkte Startplätze. Die Qualifikation war dort in drei Phasen unterteilt. Aus der ersten Runde hatten sich zwölf Teilnehmer für die zweite Runde qualifiziert. Danach wurde in drei Vierergruppen weitergespielt. Die beiden Erstplatzierten jeder Gruppe rückten in die dritte Runde auf. Diese sechs Mannschaften spielten vom 9. Februar bis 12. Oktober 2005 in einer Gruppe jeweils gegeneinander mit Hin- und Rückspiel. Die drei Besten waren direkt qualifiziert. Der Vierte der CONCACAF trat noch in einem Hin- und Rückspielduell gegen den Fünften aus Asien an.
In der Afrika-Zone hatten sich bis auf Dschibuti alle 52 Verbände für die Vorrunde angemeldet. Die fünf afrikanischen Teilnehmer am FIFA-Weltpokal 2002 sowie die vier in der FIFA-Weltrangliste vom 25. Juni 2003 am besten platzierten afrikanischen Mannschaften stießen direkt in die zweite Runde vor. Die übrigen 42 Mannschaften wurden einander zugelost, die 21 Sieger aus Hin- und Rückspiel stießen ebenfalls in die zweite Runde vor. Die 30 Mannschaften der zweiten Runde waren in fünf Sechsergruppen aufgeteilt, deren Gruppensieger sich für die WM qualifizierten.
Asien spielte mit insgesamt 32 Mannschaften, die in acht Gruppen aufgeteilt waren. Sieben der 32 Mannschaften mussten sich zuvor noch gegen sieben andere Mannschaften in Hin- und Rückspiel für die 2. Runde qualifizieren. Die acht Gruppensieger erreichten die dritte Runde (9. Februar bis 17. August 2005), die in zwei Vierergruppen ausgetragen wurde. Der Erste und der Zweite dieser beiden Gruppen qualifizierten sich direkt. Die beiden Dritten spielten gegeneinander, der Sieger trug anschließend zwei Finalspiele gegen den Vierten aus CONCACAF um die Teilnahme an der Endrunde aus. In diesen Spielen war Bahrain gegen die Mannschaft aus Trinidad und Tobago unterlegen.
Ozeanien hatte keinen direkten Startplatz. Sechs Mannschaften blieben nach der ersten Runde übrig; diese spielten eine einfache Jeder-gegen-jeden-Runde. Der Erst- und Zweitplatzierte trafen am 3. September und 6. September 2005 im „Play-off“ gegeneinander an. Der Sieger traf auf den Fünften aus Südamerika (ebenfalls in Hin- und Rückspiel).

## Teilnehmer
Für die Endrunde qualifizierten sich letztlich folgende 32 Nationalmannschaften aus den jeweiligen Kontinentalverbänden:
| 14 aus Europa                              | Deutschland            | England        | Frankreich          | Italien  | Kroatien |
|                                            | Niederlande            | Polen          | Portugal            | Schweden | Schweiz  |
|                                            | Serbien und Montenegro | Spanien        | Tschechien          | Ukraine  |          |
| 4 aus Südamerika                           | Argentinien            | Brasilien      | Ecuador             | Paraguay |          |
| 4 aus Nord-, Mittelamerika und der Karibik | Costa Rica             | Mexiko         | Trinidad und Tobago | USA      |          |
| 5 aus Afrika                               | Angola                 | Elfenbeinküste | Ghana               | Togo     | Tunesien |
| 4 aus Asien                                | Iran                   | Japan          | Saudi-Arabien       | Südkorea |          |
| 1 aus Ozeanien                             | Australien             |                |                     |          |          |

Erstmals nahmen Tschechien, die Ukraine, Angola, die Elfenbeinküste, Ghana, Togo sowie Trinidad und Tobago an einer Endrunde der Weltmeisterschaft teil.

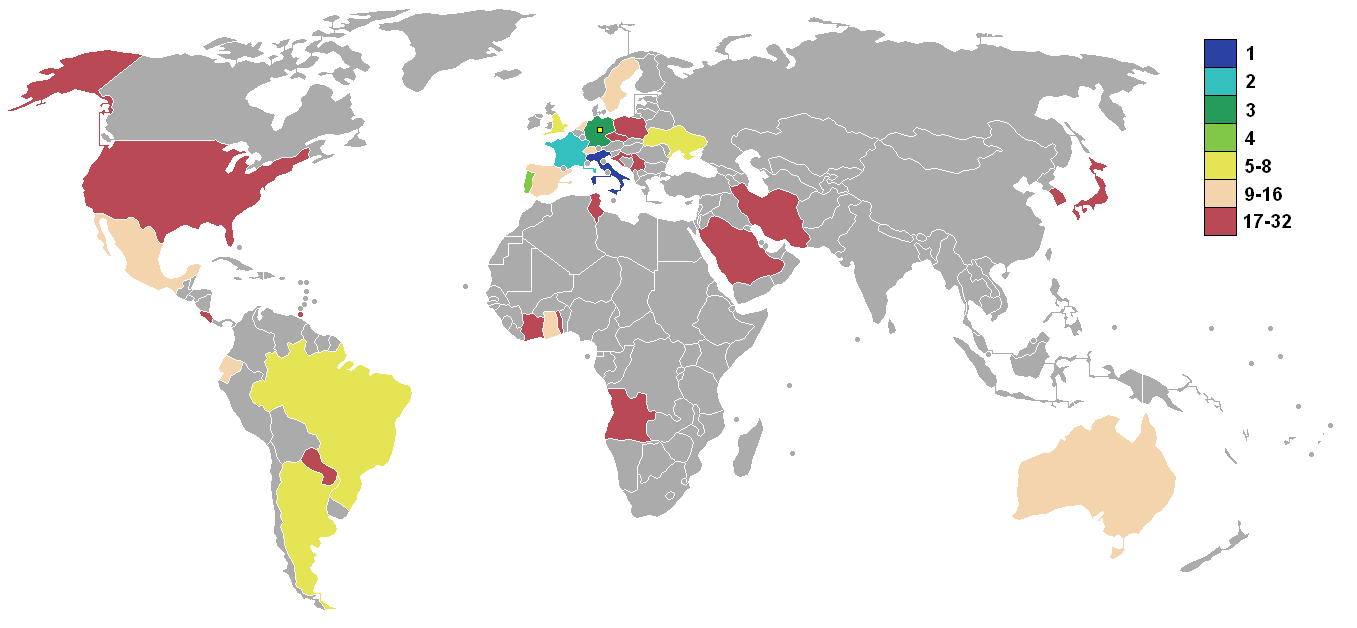
Weltkarte der Teilnehmer mit deren Platzierungen

## Auslosung
Die Endrundenauslosung, bei der die endgültigen Paarungen ermittelt wurden, fand am 9. Dezember 2005 in Leipzig statt.

### Lostöpfe
Für die Auslosung wurden die qualifizierten Mannschaften in vier Töpfe aufgeteilt. Die Zuordnung verlief nach einem Beschluss der FIFA vom 6. Dezember. Als Grundlage diente eine Setzliste, bei der die Ergebnisse der letzten beiden WM-Turniere und die Positionen in der Weltrangliste der letzten drei Jahre berücksichtigt wurden.
Topf 1
Deutschland (Ausrichter), Brasilien (Titelverteidiger), Italien, Spanien, Argentinien, Frankreich, England, Mexiko
Topf 2
Elfenbeinküste, Angola, Ghana, Togo, Tunesien, Paraguay, Ecuador, Australien
Topf 3
Schweiz, Tschechien, Ukraine, Niederlande, Kroatien, Schweden, Portugal, Polen
Spezialtopf
Serbien und Montenegro
Topf 4
Südkorea, Japan, Iran, Saudi-Arabien, USA, Trinidad und Tobago, Costa Rica

### Sonderfälle
- Deutschland (Gastgeber) und Brasilien (Titelverteidiger) wurden als Kopf der Gruppen A und F gesetzt.
- Aus Topf 2 wurden Paraguay und Ecuador nicht zu Brasilien oder Argentinien gelost, um südamerikanische Duelle in der Gruppenphase zu verhindern.
- Die Mannschaft von Serbien und Montenegro war ein Spezialfall. Als schlechtester europäischer Teilnehmer wurde sie einer Gruppe mit Brasilien, Argentinien oder Mexiko zugeordnet, um eine Gruppe mit drei europäischen Mannschaften zu vermeiden.
- Da Serbien und Montenegro nicht der Mexikogruppe zugelost wurde, bekam Mexiko gezielt eine asiatische Mannschaft zugelost, damit nicht zwei CONCACAF-Mannschaften in einer Gruppe landen.

| Gruppe A    | Gruppe B            | Gruppe C               | Gruppe D      |
| ----------- | ------------------- | ---------------------- | ------------- |
| Deutschland | England             | Argentinien            | Mexiko        |
| Costa Rica  | Paraguay            | Elfenbeinküste         | Iran          |
| Polen       | Trinidad und Tobago | Serbien und Montenegro | Angola        |
| Ecuador     | Schweden            | Niederlande            | Portugal      |
| Gruppe E    | Gruppe F            | Gruppe G               | Gruppe H      |
| Italien     | Brasilien           | Frankreich             | Spanien       |
| Ghana       | Kroatien            | Schweiz                | Ukraine       |
| USA         | Australien          | Südkorea               | Tunesien      |
| Tschechien  | Japan               | Togo                   | Saudi-Arabien |

Für Informationen zu den einzelnen WM-Gruppen und Kadern der Mannschaften auf den jeweiligen Link klicken.

## Regelwerk und Spielmodus
Im Vorfeld des Turniers wurden folgende Änderungen der Spiel- und Turnierregeln durch den Weltverband FIFA beschlossen.

### Bewertung von Fouls und Unsportlichkeiten
- Beim Turnier sollten Grätschen in die Beine des Gegenspielers konsequent mit der Roten Karte bestraft werden. Bisher galt diese Regel nur für Grätschen „von hinten“, also in den Fällen, in denen der gefoulte Spieler den Gegenspieler bis zur Attacke nicht wahrnehmen konnte.
- Ebenso sollten Schläge mit dem Ellenbogen, wie sie insbesondere bei Kopfballduellen auftreten, direkt mit einem Platzverweis bestraft werden. Zuvor hatte der Unparteiische auch hier Ermessensspielraum.
- Daneben wurde von der FIFA festgelegt, dass das Festhalten des Balles vor einem Freistoß der gegnerischen Mannschaft mit einer Gelben Karte geahndet werden sollte.

### Spielmodus
Es traten zunächst 32 Mannschaften in acht Gruppen mit je vier Teilnehmern und danach im K.-o.-System gegeneinander an. Innerhalb jeder Gruppe spielte jede Mannschaft gegen jede andere Mannschaft. Die jeweils ersten beiden Mannschaften qualifizierten sich für das Achtelfinale.
Die Platzierung der Mannschaften in den Gruppen ergab sich dabei in folgender Reihenfolge:
1. Anzahl Punkte (Sieg: 3 Punkte; Unentschieden: 1 Punkt; Niederlage: 0 Punkte),
2. bei Punktgleichheit Tordifferenz aus allen drei Spielen;
3. bei gleicher Tordifferenz die Anzahl der erzielten Tore aus allen drei Spielen;
4. bei gleicher Anzahl der erzielten Tore aus allen drei Spielen die Anzahl der Punkte im direkten Vergleich der punktgleichen Mannschaften;
5. bei gleicher Anzahl der Punkte im direkten Vergleich die Tordifferenz im direkten Vergleich;
6. bei gleicher Tordifferenz im direkten Vergleich die Anzahl der erzielten Tore im direkten Vergleich;
7. das Los.

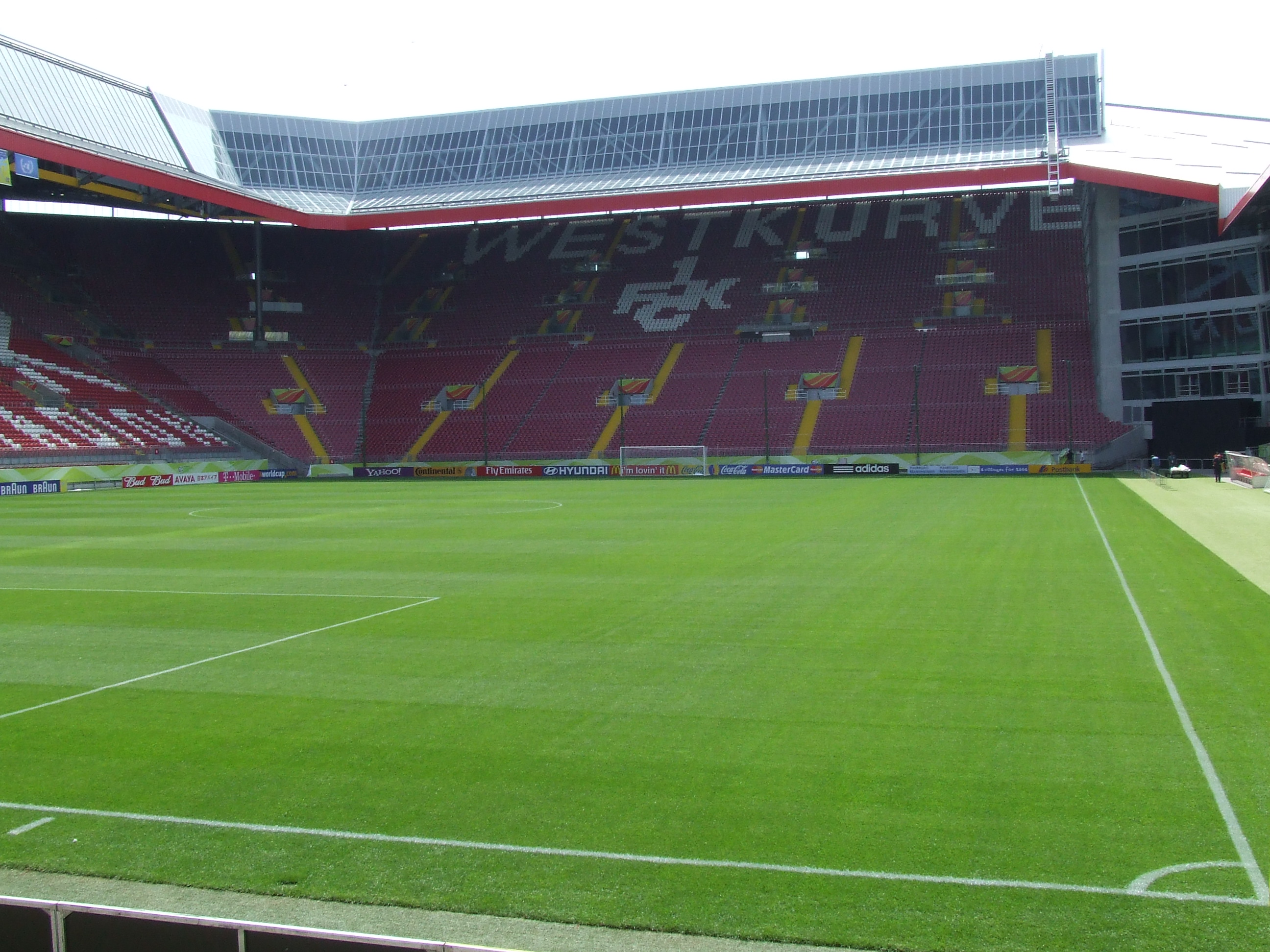
WM-Rasen im Fritz-Walter-Stadion

Nach der Gruppenphase konnten zwei Mannschaften aus derselben Gruppe erst wieder im Finale (oder im Spiel um Platz drei) aufeinandertreffen; bei einigen früheren Weltmeisterschaften war dies bereits im Halbfinale möglich und trat auch dreimal ein. Nach dem Golden Goal wurde nun auch das Silver Goal abgeschafft. Nun dauerte eine Verlängerung erstmals seit der WM 1994 wieder grundsätzlich zweimal 15 Minuten.

### Rasen
Für das Turnier wurde in allen zwölf Stadien die gleiche Rasenmischung verwendet, was durch das „Rasenkompetenzteam“ sichergestellt wurde. Sie wurde von zwei Unternehmen aus Hessen und den Niederlanden produziert und bestand zu 25 % aus Weidelgras und zu 75 % aus Wiesenrispe. Der Rasen wurde jeweils fünf Stunden vor Spielbeginn auf eine Höhe von 28 Millimeter gestutzt. Von Seiten der Spieler und Trainer wurde der Rasen mehrfach als zu trocken und stumpf kritisiert. Vergleichsweise häufig rutschten Spieler während der Partien auf dem Rasen aus.

### Spielball
Spielball des Turniers war der +Teamgeist, der ebenso wie die Ausrüstung der Schiedsrichter von WM-Sponsor Adidas produziert wurde. Er wurde im Rahmen der Endrundenauslosung am 9. Dezember 2005 in Leipzig offiziell vorgestellt. Im Finale der Weltmeisterschaft wurde eine goldene Version des Geräts eingesetzt; Weltmeister Italien durfte den +Teamgeist Berlin für die nächsten vier Jahre bei Länderspielen einsetzen.
Vor allem in seiner geometrischen Form unterschied sich der Ball von den klassischen Fußbällen, die aus zwölf Fünf- und 20 Sechsecken zusammengesetzt sind. Der +Teamgeist bestand dagegen aus 14 zungenartigen Plastikteilen und bot dadurch nur eine geringe Abweichung von einer idealen Kugel. Eine Konsequenz dieser neuartigen Konstruktionsweise war nach Meinung einiger Experten die Vielzahl an Weitschusstoren im Verlaufe des Turniers, die auf die veränderten Flugeigenschaften des Balls zurückgeführt wurden.

## Gruppenphase

### Gruppe A
| Pl. | Land        | Sp. | S | U | N | Tore    | Diff. | Punkte |
| --- | ----------- | --- | - | - | - | ------- | ----- | ------ |
| 1.  | Deutschland | 3   | 3 | 0 | 0 | 008:200 | +6    | 09     |
| 2.  | Ecuador     | 3   | 2 | 0 | 1 | 005:300 | +2    | 06     |
| 3.  | Polen       | 3   | 1 | 0 | 2 | 002:400 | −2    | 03     |
| 4.  | Costa Rica  | 3   | 0 | 0 | 3 | 003:900 | −6    | 0      |

|                                                |   |             |           |
| Fr, 9. Juni 2006 um 18:00 Uhr in München       |   |             |           |
| Deutschland                                    | – | Costa Rica  | 4:2 (2:1) |
| Fr, 9. Juni 2006 um 21:00 Uhr in Gelsenkirchen |   |             |           |
| Polen                                          | – | Ecuador     | 0:2 (0:1) |
| Mi, 14. Juni 2006 um 21:00 Uhr in Dortmund     |   |             |           |
| Deutschland                                    | – | Polen       | 1:0 (0:0) |
| Do, 15. Juni 2006 um 15:00 Uhr in Hamburg      |   |             |           |
| Ecuador                                        | – | Costa Rica  | 3:0 (1:0) |
| Di, 20. Juni 2006 um 16:00 Uhr in Berlin       |   |             |           |
| Ecuador                                        | – | Deutschland | 0:3 (0:2) |
| Di, 20. Juni 2006 um 16:00 Uhr in Hannover     |   |             |           |
| Costa Rica                                     | – | Polen       | 1:2 (1:1) |

Erstmals seit 1970 konnte die deutsche Mannschaft wieder alle Gruppenspiele gewinnen. Bereits im Eröffnungsspiel überraschte die Mannschaft mit einer sehr offensiven Spielweise und hohem Tempo. Die beim 4:2-Sieg gegen Costa Rica noch vorhandenen Probleme in der Defensive konnten in den beiden weiteren Gruppenspielen weitgehend kompensiert werden. Schon im Spiel gegen Polen fand die Elf zu alter Abwehrstärke zurück und dominierte weitgehend die Partie. Das Tor zum 1:0-Erfolg fiel allerdings erst in der Nachspielzeit. In ihrem letzten Gruppenspiel zeigte die DFB-Elf dann ihre bis dahin beste Leistung, dominierte den Gegner aus Ecuador, der allerdings fünf Spieler der ersten beiden Partien nicht einsetzte, und zog als Gruppensieger in das Achtelfinale ein.
Die Qualität der Mannschaft aus Ecuador war vor Beginn des Turniers nicht einfach einzuschätzen. Für viele war es überraschend, dass sie in den ersten beiden Gruppenspielen durch eine sehr kompakte Spielweise überzeugten. Sowohl gegen Polen als auch gegen Costa Rica erzielten sie die beiden Führungstreffer in der ersten halben Stunde und konnten so den Gegner weitgehend kontrollieren. Im abschließenden Gruppenspiel wurden bereits viele Stammspieler für das Achtelfinale geschont, entsprechend chancenlos war die Mannschaft gegen Deutschland.
Die polnische Elf konnte wie schon vier Jahre zuvor die hohen Erwartungen nicht erfüllen. Der überraschenden Auftaktniederlage gegen Ecuador folgte eine unglückliche Niederlage gegen Deutschland, so dass bereits nach dem zweiten Gruppenspieltag das Aus feststand. Immerhin konnte die WM mit einem Erfolg gegen Costa Rica und dem daraus resultierenden dritten Platz in der Gruppe beendet werden.
Costa Rica war nur im Eröffnungsspiel streckenweise in der Lage, mit dem Gegner mitzuhalten. Dort fiel insbesondere Paulo Wanchope auf, der die deutsche Abwehr zweimal überlisten konnte. Vor allem gegen Ecuador war die Mannschaft dann aber klar unterlegen, und auch gegen Polen stand am Ende eine Niederlage. Ohne Punkte verabschiedete man sich letztlich als Gruppenletzter von der Weltmeisterschaft.

### Gruppe B
| Pl. | Land                | Sp. | S | U | N | Tore    | Diff. | Punkte |
| --- | ------------------- | --- | - | - | - | ------- | ----- | ------ |
| 1.  | England             | 3   | 2 | 1 | 0 | 005:200 | +3    | 07     |
| 2.  | Schweden            | 3   | 1 | 2 | 0 | 003:200 | +1    | 05     |
| 3.  | Paraguay            | 3   | 1 | 0 | 2 | 002:200 | ±0    | 03     |
| 4.  | Trinidad und Tobago | 3   | 0 | 1 | 2 | 000:400 | −4    | 01     |

|                                                  |   |                     |           |
| Sa, 10. Juni 2006 um 15:00 Uhr in Frankfurt      |   |                     |           |
| England                                          | – | Paraguay            | 1:0 (1:0) |
| Sa, 10. Juni 2006 um 18:00 Uhr in Dortmund       |   |                     |           |
| Trinidad und Tobago                              | – | Schweden            | 0:0       |
| Do, 15. Juni 2006 um 18:00 Uhr in Nürnberg       |   |                     |           |
| England                                          | – | Trinidad und Tobago | 2:0 (0:0) |
| Do, 15. Juni 2006 um 21:00 Uhr in Berlin         |   |                     |           |
| Schweden                                         | – | Paraguay            | 1:0 (0:0) |
| Di, 20. Juni 2006 um 21:00 Uhr in Köln           |   |                     |           |
| Schweden                                         | – | England             | 2:2 (0:1) |
| Di, 20. Juni 2006 um 21:00 Uhr in Kaiserslautern |   |                     |           |
| Paraguay                                         | – | Trinidad und Tobago | 2:0 (1:0) |

Favorit der Gruppe B war England. Glanzlos gewann man das erste Spiel durch ein frühes Eigentor des Gegners aus Paraguay. Auch im zweiten Spiel taten sich die Engländer gegen Trinidad und Tobago schwer und erzielten die beiden Tore zum 2:0 erst in der Schlussphase. Nur im letzten Spiel gegen Schweden konnte die englische Mannschaft – allerdings nur in der ersten Halbzeit – überzeugen. In einer hochklassigen Partie kassierte die englische Elf den Ausgleich erst in den letzten Minuten des Spiels, nachdem Schweden in der zweiten Halbzeit stark aufgespielt hatte.
Die schwedische Mannschaft startete mit einem enttäuschenden 0:0 gegen die krassen Außenseiter aus Trinidad und Tobago in das Turnier. Deutlich verbessert zeigte sich Schweden jedoch einige Tage später, als es gegen Paraguay gewinnen konnte. Das Tor zum 1:0 fiel zwar erst in der Schlussphase, zuvor waren jedoch beste Chancen ausgelassen worden. In der letzten Partie gegen England machte das Team dann durch ein 2:2 die Qualifikation für das Achtelfinale perfekt, wobei es in der zweiten Halbzeit seine beste Turnierleistung zeigte.
Paraguay startete als Geheimtipp in das Turnier, wurde seinem Ruf jedoch in keiner Phase gerecht. Gegen England geriet man durch ein Eigentor früh in Rückstand und konnte in der Offensive kaum gefährliche Aktionen entwickeln. Gegen Schweden war man vor allem darauf bedacht, nicht zu verlieren, um durch einen Sieg gegen die Außenseiter aus Trinidad und Tobago noch Gruppenzweiter werden zu können. Das späte Tor der Schweden ließ jedoch alle Träume vom Achtelfinale platzen, auch wenn im letzten Spiel gegen Trinidad und Tobago doch noch drei Punkte eingefahren werden konnten.
Obwohl man das Turnier als einzige Mannschaft ohne eigenen Treffer beenden musste, war die Mannschaft von Trinidad und Tobago eine der Überraschungen der WM. Gegen Schweden konnte man einen Punkt holen, vor allem dank der starken Leistung des Ersatzkeepers Hislop. Gegen England war man nur wenige Minuten vom erneuten 0:0 entfernt und verlor erst durch zwei späte Tore. Im letzten Gruppenspiel gegen Paraguay hätte es eines Sieges bedurft, um noch theoretische Chancen auf das Achtelfinale zu besitzen. Trotz der 0:2-Niederlage konnte die Mannschaft jedoch erhobenen Hauptes in die Heimat zurückreisen.

### Gruppe C
| Pl. | Land                   | Sp. | S | U | N | Tore    | Diff. | Punkte |
| --- | ---------------------- | --- | - | - | - | ------- | ----- | ------ |
| 1.  | Argentinien            | 3   | 2 | 1 | 0 | 008:100 | +7    | 07     |
| 2.  | Niederlande            | 3   | 2 | 1 | 0 | 003:100 | +2    | 07     |
| 3.  | Elfenbeinküste         | 3   | 1 | 0 | 2 | 005:600 | −1    | 03     |
| 4.  | Serbien und Montenegro | 3   | 0 | 0 | 3 | 002:100 | −8    | 0      |

|                                                 |   |                        |           |
| Sa, 10. Juni 2006 um 21:00 Uhr in Hamburg       |   |                        |           |
| Argentinien                                     | – | Elfenbeinküste         | 2:1 (2:0) |
| So, 11. Juni 2006 um 15:00 Uhr in Leipzig       |   |                        |           |
| Serbien und Montenegro                          | – | Niederlande            | 0:1 (0:1) |
| Fr, 16. Juni 2006 um 15:00 Uhr in Gelsenkirchen |   |                        |           |
| Argentinien                                     | – | Serbien und Montenegro | 6:0 (3:0) |
| Fr, 16. Juni 2006 um 18:00 Uhr in Stuttgart     |   |                        |           |
| Niederlande                                     | – | Elfenbeinküste         | 2:1 (2:1) |
| Mi, 21. Juni 2006 um 21:00 Uhr in Frankfurt     |   |                        |           |
| Niederlande                                     | – | Argentinien            | 0:0       |
| Mi, 21. Juni 2006 um 21:00 Uhr in München       |   |                        |           |
| Elfenbeinküste                                  | – | Serbien und Montenegro | 3:2 (1:2) |

Für viele Experten galt Argentinien nach der Gruppenphase als Topfavorit auf den Titel. Die Südamerikaner gewannen zunächst in einer der besten Partien des Turniers gegen die starke Mannschaft der Elfenbeinküste, um im zweiten Gruppenspiel die als defensivstark bekannte Elf aus Serbien und Montenegro mit 6:0 zu besiegen. In der letzten Partie genügte der Albiceleste ein Unentschieden gegen die ebenfalls für das Achtelfinale qualifizierten Niederlande zum Gruppensieg.
Die Niederlande wurden in der stärksten Gruppe des Turniers dank drei konzentrierter Leistungen Gruppenzweiter. Gegen Serbien und Montenegro konnte man das entscheidende 1:0 bereits nach einer Viertelstunde erzielen und auch in der zweiten Partie gegen die Elfenbeinküste machte man den Sieg bereits in der ersten Hälfte perfekt. Im abschließenden Spiel gegen Argentinien wurde der Gruppensieg durch das 0:0 jedoch verpasst.
Trotz dreier überzeugender Leistungen schied die Elfenbeinküste als Dritter aus dem Turnier aus. Entscheidend für die Niederlagen war, dass die Afrikaner in allen drei Gruppenspielen bereits in der ersten Hälfte mit 0:2 in Rückstand gerieten. Gegen die Favoriten aus Argentinien und Niederlande konnte man nur noch auf 1:2 verkürzen, gegen Serbien und Montenegro reichte es im unbedeutenden Spiel um den dritten Platz in der Gruppe immerhin noch zu einem 3:2-Erfolg.
Serbien und Montenegro zeigte eine enttäuschende Leistung während des Turniers. Aufgrund der souveränen Qualifikation mit nur einem Gegentor war dem Team auch gegen die drei offensivstarken Gruppengegner einiges zugetraut worden. Während man gegen die Niederlande nur mit 0:1 verlor, brach die Mannschaft beim Debakel gegen Argentinien jedoch völlig auseinander. So wurde auch das letzte Spiel gegen die Elfenbeinküste trotz einer 2:0-Führung noch verloren. Dieses Spiel war auch gleichzeitig das letzte der serbisch-montenegrinischen Nationalmannschaft vor der Teilung in eine serbische und eine montenegrinische Auswahl.

### Gruppe D
| Pl. | Land     | Sp. | S | U | N | Tore    | Diff. | Punkte |
| --- | -------- | --- | - | - | - | ------- | ----- | ------ |
| 1.  | Portugal | 3   | 3 | 0 | 0 | 005:100 | +4    | 09     |
| 2.  | Mexiko   | 3   | 1 | 1 | 1 | 004:300 | +1    | 04     |
| 3.  | Angola   | 3   | 0 | 2 | 1 | 001:200 | −1    | 02     |
| 4.  | Iran     | 3   | 0 | 1 | 2 | 002:600 | −4    | 01     |

|                                                 |   |          |           |
| So, 11. Juni 2006 um 18:00 Uhr in Nürnberg      |   |          |           |
| Mexiko                                          | – | Iran     | 3:1 (1:1) |
| So, 11. Juni 2006 um 21:00 Uhr in Köln          |   |          |           |
| Angola                                          | – | Portugal | 0:1 (0:1) |
| Fr, 16. Juni 2006 um 21:00 Uhr in Hannover      |   |          |           |
| Mexiko                                          | – | Angola   | 0:0       |
| Sa, 17. Juni 2006 um 15:00 Uhr in Frankfurt     |   |          |           |
| Portugal                                        | – | Iran     | 2:0 (0:0) |
| Mi, 21. Juni 2006 um 16:00 Uhr in Gelsenkirchen |   |          |           |
| Portugal                                        | – | Mexiko   | 2:1 (2:1) |
| Mi, 21. Juni 2006 um 16:00 Uhr in Leipzig       |   |          |           |
| Iran                                            | – | Angola   | 1:1 (0:0) |

Portugal trat in der Gruppenphase überraschend defensiv auf. Bereits im ersten Gruppenspiel gegen den krassen Außenseiter aus Angola tat die Elf von Trainer Scolari nur das Nötigste und verwaltete das frühe 1:0 bis zum Schlusspfiff. Auch gegen den Iran hatten die Portugiesen das Spiel zu jedem Zeitpunkt im Griff und konnten so bereits nach zwei Spielen den Einzug ins Achtelfinale feiern. Erst im letzten Spiel gegen Mexiko hatte man es mit einem ähnlich starken Gegner zu tun, dennoch konnte man durch das 2:1 den Gruppensieg feiern.
Bei den Auftritten Mexikos wechselten sich Licht und Schatten ab. Dem mühevollen 3:1 gegen den Iran folgte ein enttäuschendes torloses Unentschieden gegen die WM-Neulinge aus Angola. Nur bei der 1:2-Niederlage gegen den Gruppensieger Portugal zeigten die Mexikaner eine starke Leistung. Allerdings ließen sie neben einem verschossenen Strafstoß weitere hochkarätige Chancen aus, so dass sie letztlich nur Gruppenzweiter wurden.
Angola war eine der positiven Überraschungen des Turniers. Obwohl die Mannschaft praktisch nur aus Spielern unterklassiger europäischer Vereine bestand, konnte die Mannschaft in allen Gruppenpartien dem Gegner Paroli bieten. Dem 0:1 gegen Portugal folgte ein Remis gegen Mexiko, so dass für die Afrikaner im letzten Spiel gegen den Iran sogar noch die Qualifikation für das Achtelfinale möglich war. Obwohl Angola Mitte der zweiten Halbzeit in Führung ging, konnte die Partie jedoch nicht gewonnen werden und endete 1:1.
Der Iran blieb praktisch im gesamten Turnierverlauf unter seinen Möglichkeiten. Insbesondere konditionell wirkten die Spieler nicht auf der Höhe. Sowohl gegen Mexiko als auch gegen Portugal gerieten die Iraner durch Abwehrschwächen in der zweiten Halbzeit in Rückstand, beide Partien wurden folgerichtig auch verloren. Erst im letzten Spiel gegen Angola konnten die Männer um Ali Daei und Ali Karimi immerhin ein Unentschieden erreichen – gemessen an den Erwartungen jedoch viel zu wenig.

### Gruppe E
| Pl. | Land       | Sp. | S | U | N | Tore    | Diff. | Punkte |
| --- | ---------- | --- | - | - | - | ------- | ----- | ------ |
| 1.  | Italien    | 3   | 2 | 1 | 0 | 005:100 | +4    | 07     |
| 2.  | Ghana      | 3   | 2 | 0 | 1 | 004:300 | +1    | 06     |
| 3.  | Tschechien | 3   | 1 | 0 | 2 | 003:400 | −1    | 03     |
| 4.  | USA        | 3   | 0 | 1 | 2 | 002:600 | −4    | 01     |

|                                                  |   |            |           |
| Mo, 12. Juni 2006 um 18:00 Uhr in Gelsenkirchen  |   |            |           |
| USA                                              | – | Tschechien | 0:3 (0:2) |
| Mo, 12. Juni 2006 um 21:00 Uhr in Hannover       |   |            |           |
| Italien                                          | – | Ghana      | 2:0 (1:0) |
| Sa, 17. Juni 2006 um 18:00 Uhr in Köln           |   |            |           |
| Tschechien                                       | – | Ghana      | 0:2 (0:1) |
| Sa, 17. Juni 2006 um 21:00 Uhr in Kaiserslautern |   |            |           |
| Italien                                          | – | USA        | 1:1 (1:1) |
| Do, 22. Juni 2006 um 16:00 Uhr in Hamburg        |   |            |           |
| Tschechien                                       | – | Italien    | 0:2 (0:1) |
| Do, 22. Juni 2006 um 16:00 Uhr in Nürnberg       |   |            |           |
| Ghana                                            | – | USA        | 2:1 (2:1) |

Italien startete wie erwartet in das Turnier. Die Mannschaft bezwang den WM-Neuling aus Ghana dank einer kontrollierten Spielweise mit 2:0 und profitierte dabei von den Abwehrschwächen der Afrikaner. Gegen die Vereinigten Staaten reichte es dagegen nur zu einem 1:1, trotz numerischer Überzahl in der zweiten Halbzeit. Die Partie war vor allem durch die drei Platzverweise geprägt, spielerische Highlights waren selten. Im letzten Gruppenspiel folgte ein Erfolg gegen den ersatzgeschwächten Geheimtipp aus Tschechien, so dass die Italiener letztlich den Gruppensieg feiern konnten.
Trotz der Auftaktniederlage gegen Italien konnte sich Ghana als Gruppenzweiter für das Achtelfinale qualifizieren. Besonders gegen die starken Tschechen zeigten die Afrikaner eine sehr gute Leistung und gewannen mit 2:0. So hätte gegen die USA im letzten Spiel auch ein Unentschieden gereicht, durch den 2:1-Erfolg wurde Platz zwei jedoch souverän eingefahren.
Tschechien startete mit einem furiosen 3:0 gegen die USA in das Turnier, dabei bildeten die beiden Dortmunder Tomáš Rosický und Jan Koller die Säulen einer starken Mannschaft. Jedoch währte die Freude über diesen Erfolg nur kurz, denn viele Spieler trugen Blessuren davon, und infolgedessen unterlag Tschechien gegen den Außenseiter aus Ghana mit 0:2. Und auch im letzten Gruppenspiel gegen Italien konnte die Mannschaft keine Punkte holen, so dass die Tschechen erstaunlich früh die Heimreise antreten mussten.
Die USA mussten sich in einer starken Gruppe erwartungsgemäß mit Platz vier begnügen. Zwar folgte auf die desolate Leistung in der Auftaktpleite gegen Tschechien ein 1:1 gegen Italien, in dem die Amerikaner nicht nur kämpferisch zu überzeugen wussten, für ein Weiterkommen reichte es dennoch nicht. Ein fragwürdiger Elfmeter brachte die Vereinigten Staaten gegen Ghana auf die Verliererstraße, am Ende blieb es bei nur einem Punkt aus drei Spielen.

### Gruppe F
| Pl. | Land       | Sp. | S | U | N | Tore    | Diff. | Punkte |
| --- | ---------- | --- | - | - | - | ------- | ----- | ------ |
| 1.  | Brasilien  | 3   | 3 | 0 | 0 | 007:100 | +6    | 09     |
| 2.  | Australien | 3   | 1 | 1 | 1 | 005:500 | ±0    | 04     |
| 3.  | Kroatien   | 3   | 0 | 2 | 1 | 002:300 | −1    | 02     |
| 4.  | Japan      | 3   | 0 | 1 | 2 | 002:700 | −5    | 01     |

|                                                  |   |            |           |
| Mo, 12. Juni 2006 um 15:00 Uhr in Kaiserslautern |   |            |           |
| Australien                                       | – | Japan      | 3:1 (0:1) |
| Di, 13. Juni 2006 um 21:00 Uhr in Berlin         |   |            |           |
| Brasilien                                        | – | Kroatien   | 1:0 (1:0) |
| So, 18. Juni 2006 um 15:00 Uhr in Nürnberg       |   |            |           |
| Japan                                            | – | Kroatien   | 0:0       |
| So, 18. Juni 2006 um 18:00 Uhr in München        |   |            |           |
| Brasilien                                        | – | Australien | 2:0 (0:0) |
| Do, 22. Juni 2006 um 21:00 Uhr in Dortmund       |   |            |           |
| Japan                                            | – | Brasilien  | 1:4 (1:1) |
| Do, 22. Juni 2006 um 21:00 Uhr in Stuttgart      |   |            |           |
| Kroatien                                         | – | Australien | 2:2 (1:1) |

Trotz dreier Siege enttäuschte Brasilien seine Anhänger in den ersten Turniertagen. Nur in der zweiten Halbzeit gegen Japan war die herausragende Spielkultur der Mannschaft erkennbar, davor dominierten Sicherheitsdenken und Ergebnisverwaltung. Bereits Kroatien und Australien hätten zuvor bei einer konsequenteren Chancenauswertung einen Punkt gegen die favorisierten Brasilianer holen können. Japan war in der ersten Halbzeit überlegen und hatte Pech, dass Ronaldo mit dem Halbzeitpfiff den Ausgleich köpfte. Die Mannschaft erschien insgesamt überaltert, und die herausragenden Spieler des europäischen Vereinsfußballs, insbesondere der Weltfußballer Ronaldinho, wirkten überspielt.
Australien qualifizierte sich überraschend als Gruppenzweiter für das Achtelfinale. Zu Beginn des Turniers gab es gegen Japan einen 3:1-Erfolg, der durch drei späte Tore in der Schlussphase eingefahren werden konnte. Auch gegen Brasilien wusste das Team zu überzeugen, die 0:2-Niederlage fiel um ein Tor zu hoch aus. Dennoch reichte im letzten Gruppenspiel ein Punkt gegen Kroatien für das Weiterkommen, der in einem packenden Spiel auch geholt werden konnte. So überstand zum ersten Mal ein Team aus Ozeanien die Gruppenphase.
Kroatien enttäuschte seine Fans in der Gruppenphase. Die Mannschaft war zwar in keinem der drei Spiele seinem Gegner wirklich unterlegen, dennoch blieb der Erfolg in Form eines Sieges aus. Dem unglücklichen 0:1 gegen Brasilien folgten ein verschossener Strafstoß beim torlosen Unentschieden gegen Japan und ein knappes 2:2 gegen Australien. Das reichte nur für Platz drei in der Gruppe, der WM-Dritte von 1998 war damit bereits in der Gruppenphase ausgeschieden.
Japan, der Gastgeber der vergangenen Titelkämpfe, konnte nicht an die Leistungen aus dem Konföderationenpokal anknüpfen, als man in der Gruppe knapp an Brasilien scheiterte. Dem unnötigen 1:3 gegen Australien und dem torlosen Remis gegen Kroatien folgte die Niederlage gegen Brasilien. Trotz früher Führung war man nicht in der Lage, die nötigen drei Punkte für ein Weiterkommen zu erzielen. Japan wurde folgerichtig Gruppenletzter.

### Gruppe G
| Pl. | Land       | Sp. | S | U | N | Tore    | Diff. | Punkte |
| --- | ---------- | --- | - | - | - | ------- | ----- | ------ |
| 1.  | Schweiz    | 3   | 2 | 1 | 0 | 004:000 | +4    | 07     |
| 2.  | Frankreich | 3   | 1 | 2 | 0 | 003:100 | +2    | 05     |
| 3.  | Südkorea   | 3   | 1 | 1 | 1 | 003:400 | −1    | 04     |
| 4.  | Togo       | 3   | 0 | 0 | 3 | 001:600 | −5    | 0      |

|                                          |   |            |           |
| Di, 13. Juni 2006 um 15 Uhr in Frankfurt |   |            |           |
| Südkorea                                 | – | Togo       | 2:1 (0:1) |
| Di, 13. Juni 2006 um 18 Uhr in Stuttgart |   |            |           |
| Frankreich                               | – | Schweiz    | 0:0       |
| So, 18. Juni 2006 um 21 Uhr in Leipzig   |   |            |           |
| Frankreich                               | – | Südkorea   | 1:1 (1:0) |
| Mo, 19. Juni 2006 um 15 Uhr in Dortmund  |   |            |           |
| Togo                                     | – | Schweiz    | 0:2 (0:1) |
| Fr, 23. Juni 2006 um 21 Uhr in Köln      |   |            |           |
| Togo                                     | – | Frankreich | 0:2 (0:0) |
| Fr, 23. Juni 2006 um 21 Uhr in Hannover  |   |            |           |
| Schweiz                                  | – | Südkorea   | 2:0 (1:0) |

Etwas überraschend konnte sich die Schweiz als Gruppensieger für das Achtelfinale qualifizieren. Dem dritten Unentschieden gegen Frankreich in Folge (nach den beiden Partien in der gemeinsamen Qualifikationsgruppe für die WM) folgten zwei 2:0-Erfolge gegen Togo und Südkorea. Vor allem in der Abwehr zeigte die Mannschaft aus der Schweiz drei starke Partien, so dass man als einzige Mannschaft ohne Gegentor das Achtelfinale erreichte.
Frankreich startete dagegen enttäuschend in das Turnier. War das Remis gegen die Schweiz im Vorfeld des Turniers noch erwartet worden, so schien das 1:1 gegen Südkorea als endgültiger Beleg für eine überalterte französische Mannschaft zu dienen. Im letzten Spiel gegen Togo musste dann mit zwei Toren Unterschied gewonnen werden, um auch bei einem möglichen Unentschieden im gleichzeitig stattfindenden Spiel zwischen der Schweiz und Südkorea die nächste Runde zu erreichen, was dem Team mit der ersten überzeugenden Leistung im Turnier auch gelang.
Südkorea konnte zu keiner Zeit an die Erfolge bei der letzten Weltmeisterschaft anknüpfen, als man das Halbfinale erreichte. Bereits gegen Togo brauchte das Team viel Anlauf, um letztlich etwas glücklich gegen die Afrikaner zu gewinnen. Auch gegen Frankreich startete man verhalten in die Partie, konnte aber kurz vor Schluss ausgleichen und hatte somit vor dem letzten Spiel gegen die Schweiz alle Trümpfe in der Hand: Mit einem Sieg wäre ihnen der Gruppensieg nicht mehr zu nehmen gewesen. Am Ende stand jedoch eine 0:2-Niederlage und der dritte Platz in der Gruppe.
Das Team aus Togo war bereits vor Beginn des Turniers durch einen Prämienstreit und den kurzzeitigen Rücktritt von Trainer Otto Pfister in die Schlagzeilen geraten. Eine konzentrierte Vorbereitung auf das erste Spiel gegen Südkorea war daher nicht möglich. Dennoch startete man furios, nach einem Platzverweis kassierte man jedoch zwei Tore und eine 1:2-Niederlage. Gegen die favorisierten Teams aus Europa standen am Ende ebenfalls zwei Niederlagen zu Buche, so dass die Afrikaner ohne Punkt nach Hause reisen mussten.

### Gruppe H
| Pl. | Land          | Sp. | S | U | N | Tore    | Diff. | Punkte |
| --- | ------------- | --- | - | - | - | ------- | ----- | ------ |
| 1.  | Spanien       | 3   | 3 | 0 | 0 | 008:100 | +7    | 09     |
| 2.  | Ukraine       | 3   | 2 | 0 | 1 | 005:400 | +1    | 06     |
| 3.  | Tunesien      | 3   | 0 | 1 | 2 | 003:600 | −3    | 01     |
| 4.  | Saudi-Arabien | 3   | 0 | 1 | 2 | 002:700 | −5    | 01     |

|                                                  |   |               |           |
| Mi, 14. Juni 2006 um 15:00 Uhr in Leipzig        |   |               |           |
| Spanien                                          | – | Ukraine       | 4:0 (2:0) |
| Mi, 14. Juni 2006 um 18:00 Uhr in München        |   |               |           |
| Tunesien                                         | – | Saudi-Arabien | 2:2 (1:0) |
| Mo, 19. Juni 2006 um 18:00 Uhr in Hamburg        |   |               |           |
| Saudi-Arabien                                    | – | Ukraine       | 0:4 (0:2) |
| Mo, 19. Juni 2006 um 21:00 Uhr in Stuttgart      |   |               |           |
| Spanien                                          | – | Tunesien      | 3:1 (0:1) |
| Fr, 23. Juni 2006 um 16:00 Uhr in Kaiserslautern |   |               |           |
| Saudi-Arabien                                    | – | Spanien       | 0:1 (0:1) |
| Fr, 23. Juni 2006 um 16:00 Uhr in Berlin         |   |               |           |
| Ukraine                                          | – | Tunesien      | 1:0 (0:0) |

Spanien sorgte bereits im ersten Gruppenspiel gegen die stark eingeschätzte Ukraine für einen Paukenschlag. Eine überzeugende Leistung in allen Mannschaftsteilen brachte einen 4:0-Sieg. Gegen Tunesien konnte an diese Leistung nur in der zweiten Hälfte angeknüpft werden, als man einen Halbzeitrückstand noch in einen Sieg verwandeln konnte. Dennoch galt das Team im Folgenden als heißer Anwärter auf den Titel. Daran änderte auch ein mühevolles 1:0 gegen Saudi-Arabien nichts, Spanien war nämlich mit einer besseren Reservemannschaft angetreten.
Trotz des 0:4-Debakels gegen Spanien zu Beginn des Turniers konnte sich die Ukraine als Gruppenzweiter wie erwartet für das Achtelfinale qualifizieren. Grund dafür waren der überzeugende Sieg gegen Saudi-Arabien und eine konzentrierte Leistung im entscheidenden Gruppenspiel gegen Tunesien. Ein verwandelter Elfmeter sorgte für den 1:0-Endstand.
Tunesien konnte sich wie bei den vorangegangenen Turnieren nicht für die zweite Runde qualifizieren. Bereits im ersten Spiel gegen Saudi-Arabien reichte es am Ende nur zu einem enttäuschenden 2:2, und auch gegen Spanien wurde die Halbzeitführung noch aus der Hand gegeben. Gegen die Ukraine musste daher ein Sieg im entscheidenden Spiel her. Trotz einer ordentlichen Leistung reichte es jedoch nicht einmal für einen Punkt, besonders in der Offensive war man zu harmlos.
Die Mannschaft Saudi-Arabiens konnte nur im ersten Gruppenspiel überraschen, als man bis zur Nachspielzeit gegen Tunesien in Führung lag. Am Ende reichte es allerdings nur zu einem Unentschieden, so dass das Team nach der Pleite gegen die Ukraine bereits nur noch theoretische Chancen auf das Erreichen der zweiten Runde hatte. Da allerdings auch gegen Spaniens B-Mannschaft verloren wurde, blieb für Saudi-Arabien am Ende nur der erwartete letzte Platz in der Gruppe.

## Finalrunde

### Spielplan Finalrunde
|  | Achtelfinale                 | Achtelfinale               |                        |                  | Viertelfinale    | Viertelfinale |                        |                        | Halbfinale | Halbfinale |  |  | Finale | Finale |
|  |                              |                            |                        |                  |                  |               |                        |                        |            |            |  |  |        |        |
|  | Sa, 24. Juni, München        |                            |                        |                  |                  |               |                        |                        |            |            |  |  |        |        |
|  | A1: Deutschland              | 2                          |                        |                  |                  |               |                        |                        |            |            |  |  |        |        |
|  | A1: Deutschland              | 2                          | Fr, 30. Juni, Berlin   |                  |                  |               |                        |                        |            |            |  |  |        |        |
|  | B2: Schweden                 | 0                          |                        |                  |                  |               |                        |                        |            |            |  |  |        |        |
|  | B2: Schweden                 | 0                          | Deutschland            | 21 (4)2          |                  |               |                        |                        |            |            |  |  |        |        |
|  | Sa, 24. Juni, Leipzig        |                            | Deutschland            | 21 (4)2          |                  |               |                        |                        |            |            |  |  |        |        |
|  |                              | Argentinien                | 1 (2)                  |                  |                  |               |                        |                        |            |            |  |  |        |        |
|  | C1: Argentinien              | Argentinien                | 1 (2)                  | 121              |                  |               |                        |                        |            |            |  |  |        |        |
|  | C1: Argentinien              |                            | Di, 4. Juli, Dortmund  | 121              |                  |               |                        |                        |            |            |  |  |        |        |
|  | D2: Mexiko                   | 1                          |                        |                  |                  |               |                        |                        |            |            |  |  |        |        |
|  | D2: Mexiko                   | 1                          | Deutschland            | 0                |                  |               |                        |                        |            |            |  |  |        |        |
|  | Mo, 26. Juni, Kaiserslautern |                            | Deutschland            | 0                |                  |               |                        |                        |            |            |  |  |        |        |
|  |                              | Italien                    | 21                     |                  |                  |               |                        |                        |            |            |  |  |        |        |
|  | E1: Italien                  | Italien                    | 21                     | 1                |                  |               |                        |                        |            |            |  |  |        |        |
|  | E1: Italien                  | Fr, 30. Juni, Hamburg      |                        | 1                |                  |               |                        |                        |            |            |  |  |        |        |
|  | F2: Australien               | 0                          |                        |                  |                  |               |                        |                        |            |            |  |  |        |        |
|  | F2: Australien               | 0                          | Italien                | 3                |                  |               |                        |                        |            |            |  |  |        |        |
|  | Mo, 26. Juni, Köln           |                            | Italien                | 3                |                  |               |                        |                        |            |            |  |  |        |        |
|  |                              | Ukraine                    | 0                      |                  |                  |               |                        |                        |            |            |  |  |        |        |
|  | G1: Schweiz                  | Ukraine                    | 0                      | 0 (0)            |                  |               |                        |                        |            |            |  |  |        |        |
|  | G1: Schweiz                  |                            | So, 9. Juli, Berlin    | 0 (0)            |                  |               |                        |                        |            |            |  |  |        |        |
|  | H2: Ukraine                  | 20 (3)2                    |                        |                  |                  |               |                        |                        |            |            |  |  |        |        |
|  | H2: Ukraine                  | 20 (3)2                    | Italien                | 21 (5)2          |                  |               |                        |                        |            |            |  |  |        |        |
|  | So, 25. Juni, Stuttgart      |                            | Italien                | 21 (5)2          |                  |               |                        |                        |            |            |  |  |        |        |
|  |                              | Frankreich                 | 1 (3)                  |                  |                  |               |                        |                        |            |            |  |  |        |        |
|  | B1: England                  | Frankreich                 | 1 (3)                  | 1                |                  |               |                        |                        |            |            |  |  |        |        |
|  | B1: England                  | Sa, 1. Juli, Gelsenkirchen |                        | 1                |                  |               |                        |                        |            |            |  |  |        |        |
|  | A2: Ecuador                  | 0                          |                        |                  |                  |               |                        |                        |            |            |  |  |        |        |
|  | A2: Ecuador                  | 0                          | England                | 0 (1)            |                  |               |                        |                        |            |            |  |  |        |        |
|  | So, 25. Juni, Nürnberg       |                            | England                | 0 (1)            |                  |               |                        |                        |            |            |  |  |        |        |
|  |                              | Portugal                   | 20 (3)2                |                  |                  |               |                        |                        |            |            |  |  |        |        |
|  | D1: Portugal                 | Portugal                   | 20 (3)2                | 1                |                  |               |                        |                        |            |            |  |  |        |        |
|  | D1: Portugal                 |                            | Mi, 5. Juli, München   | 1                |                  |               |                        |                        |            |            |  |  |        |        |
|  | C2: Niederlande              | 0                          |                        |                  |                  |               |                        |                        |            |            |  |  |        |        |
|  | C2: Niederlande              | 0                          | Portugal               | 0                |                  |               |                        |                        |            |            |  |  |        |        |
|  | Di, 27. Juni, Dortmund       |                            | Portugal               | 0                |                  |               |                        |                        |            |            |  |  |        |        |
|  |                              | Frankreich                 | 1                      |                  |                  |               |                        |                        |            |            |  |  |        |        |
|  | F1: Brasilien                | Frankreich                 | 1                      | 3                |                  |               |                        |                        |            |            |  |  |        |        |
|  | F1: Brasilien                | Sa, 1. Juli, Frankfurt     | Sa, 1. Juli, Frankfurt | 3                |                  |               | Sa, 8. Juli, Stuttgart | Sa, 8. Juli, Stuttgart |            |            |  |  |        |        |
|  | E2: Ghana                    | Sa, 1. Juli, Frankfurt     | Sa, 1. Juli, Frankfurt | 0                |                  |               | Sa, 8. Juli, Stuttgart | Sa, 8. Juli, Stuttgart |            |            |  |  |        |        |
|  | E2: Ghana                    | Brasilien                  | 0                      | 0                |                  |               |                        |                        |            |            |  |  |        |        |
|  | Di, 27. Juni, Hannover       | Di, 27. Juni, Hannover     | 0                      | Spiel um Platz 3 | Spiel um Platz 3 |               |                        |                        |            |            |  |  |        |        |
|  | Di, 27. Juni, Hannover       | Di, 27. Juni, Hannover     |                        | Spiel um Platz 3 | Spiel um Platz 3 | Frankreich    | 1                      |                        |            |            |  |  |        |        |
|  | H1: Spanien                  | 1                          | Deutschland            | 3                |                  | Frankreich    | 1                      |                        |            |            |  |  |        |        |
|  | H1: Spanien                  | 1                          | Deutschland            | 3                |                  |               |                        |                        |            |            |  |  |        |        |
|  | G2: Frankreich               | 3                          |                        | Portugal         | 1                |               |                        |                        |            |            |  |  |        |        |

1 Sieg nach Verlängerung
2 Sieg im Elfmeterschießen

### Achtelfinale
|                                                   |   |             |                      |
| Sa., 24. Juni 2006 um 17:00 Uhr in München        |   |             |                      |
| Deutschland                                       | – | Schweden    | 2:0 (2:0)            |
| Sa., 24. Juni 2006 um 21:00 Uhr in Leipzig        |   |             |                      |
| Argentinien                                       | – | Mexiko      | 2:1 n. V. (1:1, 1:1) |
| So., 25. Juni 2006 um 17:00 Uhr in Stuttgart      |   |             |                      |
| England                                           | – | Ecuador     | 1:0 (0:0)            |
| So., 25. Juni 2006 um 21:00 Uhr in Nürnberg       |   |             |                      |
| Portugal                                          | – | Niederlande | 1:0 (1:0)            |
| Mo., 26. Juni 2006 um 17:00 Uhr in Kaiserslautern |   |             |                      |
| Italien                                           | – | Australien  | 1:0 (0:0)            |
| Mo., 26. Juni 2006 um 21:00 Uhr in Köln           |   |             |                      |
| Schweiz                                           | – | Ukraine     | 0:0 n. V., 0:3 i. E. |
| Di., 27. Juni 2006 um 17:00 Uhr in Dortmund       |   |             |                      |
| Brasilien                                         | – | Ghana       | 3:0 (2:0)            |
| Di., 27. Juni 2006 um 21:00 Uhr in Hannover       |   |             |                      |
| Spanien                                           | – | Frankreich  | 1:3 (1:1)            |

Im Achtelfinale spielten die Ersten und Zweiten der verschiedenen Gruppen über Kreuz gegeneinander. Dabei ergaben sich auf dem Papier mit Portugal gegen die Niederlande, der Schweiz gegen die Ukraine und Spanien gegen Frankreich drei offene und zum Teil auch brisante Partien. In den anderen Spielen galten die jeweiligen Gruppensieger als klare Favoriten, sie setzten sich letztlich auch alle durch. Deswegen blieb eine große Überraschung im Achtelfinale aus.
Es war allerdings beachtlich, dass Australien unerwartet lange mit Italien mithalten und bis über die 90. Minute hinaus ein 0:0 halten konnte, wobei die Südeuropäer fast die gesamte zweite Hälfte in Unterzahl spielten. Erst in der fünften Minute der Nachspielzeit verwandelte Francesco Totti einen umstrittenen Foulelfmeter zum 1:0-Sieg der Italiener.
In der Partie Brasiliens gegen Ghana gibt das Ergebnis den tatsächlichen Spielverlauf nur ungenügend wieder. Obwohl die Brasilianer ein frühes Tor erzielen konnten, waren die Ghanaer dem brasilianischen Nationalteam lange Zeit ebenbürtig. Allerdings scheiterte Ghana am eigenen Unvermögen, hochprozentige Torchancen zu verwerten, und kassierte so kurz vor der Pause das 0:2 und später noch das deutlichere 0:3.
Das Spiel Brasiliens gegen Ghana stand später unter dem Verdacht der Manipulation.
Auch Mexiko konnte lange Zeit mit Argentinien mithalten und ging früh mit 1:0 in Führung. Allerdings kassierten sie schnell den Ausgleich. Dennoch konnten sie die Argentinier in die erste Verlängerung dieser Weltmeisterschaft zwingen, in der Maxi Rodríguez Argentinien zum 2:1-Sieg schoss.
Deutschland lag nach einem fulminanten Auftakt gegen Schweden schon in der zwölften Minute durch zwei Tore des in der Gruppenphase kritisierten und in diesem Spiel wie entfesselt spielenden Lukas Podolski mit 2:0 in Führung und hielt das Ergebnis bis zum Ende. Dagegen mussten die Schweden nach einem vergebenen Elfmeter, den Larsson deutlich über das deutsche Tor setzte, die Heimreise antreten.
In einem schwachen Spiel setzte sich England mit einem 1:0-Erfolg erwartungsgemäß gegen Ecuador durch. Das entscheidende Tor schoss David Beckham mit einem Freistoß.
In einer beidseitig sehr defensiven Partie zwischen der Schweiz und der Ukraine entschied das Elfmeterschießen nach einem torlosen Unentschieden über das Weiterkommen. Dort verschossen die Schützen der Schweiz alle drei Strafstöße, so dass die Ukraine ins Viertelfinale einzog. Somit musste die Schweiz nicht nur mit nur einer Niederlage, sondern auch ohne ein einziges Gegentor kassiert zu haben, die Heimreise antreten.
Die erwartete Brisanz der Partie Portugal gegen Niederlande trat tatsächlich ein, allerdings weniger in Spielszenen als vielmehr durch die zwölf Gelben und vier Gelb-Roten Karten, die es in diesem Spiel – neben dem 1:0-Treffer für Portugal – gab, weshalb das Spiel den Beinamen Schlacht von Nürnberg erhielt.
Als eine der spielerisch besten Partien des Turniers gilt Spanien gegen Frankreich. Dabei blieben die favorisierten Spanier ihrer Tradition treu, als Mitfavorit früh aus dem Turnier auszuscheiden. Nach einem offenen und spannenden Spielverlauf hatten sie am Ende gegen eine französische Mannschaft, die nach der mageren Gruppenphase wie verwandelt spielte, das Nachsehen und vergaben ihre Führung durch David Villa.

### Viertelfinale
|                                                 |   |             |                                 |
| Fr., 30. Juni 2006 um 17:00 Uhr in Berlin       |   |             |                                 |
| Deutschland                                     | – | Argentinien | 1:1 n. V. (1:1, 0:0), 4:2 i. E. |
| Fr., 30. Juni 2006 um 21:00 Uhr in Hamburg      |   |             |                                 |
| Italien                                         | – | Ukraine     | 3:0 (1:0)                       |
| Sa., 1. Juli 2006 um 17:00 Uhr in Gelsenkirchen |   |             |                                 |
| England                                         | – | Portugal    | 0:0 n. V., 1:3 i. E.            |
| Sa., 1. Juli 2006 um 21:00 Uhr in Frankfurt     |   |             |                                 |
| Brasilien                                       | – | Frankreich  | 0:1 (0:0)                       |

Sieben der acht Mannschaften im Viertelfinale galten vor Beginn des Turniers als Titelfavoriten. Lediglich der Ukraine wurden höchstens Außenseiterchancen eingeräumt.
In der Partie Italiens gegen die Ukraine wurden die Italiener von Beginn an ihrer Favoritenrolle gerecht. Bereits in der sechsten Minute ging das italienische Nationalteam in Führung, konnte sich aber glücklich schätzen, dass die Ukrainer zwischenzeitlich mehrfach beste Chancen vergaben. In der zweiten Halbzeit konnte die Squadra Azzurra ihre Führung dann aber auf ein deutliches 3:0 ausbauen.
Das Spiel Deutschlands gegen Argentinien war dagegen deutlich ausgeglichener. Nach einem verhaltenen Start ging Argentinien zu Beginn der zweiten Halbzeit mit 1:0 in Führung. Deutschland erhöhte daraufhin den Druck mit den eingewechselten Tim Borowski und David Odonkor auf sich immer mehr zurückziehende Argentinier. Schließlich nahm José Pékerman mit Riquelme das Herz der argentinischen Mannschaft zugunsten eines weiteren Verteidigers aus dem Spiel. Der Druck der Deutschen wurde in der 80. Minute belohnt, als Tim Borowski eine Flanke zu Miroslav Klose weiterleitete und dieser das 1:1 köpfte. Es war Kloses erstes Tor gegen eine der großen Fußballnationen. In der Verlängerung kamen beide Teams noch zu einigen Chancen, am Ende musste jedoch das Elfmeterschießen entscheiden. Jens Lehmann konnte zwei Elfmeter parieren und sicherte der Mannschaft damit den Einzug ins Halbfinale.
Eine ähnlich spannende Partie lieferten sich England und Portugal. Trotz etlicher Bemühungen gelang keiner der beiden Mannschaften ein Tor. Jedoch wurde Wayne Rooney nach einer Tätlichkeit vom Platz gestellt. Heiß diskutiert wurde später, dass Cristiano Ronaldo, sein portugiesischer Teamkollege bei Manchester United, für ihn anscheinend die Rote Karte forderte. In der Verlängerung stieg die Spannung, aber Tore blieben auch hier aus. Das Elfmeterschießen gewann Portugal schließlich mit 3:1, nachdem der portugiesische Torwart Ricardo drei Elfmeter halten konnte. So verlor England wie bereits 1998 in einem entscheidenden Spiel seinen wichtigsten Mann und unterlag erneut im Elfmeterschießen.
Etwas einseitiger war dagegen das Spiel Brasiliens gegen Frankreich. Die Franzosen hatten die Partie gegen eher schwache und unmotiviert wirkende Brasilianer über weite Strecken in der Hand. Schlüsselfigur im französischen Spiel war wieder einmal Zinédine Zidane, der auch das einzige Tor der Partie vorbereitete: Thierry Henry erzielte in der 57. Minute den Siegtreffer für Frankreich. Die Superstars des brasilianischen Weltmeisters schieden damit erstmals seit der WM 1990 vor dem Finale aus.

### Halbfinale
|                                            |   |            |           |
| Di., 4. Juli 2006 um 21:00 Uhr in Dortmund |   |            |           |
| Deutschland                                | – | Italien    | 0:2 n. V. |
| Mi., 5. Juli 2006 um 21:00 Uhr in München  |   |            |           |
| Portugal                                   | – | Frankreich | 0:1 (0:1) |

Zum ersten Mal seit 1982 standen nur europäische Mannschaften im Halbfinale. Unter den vier Nationen gab es auf dem Papier keinen klaren Favoriten.
Im ersten Halbfinalspiel stand mit Deutschland gegen Italien ein Klassiker an. Obwohl es nach 90 Minuten immer noch 0:0 stand, erlebte das Publikum ein spannendes Spiel mit einigen großen Chancen auf beiden Seiten. In der Verlängerung verstärkten die Italiener ihre Offensivbemühungen, und so standen zu Spielende drei Stürmer auf dem Platz. Dieser für italienische Verhältnisse untypische Angriffsfußball zeigte schließlich auch Wirkung. In einer dramatischen Verlängerung war die italienische Mannschaft trotz einiger deutscher Chancen überlegen. Schließlich schoss Fabio Grosso Italien in der 119. Minute mit 1:0 in Führung, Alessandro Del Piero konnte eine Minute später gegen eine anstürmende deutsche Mannschaft auf 2:0 erhöhen. Damit war der italienische Finaleinzug besiegelt.
In der zweiten Partie standen sich Portugal und Frankreich gegenüber. Beide Mannschaften lieferten sich ein eher verhaltenes Spiel, das hauptsächlich von der Spannung lebte. Noch in der ersten Halbzeit brachte Zinédine Zidane Frankreich mit 1:0 in Führung, indem er einen Foulelfmeter verwandelte. Portugal versuchte daraufhin in der zweiten Halbzeit den Druck zu erhöhen. Kurz vor Schluss erlaubte sich Fabien Barthez nach einem Freistoß von Cristiano Ronaldo einen Patzer, doch Luís Figo vergab die daraus resultierende hochprozentige Chance. Dadurch reichte Frankreich am Ende das 1:0 für den Finaleinzug.

### Spiel um Platz 3
|                                             |   |          |           |
| Sa., 8. Juli 2006 um 21:00 Uhr in Stuttgart |   |          |           |
| Deutschland                                 | – | Portugal | 3:1 (0:0) |

Deutschland gegen Portugal war die Partie im „kleinen Finale“, das traditionell als eher unbedeutendes Spiel offensiv geführt wird und zumeist torreich endet.
Zunächst schien diese Tradition einen Bruch zu erleiden, da trotz einiger Chancen die Tore ausblieben, unter anderem durch Paraden von Oliver Kahn, der in diesem Spiel den Vorrang vor Jens Lehmann erhielt und damit sein 86. und letztes Länderspiel bestritt. Erst in der 56. Minute brach Bastian Schweinsteiger den Bann und erzielte durch einen „flatternden“ Distanzschuss das 1:0 für Deutschland. Nur vier Minuten später war der Münchener wieder an einem Tor beteiligt, als Petit seinen Freistoß zum 2:0 abfälschte. Nach munterem Spielverlauf schoss Schweinsteiger, kurz vor seiner Auswechslung in der 78. Minute, noch das 3:0 für das deutsche Nationalteam. Damit war die Partie entschieden. Daran konnte auch Luís Figo in seinem letzten Länderspiel nichts ändern, obwohl er den 1:3-Ehrentreffer durch Nuno Gomes vorbereitete. Der späte Gegentreffer konnte nicht mehr verhindern, dass die deutsche Nationalmannschaft den dritten Platz errang.

### Finale
| Italien                                                 | Italien | Frankreich | Frankreich | Aufstellung                          |
| ------------------------------------------------------- | --- | --- | ---------- | ------------------------------------ |
| Italien                                                 | \| 9. Juli um 20:00 Uhr in Berlin (Olympiastadion) \| \| Ergebnis: 1:1 n. V. (1:1, 1:1), 5:3 i. E. \| \| Zuschauer: 69.000 (ausverkauft) \| \| Schiedsrichter: Horacio Marcelo Elizondo ( Argentinien) \| \| Spielbericht \|                                                                 | \| 9. Juli um 20:00 Uhr in Berlin (Olympiastadion) \| \| Ergebnis: 1:1 n. V. (1:1, 1:1), 5:3 i. E. \| \| Zuschauer: 69.000 (ausverkauft) \| \| Schiedsrichter: Horacio Marcelo Elizondo ( Argentinien) \| \| Spielbericht \|                                                 | Frankreich | Aufstellung Italien gegen Frankreich |
| Italien                                                 | Gianluigi Buffon – Gianluca Zambrotta, Fabio Cannavaro , Marco Materazzi, Fabio Grosso – Gennaro Gattuso, Mauro Camoranesi (86. Alessandro Del Piero), Simone Perrotta (61. Vincenzo Iaquinta), Andrea Pirlo – Luca Toni, Francesco Totti (61. Daniele De Rossi) Cheftrainer: Marcello Lippi | Fabien Barthez – Willy Sagnol, William Gallas, Lilian Thuram, Éric Abidal – Patrick Vieira (56. Alou Diarra), Claude Makélélé – Franck Ribéry (100. David Trezeguet), Zinédine Zidane , Florent Malouda – Thierry Henry (107. Sylvain Wiltord) Cheftrainer: Raymond Domenech | Frankreich | Aufstellung Italien gegen Frankreich |
| Italien                                                 | 1:1 Materazzi (19.) | 0:1 Zidane (7., Foulelfmeter) | Frankreich | Aufstellung Italien gegen Frankreich |
| Italien                                                 | Elfmeterschießen | | Frankreich | Aufstellung Italien gegen Frankreich |
| Italien                                                 | 1:0 Pirlo 2:1 Materazzi 3:1 De Rossi 4:2 Del Piero 5:3 Grosso | 1:1 Wiltord Trezeguet trifft die Latte 3:2 Abidal 4:3 Sagnol | Frankreich | Aufstellung Italien gegen Frankreich |
| Italien                                                 | Zambrotta (5.) | Sagnol (12.), Makélélé (76.), Malouda (111.) | Frankreich | Aufstellung Italien gegen Frankreich |
| Italien                                                 | Zidane (110., Tätlichkeit) | | Frankreich | Aufstellung Italien gegen Frankreich |
| Italien                                                 | Spieler des Spiels: Andrea Pirlo (Italien) | | Frankreich | Aufstellung Italien gegen Frankreich |
| 9. Juli um 20:00 Uhr in Berlin (Olympiastadion)         | | |            |                                      |
| Ergebnis: 1:1 n. V. (1:1, 1:1), 5:3 i. E.               | | |            |                                      |
| Zuschauer: 69.000 (ausverkauft)                         | | |            |                                      |
| Schiedsrichter: Horacio Marcelo Elizondo ( Argentinien) | | |            |                                      |
| Spielbericht                                            | | |            |                                      |

Im Endspiel der Weltmeisterschaft standen sich mit Frankreich und Italien die beiden Finalisten der EM 2000 gegenüber; Frankreich hatte damals in der Verlängerung mit 2:1 durch ein Golden Goal gewonnen.
Die Zuschauer erlebten ein abwechslungsreiches Endspiel mit einer turbulenten Anfangsphase. So bekam Frankreich schon in der siebten Minute einen Foulelfmeter zugesprochen, den Zinédine Zidane zum 1:0 verwandelte. Dabei lupfte er den Ball gegen die Unterlatte, von wo aus er circa einen halben Meter hinter der Linie im Tor aufkam. Er war damit der vierte Spieler nach den Brasilianern Pelé und Vavá sowie Paul Breitner (BR Deutschland), der in zwei WM-Finals getroffen hatte. Bereits in der 19. Minute erzielte Marco Materazzi nach einem Eckball den Ausgleich und machte damit seinen Fehler, mit dem er den Elfmeter verschuldet hatte, wieder gut. Anschließend folgte eine Offensivphase der Italiener, in der es unter anderem zu einem Lattentreffer durch Luca Toni kam. In der zweiten Halbzeit ließ sich die italienische Mannschaft weit zurückfallen und lauerte fast ausschließlich auf Konterchancen. Frankreich versuchte dagegen, offensiv zu agieren und das Spiel zu machen, blieb aber mit Thierry Henry als einzigem Stürmer zu wenig durchschlagskräftig. Kein Team verbuchte einen zählbaren Erfolg. In der Verlängerung waren die Franzosen – nun mit David Trezeguet ab der 100. Minute als zusätzlichem Angreifer – die weit überlegene Mannschaft, vermochten das Abwehrbollwerk der Italiener aber nicht zu sprengen, zumal Henry kurz nach Beginn der zweiten Hälfte der Verlängerung seiner kräfteraubenden Leistung alleine gegen die italienische Abwehr Tribut zollen musste und ausgewechselt wurde. Zidane hatte noch den Siegtreffer auf dem Kopf, aber Gianluigi Buffon konnte dessen platzierten Kopfball reaktionsschnell abwehren.
Größter Aufreger des Spiels war in der 110. Minute eine Tätlichkeit Zidanes gegen Materazzi. Jener hatte seinen Kopf in den Brustkorb des Italieners gerammt, nachdem dieser mehrfach Beleidigungen gegen Familienmitglieder Zidanes ausgesprochen hatte. Zidane wurde des Platzes verwiesen, die FIFA belegte später beide Spieler mit Spielsperren und Geldstrafen.
Ab dem Platzverweis flachte das Spiel ab und ging ins Elfmeterschießen, in dem sich Italien mit 5:3 durchsetzte. Einzig David Trezeguet verschoss einen Strafstoß, als der Ball von der Latte ins Spielfeld zurückprallte.

## Beste Torschützen
| Rang | Spieler         | Tore |
| ---- | --------------- | ---- |
| 1    | Miroslav Klose  | 5    |
| 2    | Hernán Crespo   | 3    |
|      | Thierry Henry   | 3    |
|      | Lukas Podolski  | 3    |
|      | Maxi Rodríguez  | 3    |
|      | Ronaldo         | 3    |
|      | Fernando Torres | 3    |
|      | David Villa     | 3    |
|      | Zinédine Zidane | 3    |
| 10   | Adriano         | 2    |
|      | Bartosz Bosacki | 2    |
|      | Omar Bravo      | 2    |
|      | Tim Cahill      | 2    |

| Rang | Spieler                | Tore |
| ---- | ---------------------- | ---- |
| 10   | Agustín Delgado        | 2    |
|      | Aruna Dindane          | 2    |
|      | Alexander Frei         | 2    |
|      | Steven Gerrard         | 2    |
|      | Maniche                | 2    |
|      | Marco Materazzi        | 2    |
|      | Tomáš Rosický          | 2    |
|      | Bastian Schweinsteiger | 2    |
|      | Andrij Schewtschenko   | 2    |
|      | Carlos Tenorio         | 2    |
|      | Luca Toni              | 2    |
|      | Paulo Wanchope         | 2    |
|      | Patrick Vieira         | 2    |

Darüber hinaus gab es 80 Spieler mit einem Treffer. Hinzu kamen vier Eigentore.
Torschützenkönig des gesamten Wettbewerbs wurde der Mexikaner Jared Borgetti mit 14 Toren aus der Qualifikation.

## Auszeichnungen
Goldener Ball
Die Auszeichnung Goldener Ball erhielt der Franzose Zinédine Zidane vor den Italienern Fabio Cannavaro (Silberner Ball) und Andrea Pirlo (Bronzener Ball). Nach Zidanes Tätlichkeit im Finale gegen Materazzi wurde Kritik laut, dass er dessen ungeachtet zum wertvollsten Spieler des Turniers gekürt wurde. Daraufhin merkte die BBC an, dass die meisten Medienvertreter ihre Stimme bereits vor Zidanes Kopfstoß abgegeben hatten, so dass diese Tätlichkeit nicht berücksichtigt wurde.
Goldener Schuh
Miroslav Klose wurde nach dem Ende der Weltmeisterschaft mit dem Goldenen Schuh als Torschützenkönig ausgezeichnet. Den Silbernen Schuh sicherte sich Hernán Crespo, und der Bronzene Schuh ging an Ronaldo. Beide erzielten, ebenso wie sechs andere Spieler, drei Tore, daher entschied hier die Anzahl der im Turnierverlauf gespielten Torvorlagen über die Platzierung in der Rangliste.
Lev-Yashin-Preis
Den Lev-Yashin-Preis (seit 2010 Goldener Handschuh) für den besten Torhüter der WM erhielt Gianluigi Buffon (Italien).
Bester Junger Spieler
Die Auszeichnung Bester Junger Spieler, die zum ersten Mal in der WM-Geschichte vergeben wurde, erhielt der Deutsche Lukas Podolski. Er erhielt die Ehrung der Technischen Studien-Gruppe der FIFA.
FIFA Fairplay-Auszeichnung
Als fairste Teams erhielten Brasilien und Spanien den FIFA Fair Play Award, bei dem nur Mannschaften berücksichtigt wurden, die mindestens das Achtelfinale der WM-Endrunde erreicht hatten. Nach der WM 1998, bei der England und Frankreich die Auszeichnung erhielten, teilen sich damit zum zweiten Mal in der WM-Geschichte zwei Mannschaften diesen Preis, der erstmals 1978 bei der Weltmeisterschaft in Argentinien vergeben wurde.
Unterhaltsamste Mannschaft
Die unterhaltsamste Mannschaft wurde von der Öffentlichkeit über eine Abstimmung auf der FIFA-Webseite zur WM gewählt. Sieger wurde Portugal.

## All-Star-Team
Am 7. Juli 2006 gab die FIFA das 23 Spieler umfassende All-Star-Team bekannt:
| Torhüter                              | Abwehr                                                                                                  | Mittelfeld                                                                                               | Stürmer                                                              |
| ------------------------------------- | --- | --- | -------------------------------------------------------------------- |
| Gianluigi Buffon Jens Lehmann Ricardo | Roberto Ayala Fabio Cannavaro Ricardo Carvalho Philipp Lahm John Terry Lilian Thuram Gianluca Zambrotta | Michael Ballack Luís Figo Gennaro Gattuso Maniche Andrea Pirlo Patrick Vieira Zé Roberto Zinédine Zidane | Hernán Crespo Thierry Henry Miroslav Klose Luca Toni Francesco Totti |

## Schiedsrichter

### Vorauswahl und Besetzung
Aus einer Vorauswahl von 44 Schiedsrichtern wurden zunächst 23 von der FIFA für die Weltmeisterschaft nominiert, von denen drei nach ausgiebigen Fitnesstests im Vorfeld des Turniers noch ausgetauscht wurden. Kurz vor der WM wurde ferner der Italiener Massimo De Santis aufgrund seiner Beteiligung am Skandal um manipulierte Spiele in seinem Heimatland gestrichen, zudem zog sich der jamaikanische Unparteiische Peter Prendergast eine Knieverletzung zu und reiste zurück in seine Heimat. Als Ersatzmann für einen eventuell verletzten Schiedsrichter bzw. Schiedsrichterassistenten befand sich erstmals auch ein fünfter Offizieller am Spielfeldrand.
Die folgende Liste benennt die 21 Schiedsrichter, die Spiele der Weltmeisterschaft leiteten.
- Carlos Amarilla
- Benito Archundia
- Massimo Busacca
- Luis Medina Cantalejo
- Coffi Codjia
- Frank De Bleeckere
- Horacio Marcelo Elizondo
- Essam Abd el-Fatah
- Walentin Iwanow
- Tōru Kamikawa
- Jorge Luis Larrionda
- Shamsul Maidin
- Markus Merk
- Ľuboš Micheľ
- Graham Poll
- Éric Poulat
- Marco Antonio Rodríguez
- Roberto Rosetti
- Óscar Ruiz
- Carlos Simon
- Mark Shield

Hinsichtlich der Auswahl der Schiedsrichter wurde kritisiert, die FIFA habe nicht die besten Schiedsrichter zur WM eingeladen, sondern vor allem auf den Kontinentalproporz geachtet. Das Eröffnungsspiel wurde von Horacio Elizondo geleitet, der auch das Finale pfiff. Elizondo ist der erste Schiedsrichter, dem die Ehre dieses „Doppeleinsatzes“ zuteilwurde.
Im Gegensatz zu früheren WM-Turnieren wurden überwiegend Schiedsrichtergespanne eingesetzt, die auch im Ligabetrieb zusammen agieren. Erstmals standen zudem auch alle Schiedsrichter über Funk (Headset) mit ihren Assistenten in Verbindung.

### Bewertung der Leistungen
Kontrovers wurde das Vorgehen der FIFA diskutiert, den Schiedsrichtern bei der Weltmeisterschaft neue Regelauslegungen vorzuschreiben. So sollten zum Schutz der Spieler Grätschen in die Beine des Gegenspielers konsequent mit der Roten Karte bestraft werden, ebenso der übermäßige Einsatz des Ellenbogens in Kopfball- und Laufduellen. Daneben sollten Spielverzögerungen wie das Festhalten des Balles bei Freistoßentscheidungen gegen die eigene Mannschaft mit einer Gelben Karte geahndet werden.
Während die Entscheidungen der Unparteiischen während der ersten Spiele als zufriedenstellend beurteilt wurden, häuften sich im Laufe des Turniers die strittigen Entscheidungen massiv. Insbesondere die unterschiedlichen Bewertungen bei überhartem Körpereinsatz brachten den Schiedsrichtern Kritik ein. So gab es während dieser Weltmeisterschaft zwei Spiele mit drei Platzverweisen, im Achtelfinale zwischen Portugal und den Niederlanden wurden sogar vier Spieler des Feldes verwiesen. Insgesamt sprachen die Schiedsrichter 26 Platzverweise aus.
Experten kritisierten, dass gerade die Weltmeisterschaft als sportlich bedeutendste Veranstaltung im Fußball nicht als Spielwiese für Regeländerungen benutzt werden dürfe. Die Regeln und ihre Auslegung müssten bereits vorher für Spieler und Schiedsrichter aus der Praxis der Saison bekannt sein. Die FIFA war jedoch der Meinung, dass die Weltmeisterschaft aufgrund ihrer Bedeutung am besten sei, da sich die Schiedsrichter in aller Welt die Umsetzung der neuen Regelungen anschauen bzw. abschauen konnten und so eher ein weltweiter Standard in der Regelumsetzung erreicht werden könnte.

## Rekorde und Statistiken
- Der jüngste Spieler war mit 17 Jahren der Engländer Theo Walcott, er kam aber nicht zum Einsatz. Der älteste war mit 40 Jahren und 71 Tagen Torwart Ali Boumnijel aus Tunesien. Er kam in den drei Gruppenspielen seines Teams zum Einsatz. Damit ist er der bislang fünftälteste WM-Spieler.
- Das erste Tor der WM 2006 schoss Philipp Lahm in der sechsten Minute des Eröffnungsspiels Deutschland – Costa Rica, den letzten Treffer erzielte Marco Materazzi im Finale.
- Das schnellste Tor dieser WM schoss nach 75 Sekunden Asamoah Gyan im Spiel Ghana – Tschechien.
- Die meisten Feldverweise (vier) gab es im Spiel Portugal – Niederlande, was gleichzeitig einen Rekord in der WM-Geschichte darstellt. Schiedsrichter Walentin Iwanow stellte außerdem noch den Rekord der meisten gelben Karten in einem Spiel (16) ein.
- Das 2000. WM-Tor wurde im Spiel England – Schweden in der 51. Minute von Marcus Allbäck erzielt.
- Das 100. Tor der WM 2006 schoss Clint Dempsey im Spiel Ghana – USA.
- Mit seinen zwei Toren gegen Japan und dem Treffer gegen Ghana konnte Ronaldo Gerd Müller in der ewigen WM-Torschützenliste überholen; der Brasilianer erzielte insgesamt 15 Tore.
- Die Schweiz überstand die Gruppenphase als einziges Team ohne Gegentreffer und ist die erste Mannschaft, die bei einer WM ohne Gegentor ausschied (Treffer im Elfmeterschießen werden seitens der FIFA nicht als solche gewertet). Gleichzeitig ist die Schweiz auch das erste Team, das bei einer Weltmeisterschaft in einem Elfmeterschießen kein Tor erzielte.
- Die Mannschaft von Trinidad und Tobago ist die einzige, die während des Turniers kein Tor schoss.
- Der späteste spielentscheidende Elfmeter in der „regulären“ Spielzeit der WM-Geschichte wurde in der 95. Minute des Spiels zwischen Italien und Australien gegeben; verwandelt wurde er durch Francesco Totti.
- Mit den Siegen in den ersten vier Begegnungen stellte Brasilien einen neuen Rekord von insgesamt elf WM-Siegen in Folge auf.
- Der portugiesische Torhüter Ricardo ist der erste Torwart einer Fußballweltmeisterschaft, der bei einem Elfmeterschießen drei von vier Elfmetern gehalten hat. Der Ukrainer Schowkowskyj dagegen musste bei drei Schweizer Versuchen keinen Treffer hinnehmen, da er zwei Elfmeter hielt und einer an die Querlatte prallte.
- Italiens zwölf WM-Tore bis zum Endspiel wurden von zehn verschiedenen Spielern erzielt. Damit stellten die Italiener den bisherigen Rekord Frankreichs aus dem Jahr 1982 ein.
- Erst zum fünften Mal insgesamt und zum zweiten Mal nach dem Ende des Zweiten Weltkrieges gab es ein Finale, in dem weder Brasilien noch Deutschland standen (zuletzt 1978).
- Die durchschnittliche Zuschauerzahl von rund 52.500 ist die dritthöchste in der WM-Geschichte. Nur die Spiele in den USA 1994 und Brasilien 2014 wurden von mehr Menschen im Stadion verfolgt.

## Organisation

### Organisationskomitee
Das Organisationskomitee Fußball-Weltmeisterschaft 2006 (kurz: OK) organisierte die Fußball-WM in Deutschland. Präsident des OK war Franz Beckenbauer, Verantwortlicher für Großprojekte und Repräsentant der Veranstaltung.
Horst R. Schmidt war erster Vizepräsident und stellvertretender Chef des OK. Seine Verantwortungsbereiche im OK umfassten organisatorische Dinge – von den Finanz- und Sicherheitsangelegenheiten bis zu Transport- und Verwaltungsfragen. Wolfgang Niersbach war geschäftsführender Vizepräsident und Pressechef des OK. Er zeichnete für die Medienarbeit, die Mannschaftsunterkünfte, die Vermarktung und die Informationstechnik verantwortlich. Theo Zwanziger war Vizepräsident. Sein Verantwortungsbereich lag in der Verwaltung, den juristischen Angelegenheiten, dem Personal der WM und bei allgemeinen organisatorischen Aufgaben. Fedor Radmann war Kunst- und Kulturbeauftragter sowie Präsidiumsberater.
Dem OK standen ein Aufsichtsrat mit 10 und ein Kuratorium mit 14 Mitgliedern zur Seite. Das OK wurde vom Sportausschuss des Deutschen Bundestages beraten. Internationale Botschafter der WM waren Jürgen Klinsmann, Oliver Bierhoff, Karl-Heinz Rummenigge und Rudi Völler. OK-Chef Beckenbauer benannte weitere 14 WM-Botschafter, ausnahmslos ehemalige Fußball-Profis, die ihre Heimatstädte und gleichzeitig die WM-Austragungsorte auf dem Weg zur WM offiziell begleiten sollten.

### Sicherheit
Aufgrund der weltweit problematischen Sicherheitslage wurde vor allem im Vorfeld des Turniers intensiv über die Sicherheitsmaßnahmen zum Schutz von Publikum und Aktiven diskutiert. Im Mittelpunkt standen dabei Maßnahmen sowohl zur Abwehr terroristischer Aktivitäten als auch zur Eindämmung von Hooliganismus.
Auf internationaler Ebene wurde vor allem auf die innereuropäische Kooperation der verschiedenen Sicherheitsbehörden Wert gelegt. So hatte die deutsche Polizei die Einreise von Hooligans und bekannten Gewalttätern nach Deutschland dadurch verhindern wollen, dass die Daten von bereits auffällig gewordenen Personen, insbesondere aus England, Polen und den Niederlanden, an die deutschen Behörden übermittelt wurden. Zu diesem Zweck wurde für die Dauer des Turniers das Schengener Abkommen de facto außer Kraft gesetzt, so dass je nach Sicherheitslage an den deutschen Außengrenzen wieder Einreisekontrollen vorgenommen wurden. Gleichzeitig waren viele ausländische Polizisten in Deutschland im Einsatz, um ihren Landsleuten an den Spielorten mit Rat und Tat zur Seite zu stehen. Zugleich sollte in kritischen Situationen auf ihr Insiderwissen zurückgegriffen werden.
In Deutschland selbst hatte den polizeibekannten Hooligans der Zugang zu den Stadien vor allem dadurch verwehrt werden sollen, dass die Eintrittskarten auf dem freien Markt ausschließlich personenbezogen verkauft wurden. Zu diesem Zweck wurde insbesondere auf die Einträge in der von der Zentralen Informationsstelle Sporteinsätze geführte Datei „Gewalttäter Sport“ zurückgegriffen, in der mehr als 6.000 Personen aufgeführt wurden. Von vielen Seiten wurde diese Praxis kritisiert, unter anderem hielt der Bundesdatenschutzbeauftragte die Speicherung der Personalausweisnummer auf den Tickets für unverhältnismäßig und „zur Abwehr terroristischer Gefährdungen ungeeignet“. Obwohl die angekündigten Kontrollen der Ticketinhaber nur in wenigen Fällen tatsächlich vorgenommen wurden, sorgten diese Maßnahmen zusammen mit der Präsenz vieler Sicherheitskräfte in den Arenen dafür, dass es innerhalb der Stadien zu keinen nennenswerten Ausschreitungen kam.
Der von CDU und CSU im Vorfeld des Turniers in die Diskussion gebrachte Einsatz der Bundeswehr im Innern wurde dagegen nicht verwirklicht. Die Sicherheit an den Spielorten und auf den öffentlichen Plätzen wurde durch eine verstärkte Polizeipräsenz und durch private Sicherheitsfirmen gewährleistet, die sowohl in den Stadien als auch im Rahmen des Public Viewing Kontrollen vornahmen und die Mitnahme gefährlicher Gegenstände untersagten.

### WM-Quartiere
Die WM-Quartiere für die qualifizierten Teilnehmer der Fußballweltmeisterschaft wurde in mehreren Phasen ausgewählt. Nach Eingang aller Bewerbungen prüfte die FIFA zunächst in zwei Etappen die Tauglichkeit der verschiedenen Häuser und schlug im Oktober 2004 den teilnehmenden Teams 110 Hotels zur Auswahl vor. Für die Aufnahme in die Liste waren folgende Standards erforderlich: Die Mannschaften mussten innerhalb einer halben Stunde per Bus einen Flughafen erreichen können, von wo aus sie jeweils am Tag vor dem WM-Spiel zum Spielort reisen konnten. In unmittelbarer Nähe der Unterkunft mussten großzügige Trainingsmöglichkeiten bestehen, idealerweise in Form eines Trainingsstadions mit erstklassiger Rasenfläche und überdachter Tribüne. Dem Organisationskomitee lagen rund 300 Bewerbungen aus ganz Deutschland in den unterschiedlichsten Qualitäten vor – vom Fünf-Sterne-Hotel bis zur Sportschule. Die Mannschaftsleitungen selbst entschieden sich zumeist erst nach der Gruppenauslosung, um geographische Aspekte in die Entscheidungsfindung mit einbeziehen zu können. Eine Konsequenz dieser Vorgehensweise war, dass ausschließlich die Ukraine ihr Quartier in den neuen Bundesländern bezog. In Schleswig-Holstein und dem Saarland ließ sich keine Nationalmannschaft nieder.

### Kampagnen der FIFA

#### Fairplay-Programm der FIFA
Menschenrechtsorganisationen haben darauf hingewiesen, dass die genannten Sportartikelhersteller vor allem von sehr niedrigen Löhnen und unsicheren Arbeitsbedingungen in den Produktionsländern profitieren. Die dortigen Bedingungen verstießen gegen Geist und Buchstaben der Erklärung zum FIFA-Fairplay-Programm. Darin erkennt die FIFA die Bedeutung der Themen Gleichberechtigung, Frieden, Kinderrechte, Gesundheit, Bildung und Umweltfragen an und bekennt sich zum sozialen Engagement für diese Ziele. Ein Bündnis von Nichtregierungsorganisationen fordert von den Herstellern und der FIFA, mehr Verantwortung zu übernehmen und sich für Gewerkschaftsfreiheit, existenzsichernden Lohn sowie Zulassung unabhängiger Kontrollen einzusetzen.

#### Anti-Rassismus-Programm der FIFA
Da im Vorfeld der Fußball-Weltmeisterschaft 2006 die Anzahl der rassistischen Vorfälle im Fußball zugenommen hatte, hatte das Exekutivkomitee der FIFA deswegen Artikel 55 des FIFA-Disziplinarreglements revidiert.
Dieser sieht jetzt unter anderem vor, dass ein Spieler, der rassistische Diskriminierungen ausspricht, für mindestens fünf Spiele gesperrt werden kann und seiner Mannschaft Punkte abgezogen werden können. Auch Zuschauer, die während des Spiels beispielsweise ein Transparent mit rassistischen Äußerungen aushängen, können mit einem Stadionverbot von mindestens zwei Jahren bestraft werden.
Im Rahmen dieses Anti-Rassismus-Programms der FIFA wurden bei allen 64 Spielen vor der Öffnung des Stadions ein Banner mit der Aufschrift „Nein zu Rassismus“ (no to racism) im Mittelkreis ausgelegt und Videospots gegen Rassismus im Stadion ausgestrahlt. Außerdem haben die Mannschaftskapitäne der Nationalteams, die sich für das Viertelfinale qualifiziert haben, ab diesem nach dem Singen der Nationalhymne einen persönlichen Aufruf gegen Rassismus verlesen. Aufgrund des Idolstatus dieser Spieler erhoffte sich die FIFA eine besondere Wirkung auf Zuschauer in aller Welt.
Zusätzlich startete die FIFA im Vorfeld dieser Weltmeisterschaft eine Zusammenarbeit mit dem Netzwerk Fußball gegen Rassismus in Europa (FARE), um auch in Zukunft ein klares Zeichen gegen den Rassismus setzen zu können. In dieser Hinsicht sah FIFA-Präsident Sepp Blatter die Weltmeisterschaft daher nur als „erste Anwendung“ des neuen Anti-Rassismus-Programms.

#### Green Goal
Mit dem Projekt Green Goal (englisch sowohl Grünes Tor als auch Grünes Ziel) wollte die FIFA ein sportliches Großereignis in Einklang mit den Zielen des Umweltschutzes veranstalten. So gehörten neben der konsequenten Benutzung von Pfandbechern und Mülltrennungssystemen auch eine Stärkung des öffentlichen Personennahverkehrs bei der Anreise zu den Stadien zur Kampagne.

### Sponsoren
Die Fußballweltmeisterschaft wurde zum größten Teil durch Sponsoren finanziert. Alleine die internationalen Hauptsponsoren des Weltverbandes FIFA zahlten mit mehr als 600 Millionen Euro (im Schnitt etwas mehr als 40 Millionen Euro) ungefähr dreimal so viel Geld an den Verband, wie durch den Kartenverkauf eingenommen wurde. Zu den offiziellen Partnern der FIFA für die Fußball-WM zählen neben Anheuser-Busch weitere vierzehn bekannte internationale Unternehmen: adidas, Avaya, Coca-Cola, Continental, Deutsche Telekom, Emirates sowie Fujifilm, Gillette, Hyundai, Mastercard, McDonald’s, Philips, Toshiba und Yahoo.
Hinzu kamen die nationalen Sponsoren, die jeweils 13 Millionen Euro zur WM beitrugen. In Berlin präsentierte am 7. Dezember 2004 das OK der WM den letzten Förderer der WM 2006: die Deutsche Bahn AG. Weitere nationale Sponsoren waren die Postbank, Obi, Hamburg-Mannheimer, EnBW und ODDSET. Im Gegensatz zu den 15 internationalen Sponsoren des Weltfußballverbandes FIFA durften die nationalen Förderer nur in Deutschland mit ihrem Engagement werben.
Die Firmen, die sich bei der WM engagierten, hofften auf eine Erhöhung ihres Bekanntheitsgrades bzw. Ansehens und damit auf eine Umsatzsteigerung. Dass sich dieses Engagement lohnen konnte, zeigte beispielsweise die Fußball-Europameisterschaft 2004 und der Geldgeber Carlsberg. Der dänische Brauereiriese verkaufte während des Turniers 13 Prozent mehr Bier. Für die WM hatte der zweitgrößte Bierbrauer der Welt, das amerikanische Unternehmen Anheuser-Busch, sich die Exklusivrechte für den Bierausschank in den Stadien für 40 Millionen Euro von der FIFA gesichert. Aufgrund eines Rechtsstreits in den 1990ern zwischen Anheuser-Busch und der Bitburger Brauerei, deren Gegenstand die Namensähnlichkeit zwischen Bit und Bud war, hätte Anheuser-Busch in Deutschland während der WM nicht für seine Marke Bud werben dürfen. Beide Brauereien einigten sich jedoch im Vorfeld der WM dahingehend, dass 30 Prozent des Bierausschanks in den Stadien von dem deutschen Unternehmen übernommen wurden.
Neben den Hauptsponsoren des Turniers erhofften sich auch die einzelnen Mannschaftsausrüster steigende Umsatzzahlen von ihrem Engagement bei den verschiedenen Nationalteams. Neben Weltkonzernen wie adidas, Puma und Nike statteten auch eher unbekannte Sportartikelhersteller wie Umbro, Lotto, Marathon und Joma die Teilnehmer der Weltmeisterschaft aus.

### Antrittsgelder und Prämien für die Verbände
Von der Weltmeisterschaft profitieren neben den Geldgebern die Mannschaftsausrüster durch die Vermarktung von Spielertrikots in hohem Maße. Außer an den Veranstalter wurden Teile der Erträge an die Teilnehmer- und Mitgliedsverbände ausgeschüttet. Allein an die Verbände der Teilnehmer flossen als Antritts- und Spielprämien rund 262,9 Millionen Euro.
Jeder der 32 Teilnehmer an der Fußballweltmeisterschaft in Deutschland erhielt 10,37 Millionen Schweizer Franken (8,21 Millionen Euro) Antrittsgeld von der FIFA. So war die WM-Qualifikation für die Endrunde nicht nur mit viel Prestige für jede Nation verbunden, sondern sie lohnte sich auch finanziell. Der gesamte Bonus-Pool wurde im Vergleich zur WM 2002 um 38 Prozent angehoben: 332 Millionen Schweizer Franken (262,9 Millionen Euro) im Vergleich zu 190 Millionen Euro während der WM in Japan und Südkorea.

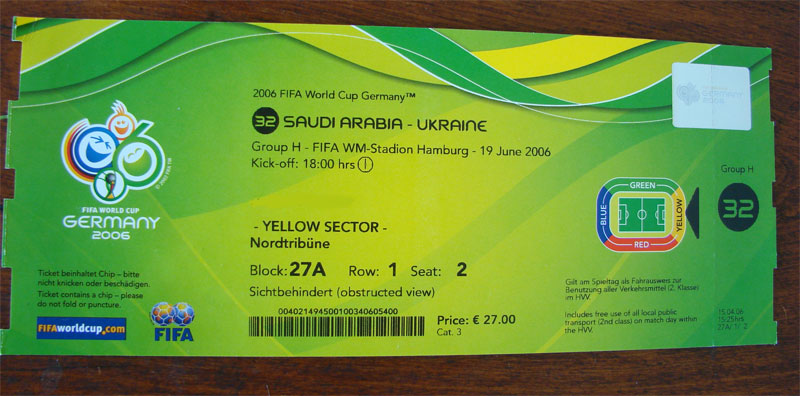
Ticket

### Eintrittskarten
Vom 1. Februar bis zum 31. März 2005 fand weltweit die erste Phase des Eintrittskartenverkaufs der Fußball-WM statt. Es gab bei der WM ausschließlich Sitzplatzkarten in vier Kategorien, wobei die Preise für die günstigste Kategorie bei 47 Spielen der Gruppenphase 35 Euro betrugen. Die Preise gingen hinauf bis zu 600 Euro für das Finale. Außerdem gab es ab der 3. Vorverkaufsphase auch Tickets für sichtbehinderte Plätze, die immer 60 % vom Normalpreis kosteten. Insgesamt rechnete das Organisationskomitee der Weltmeisterschaft mit Gesamteinnahmen von 200 Millionen Euro.
Kritisiert wurde im gesamten Vorfeld des Turniers, dass nur ein geringer Anteil der Karten in den freien Verkauf ging. Nach Angaben des Organisationskomitees (OK) standen im Online-Verkauf bloß 1,12 Millionen der insgesamt 3,2 Millionen Eintrittskarten – also etwas mehr als ein Drittel – zur Verfügung. Der größere Teil der Eintrittskarten war für Sponsoren, den DFB, die verschiedenen teilnehmenden Verbände, den Weltverband FIFA, dort für die nicht teilnehmenden Länder, sowie für besonders zahlungskräftige Kunden reserviert.
Zwischen der FIFA und den Organisatoren gab es anfänglich Auseinandersetzungen um die Preisgestaltung. Das OK bestand auf einer Sozialkomponente und setzte mit 35 Euro für den billigsten Sitzplatz in den Gruppenspielen einen Preis durch, der um 16 Euro unter dem der WM 2002 lag. Erstmals bei einer WM galt die Eintrittskarte zu den Spielen zudem auch als Fahrschein für die kostenlose Benutzung öffentlicher Verkehrsmittel.
Knapp über eine Million Menschen aus 195 Ländern hatten sich in dieser ersten zweimonatigen Verkaufsphase um die 812.000 Eintrittskarten beworben. 8,7 Millionen gültige Kartenbestellungen gingen ein, von denen 6,25 Millionen aus Deutschland stammten. 2,3 Millionen Bestellungen stammten aus einem aus den USA gestarteten Manipulationsversuch und 1,3 Millionen Doppelbestellungen wurden nicht akzeptiert. Damit kamen auf jede Eintrittskarte der ersten Verkaufsphase über zehn Bewerber. Bereits nach den ersten 48 Stunden der Verkaufsphase hatte die Nachfrage das Angebot überstiegen. Jeder konnte über ein Losverfahren für sieben Spiele jeweils maximal vier Eintrittskarten erhalten. Die Eingänge wurden nicht in chronologischer Reihenfolge bearbeitet. Nach einem TÜV-geprüften Verfahren und unter notarieller Aufsicht wurde am 15. April 2005 die erste Bestellphase verlost. Die Eintrittskarten wurden ausschließlich über die offizielle Internetseite verkauft, damit weltweit alle Interessenten gleiche Chancen hatten.
Eine Premiere stellt die Personalisierung der Eintrittskarten dar. Mit Verweis auf Sicherheitsaspekte waren diese nicht übertragbar, die Käufer mussten sich mit Namen und Ausweisnummer registrieren. Davon ausgenommen waren mehrere hunderttausend VIP-Tickets.
Laut den AGB war niemand berechtigt, eine ihm zugeteilte Eintrittskarte weiterzuverkaufen oder weiterzugeben. Ein Versuch, Eintrittskarten zu verkaufen, hätte als Schwarzmarkthandel gewertet werden sollen und zur Sperrung der betreffenden Eintrittskarte geführt. Auf dem Sicherheitschip der personalisierten Karten sollten Zutrittsinformationen, nicht aber persönliche Daten gespeichert werden.
Die Kontrolle der Personendaten am Stadioneingang erwies sich rein organisatorisch bei durchschnittlich mehr als 50.000 Besuchern pro Spiel als unmöglich. So sollen laut einem Zeitungsinterview von FIFA-Präsident Sepp Blatter nur bei rund einem Prozent der Stadionbesucher die Personalien kontrolliert worden sein. Entsprechend florierte der Schwarzmarkt in gleichem Umfang wie bei ähnlichen sportlichen Großereignissen, den Blatter im gleichen Kontext als normalen Vorgang und „offenen Markt“ bezeichnete. Außerdem wurde laut Aussagen der FIFA selbst bei den Leuten, die mit einem Ticket auf einen anderen Namen ins Stadion wollten, niemandem der Zutritt verweigert, es wurde maximal das Ticket kurzfristig umgeschrieben (außer wenn das Ticket wegen Verlust oder Diebstahl gesperrt war).

## Wirtschaftliche Auswirkungen des Turniers

### Gesamtwirtschaftliche Erwartungen im Vorfeld des Turniers
Deutschland befand sich seit 2001 in einer wirtschaftlichen Stagnation und erhoffte sich durch die Ausrichtung des (gemessen an der Zahl der Fernsehzuschauer) zweitgrößten Sportereignisses der Welt wichtige gesamtwirtschaftliche Impulse.

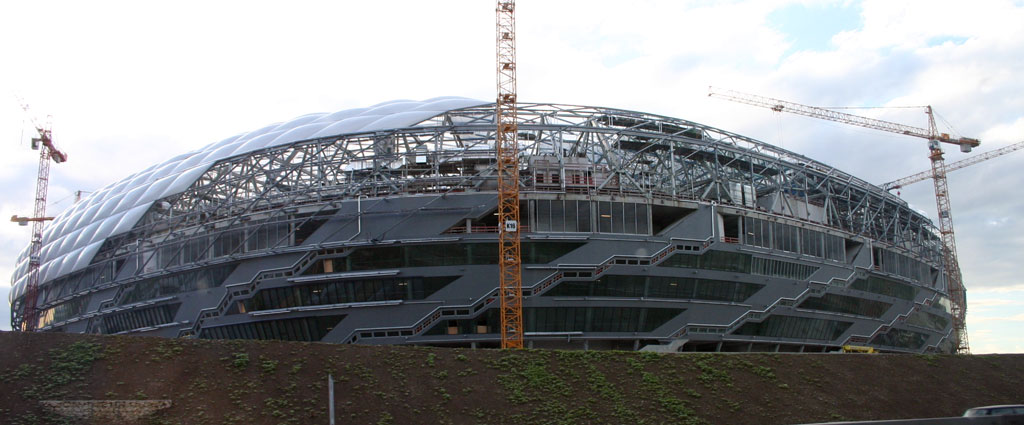
Rund 1,38 Mrd. Euro wurden insgesamt in neue Stadien investiert, davon 280 Mio. Euro alleine in die Allianz Arena.

Der damalige Bundeswirtschaftsminister Wolfgang Clement prognostizierte für Deutschland einen langfristigen, volkswirtschaftlichen Gewinn von über acht Milliarden Euro beim Bruttoinlandsprodukt, was 0,36 % des BIP des Jahres 2005 entspricht. Dieser Erlös sollte vor allem durch die ungefähr fünf Millionen zusätzlichen Übernachtungen zustande kommen. Das Organisationskomitee rechnete mit circa 3,2 Millionen Besuchern, von denen etwa eine Million aus dem Ausland kommen sollten.
Vor Beginn des Turniers wurde vor allem an Verbesserungen der Infrastruktur gearbeitet. Alle zwölf Austragungsorte konnten moderne Stadien vorweisen, wobei sich die Kosten für Um- oder Neubau auf Beträge zwischen 48 und 280 Millionen Euro summierten. Insgesamt wurden von staatlicher Seite und durch die Betreiber der Arenen rund 1,38 Milliarden Euro investiert. Daneben hatte das Wirtschaftsministerium angekündigt, 3,7 Milliarden Euro in den Straßenbau und 500 Millionen Euro in den Kartenverkauf zu investieren.

### Messbare gesamtwirtschaftliche Auswirkungen der WM
Prinzipiell lassen sich die langfristigen Folgen eines solchen Großereignisses auf die wirtschaftliche Entwicklung aufgrund unsicherer Prognosen und vielfältiger Multiplikatorwirkungen nur sehr schwer einschätzen. Messbaren Effekten auf der Einnahmenseite von Staat und Wirtschaft stehen Auswirkungen des Turniers gegenüber, die wie beim Anstieg des Ansehens Deutschlands eher ideeller Natur sind. Zudem ist unklar, ob sich die Investitionen in die Infrastruktur gelohnt haben oder ob Umweltschäden durch den steigenden Tourismus mit verbundenen Folgekosten eingetreten sind.
Trotz aller Unwägbarkeiten zieht die Bundesregierung in ihrem Abschlussbericht ein durchweg positives Fazit des Turniers. Demnach habe die Weltmeisterschaft das Wachstum in Deutschland angeschoben, sowohl im Gastgewerbe mit einer Steigerung um 300 Millionen Euro als auch im Einzelhandel mit 2 Milliarden Euro war ein deutliches Umsatzplus zu verzeichnen. Zudem konnten über 100 Millionen Euro an zusätzlichen Steuereinnahmen verbucht werden. Auch auf dem deutschen Arbeitsmarkt konnte in den Monaten der Weltmeisterschaft eine leichte Entspannung registriert werden, laut Bundesagentur für Arbeit wurden etwa 50.000 zusätzliche Stellen geschaffen. Vor allem im Hotel- und Gaststättengewerbe, aber auch bei den Sicherheitsdiensten wurden neue Arbeitsplätze eingerichtet. Welcher Teil dieser Stellen längerfristigen Bestand haben wird, ist noch unklar, ebenso der Anteil sozialversicherungspflichtiger Beschäftigungsverhältnisse. Daneben ist eine exakte Zuordnung messbarer Größenordnungen zu verschiedenen Ursachen schwierig: auch der besonders warme, trockene Juni 2006 dürfte seinen Anteil an gestiegenen Übernachtungszahlen und anderen touristischen Indikatoren gehabt haben.
Eine Studie des Deutschen Instituts für Wirtschaftsforschung kommt zu dem Schluss, dass die Weltmeisterschaft „keinerlei nennenswerte positive gesamtwirtschaftliche Effekte“ bewirken konnte. Die Ausgaben der ausländischen Besucher beliefen sich nach Berechnungen des DIW auf nur etwa 500 Millionen Euro und sind damit in der gesamtwirtschaftlichen Betrachtung eine zu vernachlässigende Größe.
Laut einer repräsentativen Bevölkerungsumfrage des Kölner Marktforschungsinstituts Sport + Markt im Auftrag des Handelsblatts sind adidas, Coca-Cola, McDonald’s und die Deutsche Telekom die bekanntesten Sponsoren der Weltmeisterschaft. Größter Gewinner in dieser Hinsicht ist jedoch Hyundai, da der Autohersteller durch die WM ein Bekanntheitswachstum von 33 auf 50 % erreicht habe. Auch die als Mannschaftsausrüster auftretenden Sportartikelhersteller profitierten von dem Boom der Weltmeisterschaft. So konnte adidas bereits im ersten Quartal des Jahres 2006 deutliche Umsatzsteigerungen verzeichnen, auch Puma rechnete mit Steigerungen um 40 % im Vergleich zum Vorjahr.
Inwieweit die mit der Weltmeisterschaft einhergegangene Stimmungssteigerung innerhalb der deutschen Wirtschaft auf das Turnier zurückzuführen ist, ist umstritten. Zwar verzeichnete der ifo-Index – Deutschlands meistbeachtetes Konjunkturbarometer – im Juni 2006 den höchsten Stand seit rund 15 Jahren, dennoch scheint der materielle Einfluss des Turniers nur gering gewesen zu sein. Auffällig bleibt jedoch, dass mit Turnierende wieder eine deutliche Stimmungsdämpfung zu verzeichnen war.

### Wirtschaftliche Bilanz des Organisationskomitees
Der Etat des Organisationskomitees betrug 430 Millionen Euro. Dabei erwirtschaftete das OK einen Überschuss von 135 Millionen Euro.
Die Betreiber der zwölf WM-Stadien erzielten Einnahmen aus Stadionmiete im Umfang von 33 Millionen Euro sowie weitere Zahlungen durch das OK im Umfang von 18 Millionen Euro. Der Gewinn des OK teilte sich wie folgt auf: Nach Abzug einer 40 Millionen Euro betragenden Rückerstattung an die FIFA, die dem OK im Vorfeld des Turniers einen Zuschuss gewährt hatte, und den zu leistenden Körperschafts- und Gewerbesteuerzahlungen (43,7 Millionen Euro) wurden die verbleibenden 56,6 Millionen Euro gemäß Grundlagenvertrag jeweils hälftig auf den DFB und die DFL aufgeteilt.
Die Einnahmen des DFB aus der WM flossen satzungsgemäß ausschließlich in gemeinnützige Projekte, 20 Millionen Euro davon gingen mit diesem Ziel an die Landesverbände. Weitere Beträge gingen an den Deutschen Olympischen Sportbund und die Deutsche Sporthilfe.

## Berichterstattung
Insgesamt berichteten mindestens 14.000 Medienvertreter von der WM-Endrunde. Das International Broadcast Centre (Pressezentrum) der Weltmeisterschaft befand sich auf dem Gelände der Neuen Messe München.

### Fernsehen
Für die Weltmeisterschaft hat der Lizenzgeber der Fernsehrechte, die Schweizer Sportrechteagentur Infront AG, Fernsehanstalten aus 205 Ländern unter Vertrag genommen. Die Höhe der von Infront aufgebrachten Kosten wurde nicht bekannt. Die Fernsehproduktion, das beinhaltet insbesondere die Bildregie, also die Entscheidung, welche Bilder und Spielausschnitte gesendet werden, wurde von der Infront-Tochter Host Broadcast Services (HBS) übernommen. Dies galt auch für die Übertragungen im deutschen Fernsehen.
Im Land des Gastgebers wurden montags bis samstags die Gruppenphase und die Spiele um die ersten drei Plätze im öffentlich-rechtlichen Fernsehen bei ARD und ZDF sowie die acht Sonntagsbegegnungen im Privatfernsehen bei RTL Television übertragen. Alle Begegnungen der deutschen Mannschaft wurden im frei empfangbaren Fernsehen gezeigt. Hätte die deutsche Mannschaft im Achtelfinale an einem Sonntag gespielt, hätten ARD bzw. ZDF ein 49. Spiel erhalten. Ansonsten hatte das öffentlich-rechtliche Fernsehen an Sonntagen bis zum Viertelfinale „spielfrei“.
Moderator für die ARD war Gerhard Delling mit Experte Günter Netzer aus einem Studio in Köln. Das ZDF sendete mit Moderator Johannes B. Kerner aus der ZDF-Arena am Potsdamer Platz in Berlin. Als Experten waren der ehemalige Schweizer Schiedsrichter Urs Meier, der damalige Mainz 05-Trainer Jürgen Klopp sowie gelegentlich Franz Beckenbauer an seiner Seite.
Als Kommentatoren für die ARD waren Reinhold Beckmann, Steffen Simon und Gerd Gottlob im Einsatz, für das ZDF Béla Réthy, Thomas Wark und Wolf-Dieter Poschmann.
Für RTL moderierte Günther Jauch mit Experte Rudi Völler, Kommentator war Tom Bartels.
In Österreich übertrug der ORF, in der Schweiz das SF alle 64 Spiele live.
Der Pay-TV-Sender Premiere übertrug sämtliche 64 Partien, acht davon exklusiv. Bei den Exklusivspielen handelte es sich um Spiele des letzten Gruppenspieltags, die je Gruppe immer zeitgleich stattfanden, so dass zur selben Zeit die Live-Übertragung eines anderen Spiels im Free-TV zu sehen war. Erstmals wurden alle 64 WM-Spiele bei Premiere auch im neuen, hochauflösenden Fernsehformat HDTV übertragen. Parallel stattfindende Begegnungen wurden in Konferenzschaltungen gezeigt. Außerdem bot Premiere einen eigenen WM-Kanal an, der rund um die Uhr Analysen, Höhepunkte und Wiederholungen zeigte.
Das Eröffnungsspiel im ZDF (Deutschland – Costa Rica) erreichte die höchste Quote eines WM-Eröffnungsspiels seit Beginn der Quotenmessung. In Spitzenzeiten wurde das Spiel in Deutschland von 22,4 Millionen Zuschauern verfolgt. Damit erreichte das Programm mehr als 27 Prozent der Bevölkerung zuzüglich Radioübertragungen.
Das Halbfinalspiel Deutschlands gegen Italien erreichte die bis dahin höchste je in Deutschland gemessene Zuschauerreichweite (nicht berücksichtigt sind Sendungen unter 15 Minuten). 29,66 Millionen Zuschauer sahen das Spiel, in der Spitze sogar 31,31 Millionen und das, obwohl schätzungsweise über 10 Millionen Deutsche das Spiel nicht vor dem heimischen Fernseher, sondern auf Veranstaltungen sahen. Der Marktanteil der Fernsehübertragung stieg auf bis zu 91,2 %.

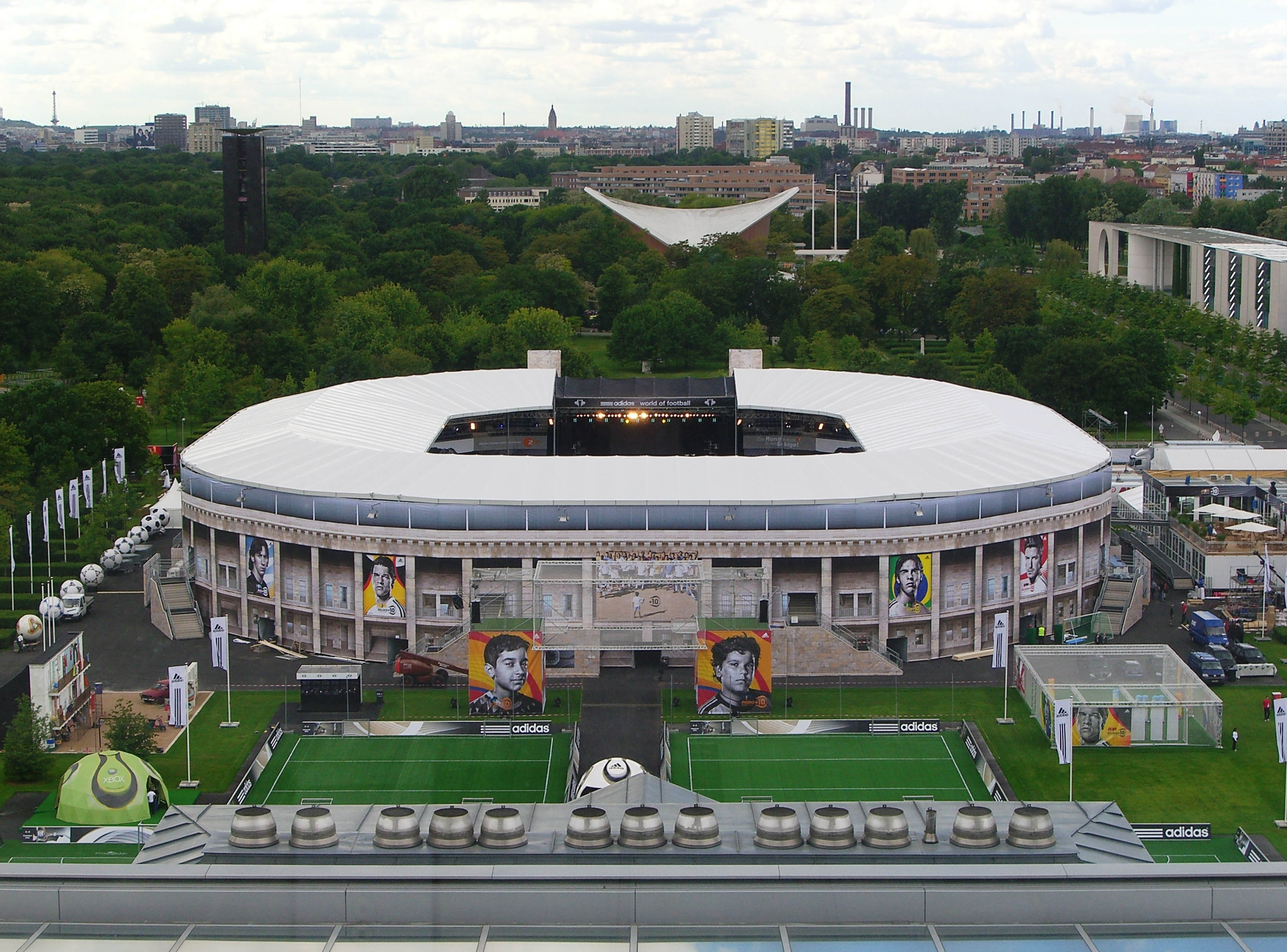
Adidas Arena in Berlin

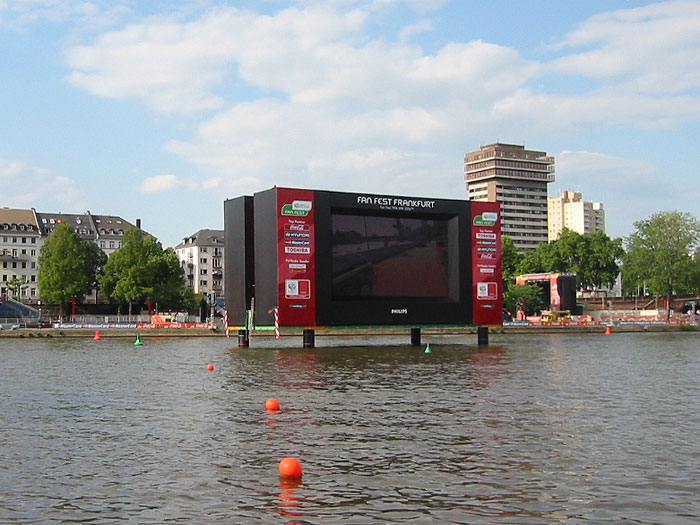
Videowand der „MainArena“ in Frankfurt

### Übertragung auf Großleinwänden
Nach einer Initiative der FIFA Marketing&TV Deutschland GmbH wurde ein neues Event-Konzept entwickelt, nach dem in allen 12 Austragungsorten kostenlose FIFA Fan Feste stattfanden. Dieses Konzept wurde von der FIFA gemeinsam mit den Austragungsorten und dem Organisationskomitees (OK) und mit Unterstützung des Sportrechtevermarkters Infront. Damit war eine kostenlose Übertragung der Fußball-WM 2006 auf Großleinwänden in allen 12 deutschen WM-Städten gesichert. Hauptgrund war u. a. die zu geringe Anzahl an Eintrittskarten. Insgesamt wurden die 12 offiziellen FIFA Fan Feste von mehr als 18 Millionen Zuschauern besucht. Die FIFA erlaubte den lokalen Veranstaltern den Verkauf von Würstchen, Pommes und deutschem Bier. Das Getränk des FIFA-Sponsors Budweiser musste nicht ausgeschenkt werden. Der internationale Fußballverband finanzierte in den zwölf Austragungsorten je eine Großleinwand mitsamt der Technik und den Fernsehbildern. Mit der Hilfe der offiziellen Sponsoren wollte der Fußballverband jedoch höchstens 700.000 Euro pro WM-Stadt ausgeben, alle weiteren Kosten mussten die einzelnen Städte aufbringen. Überregionale Beachtung fanden vor allem die Übertragungen aus Frankfurt und Berlin. In Frankfurt wurden die Spiele dabei live auf einer übergroßen Videowand übertragen, die als künstliche Insel auf dem Main angebracht war, damit sie von beiden Uferseiten verfolgt werden konnten (MainArena). In Berlin fand das FIFA Fan Fest nach einer Einigung mit der Stadt Berlin als „Fan-Meile“ auf der Straße des 17. Juni statt.
Zudem war die kostenlose öffentliche Übertragung in allen anderen Städten möglich. Somit konnte nun jede Stadt und jede Gemeinde, beispielsweise auf öffentlichen Plätzen oder in Mehrzweckhallen, Großbildleinwände aufstellen und die Spiele kostenlos übertragen. Ausdrücklich galt diese kostenfreie Freigabe auch für alle nicht-kommerziellen Veranstaltungen in Schulen, Kirchen, Krankenhäusern, Firmen oder Biergärten. Sofern eine Übertragung jedoch durch Sponsoren finanziert wurde, galt sie als kommerzielle Veranstaltung, für die Lizenzgebühren erhoben wurden. Dies galt auch für alle Veranstaltungen, bei denen Eintritt erhoben wurde. Als Sponsoren durften nur lokale und regionale Unternehmen fungieren, die nicht Wettbewerber der offiziellen FIFA-Sponsoren waren.
In vielen deutschen Städten fanden Übertragungen statt, zumeist auf großen Plätzen in der Innenstadt. In Berlin fanden unter anderem weitere Live-Übertragungen im Sony Center, in der Waldbühne und in der neu errichteten Adidas-Arena statt.

### Radio
Die FIFA vergab keine direkten Übertragungsrechte an Radiosender, da man diesen nicht verbieten kann, Spiele zu kommentieren, die im Fernsehen live gezeigt werden. Jedoch verlieh die FIFA an Radiosender den Titel „Lizenzierter Radio-Sender“, den diese dann auf ihren Websites und auf Plakaten sowie im laufenden Programm anpreisen durften. Viele Radiosender, private wie öffentlich-rechtliche, übertrugen die WM auch live aus den Stadien und kommentierten die Begegnungen.

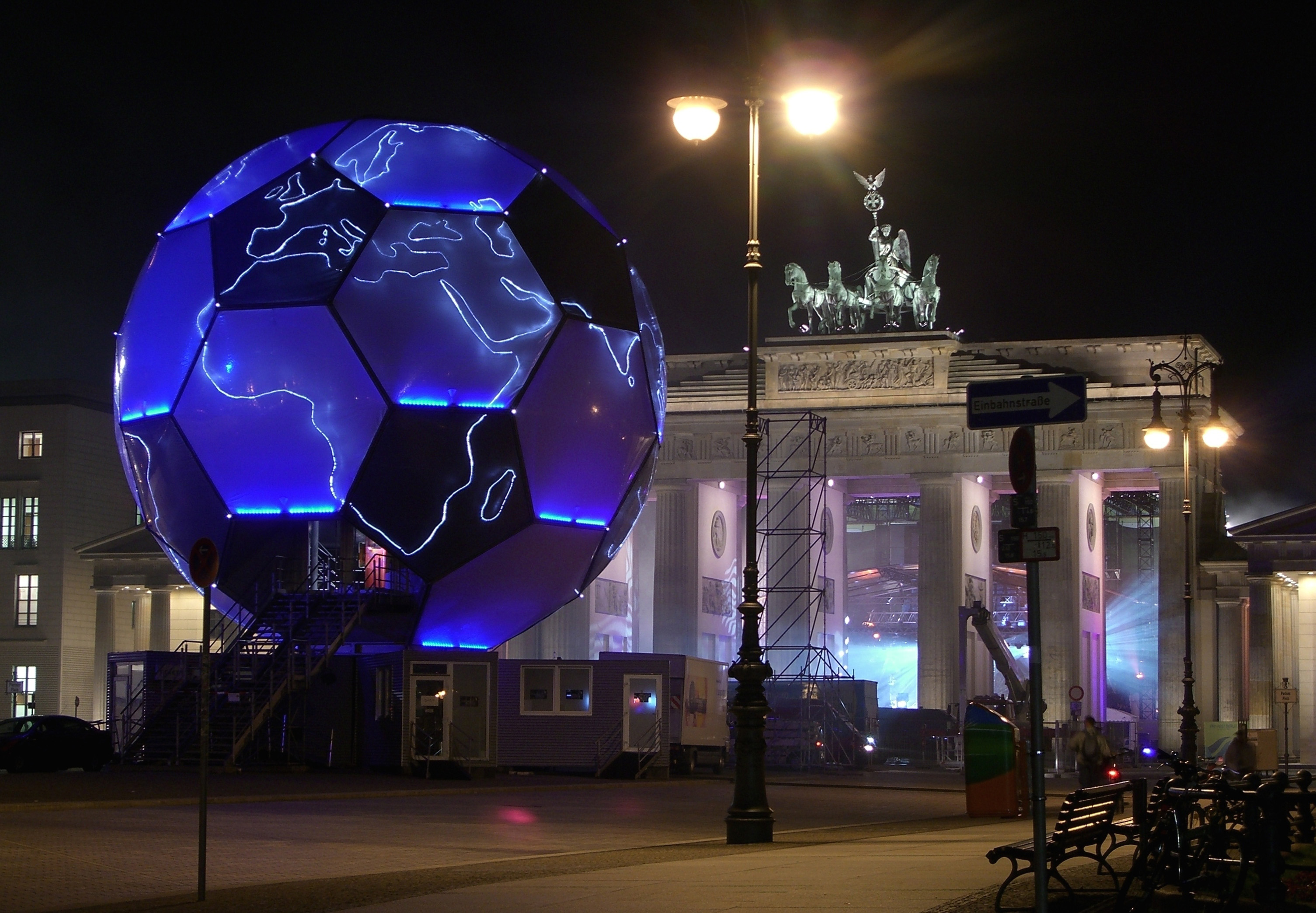
Fußball-Globus in Berlin

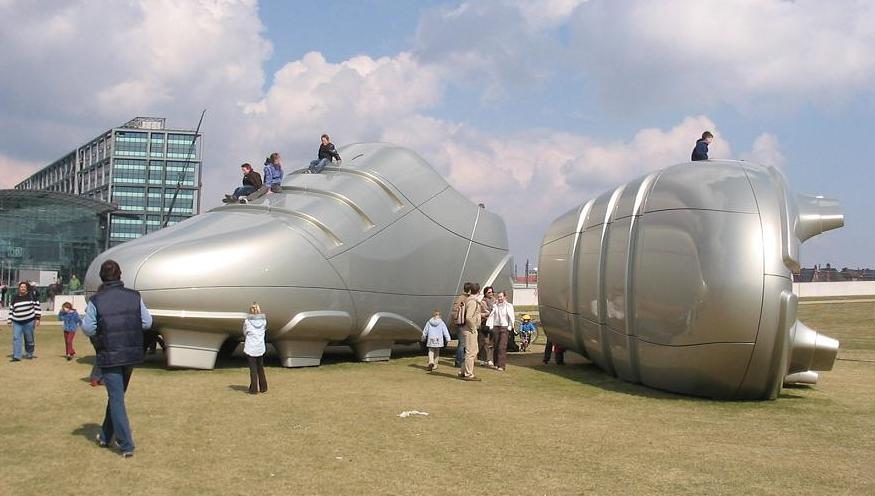
„Der moderne Fußballschuh“, Walk of Ideas in Berlin, enthüllt am 10. März 2006

## Kultur
Der ehemalige Bundesminister des Innern Otto Schily (SPD), OK-Chef Franz Beckenbauer und der verantwortliche Multimedia-Künstler André Heller waren die Initiatoren für das 30 Millionen Euro teure Kulturprogramm zur Einstimmung auf die Fußball-WM 2006 in Deutschland.
Das offizielle Maskottchen für die WM, der Löwe Goleo VI, wurde am 13. November 2004 vorgestellt. Weitere Symbole, die das Organisationskomitee um Franz Beckenbauer vorstellten, waren das offizielle Logo, bestehend aus bunten Gesichtern, und das offizielle WM-Plakat mit winzigen Sternen, die sich zu einem Fußball verbinden. Berühmte Grafiker formierten sich in der Initiative 11 Designer für Deutschland, konnten jedoch keine Änderung des Corporate Designs erreichen, auch Georg Baselitz (der zuvor 1993 ein Plakat für die Eishockey-Weltmeisterschaft 1993 in Deutschland entworfen hatte), zog seinen Entwurf zurück.
Eine offizielle FIFA-WM-Hymne wurde von Herbert Grönemeyer zusammen mit dem Duo Amadou & Mariam komponiert und trug in der deutschen Version den Titel Zeit, dass sich was dreht. Das Lied erreichte Platz eins der deutschen Charts. Der zweite offizielle FIFA-WM-Song war die Ballade und der Top-Zwanzig-Hit Time of our Lives, eingesungen von der R&B-Sängerin Toni Braxton mit dem Klassik-Quartett Il Divo; Love Generation von Bob Sinclar war nicht der offizielle WM-Song wie von vielen angenommen, sondern der Song des WM-Maskottchens Goleo. Daneben waren auch die Sportfreunde Stiller mit ’54, ’74, ’90, 2006 an der Spitze der deutschen Charts vertreten. Weitere „Fußballhits“ zur Zeit der Weltmeisterschaft waren unter anderem Danke und Dieser Weg von Xavier Naidoo, All Together Now von Atomic Kitten, Dance! von Lumidee featuring Fatman Scoop, Schwarz und Weiß von Oliver Pocher sowie Hips Don’t Lie von Shakira.
Zu den wichtigsten Projekten gehörten der Fußball-Globus, der bis zu Beginn der WM nacheinander in den Austragungsorten aufgebaut wurde.
Außerdem veranstaltete die Kulturstiftung des Bundes die erste Straßenfußball-WM 2006 , ein Projekt zur Förderung des Nachwuchses unter dem Motto „Straßenfußballkulturen“. Sie fand als Teil des Rahmenprogramms statt. Nachdem Mannschaften aus Ghana und Nigeria die Einreise verweigert wurde – nach Presseangaben weil jugendliche Spieler geäußert hatten, sie wollten als Erwachsene im deutschen Profifußball spielen – und das Einreiseverbot trotz den angebotenen Bürgschaften namhafter Moderatoren und Politiker (Antje Vollmer, Jörg Schönbohm) aufrechterhalten wurde, stellten einige Medien die Ernsthaftigkeit des Mottos in Frage. Im Bundestag wurde das Thema auf Nachfrage von Hans-Christian Ströbele behandelt.
Der Fernsehsender Arte widmete sich ebenfalls dem Thema Fußball und Kultur, und das Goethe-Institut organisierte in über 127 Ländern eigene Ausstellungen zur WM. Auch Phoenix hatte einige Fußballfieber-Sendungen im Programm. Vor Beginn der WM wurden hier historische Spiele noch einmal in voller Länge mit Originalkommentar gezeigt.
Die brasilianische Choreographin Deborah Colker schuf mit Unterstützung des Kunst- und Kulturprogramms der Bundesregierung die Fußball-Choreographie Maracanã, die typische Szenen wie Foul oder Fallrückzieher einbezieht.
Die geplante WM-Eröffnungsfeier am 7. Juni 2006 in Berlin, bei der David Bowie, Van Morrison, Brian Eno und Paul Simon auftreten sollten, wurde vom Weltfußballverband FIFA wegen angeblicher Rasenprobleme im Berliner Olympiastadion abgesagt. Die Eröffnungsfeier der WM fand stattdessen, wie ursprünglich geplant, am 9. Juni 2006 vor dem Eröffnungsspiel in München statt. Die Feier wurde von Christian Stückl, auch Regisseur bei den Passionsspielen in Oberammergau, gestaltet.
Als Walk of Ideas kamen in Berlin sechs Skulpturen zur Aufstellung, die den deutschen Erfindungsreichtum zur WM nach außen repräsentieren sollen. Als erste Plastik wurde am 10. März 2006 im Spreebogenpark gegenüber dem neuen Berliner Hauptbahnhof „Der moderne Fußballschuh“ enthüllt. Das pro Schuh 12 Meter lange und 5 Meter hohe Monument stellt ein Paar des von Adi Dassler entwickelten revolutionären Schraubstollenschuhs dar. Außerdem wurde als Anlehnung an die bekannte und innovative deutsche Automobilbranche ein übergroßes Plastikmodell eines Audi TT enthüllt.
Begleitend zur Fußball-WM boten in Frankfurt am Main sämtliche städtische Museen fußballthematische Ausstellungen. Eine Woche vor dem Eröffnungsspiel wurde in der so genannten „SkyArena“ die Skyline mit Höhepunkten der Fußballgeschichte angestrahlt.
In Hamburg wurde mit über die ganze Stadt verteilten blau leuchtenden Toren auf die Fußball-WM eingestimmt.

## Fazit

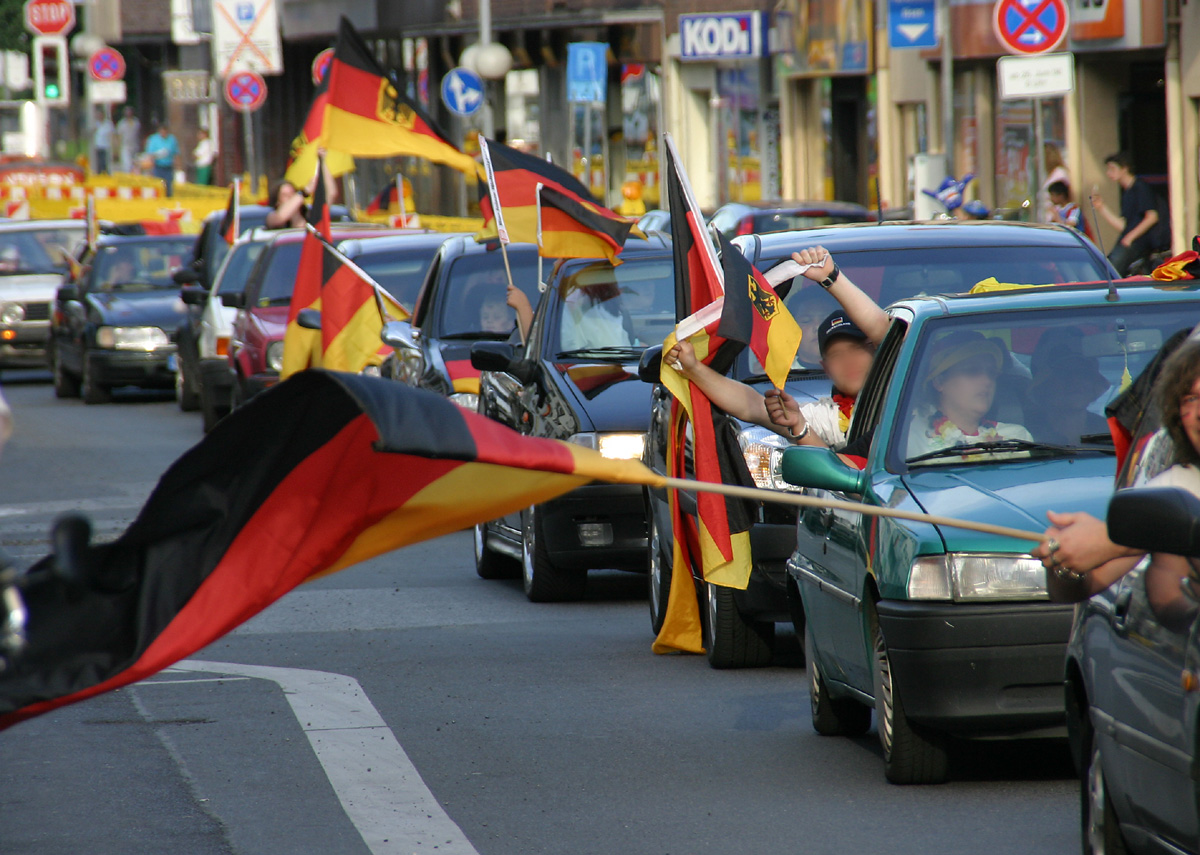
Fans im Autokorso

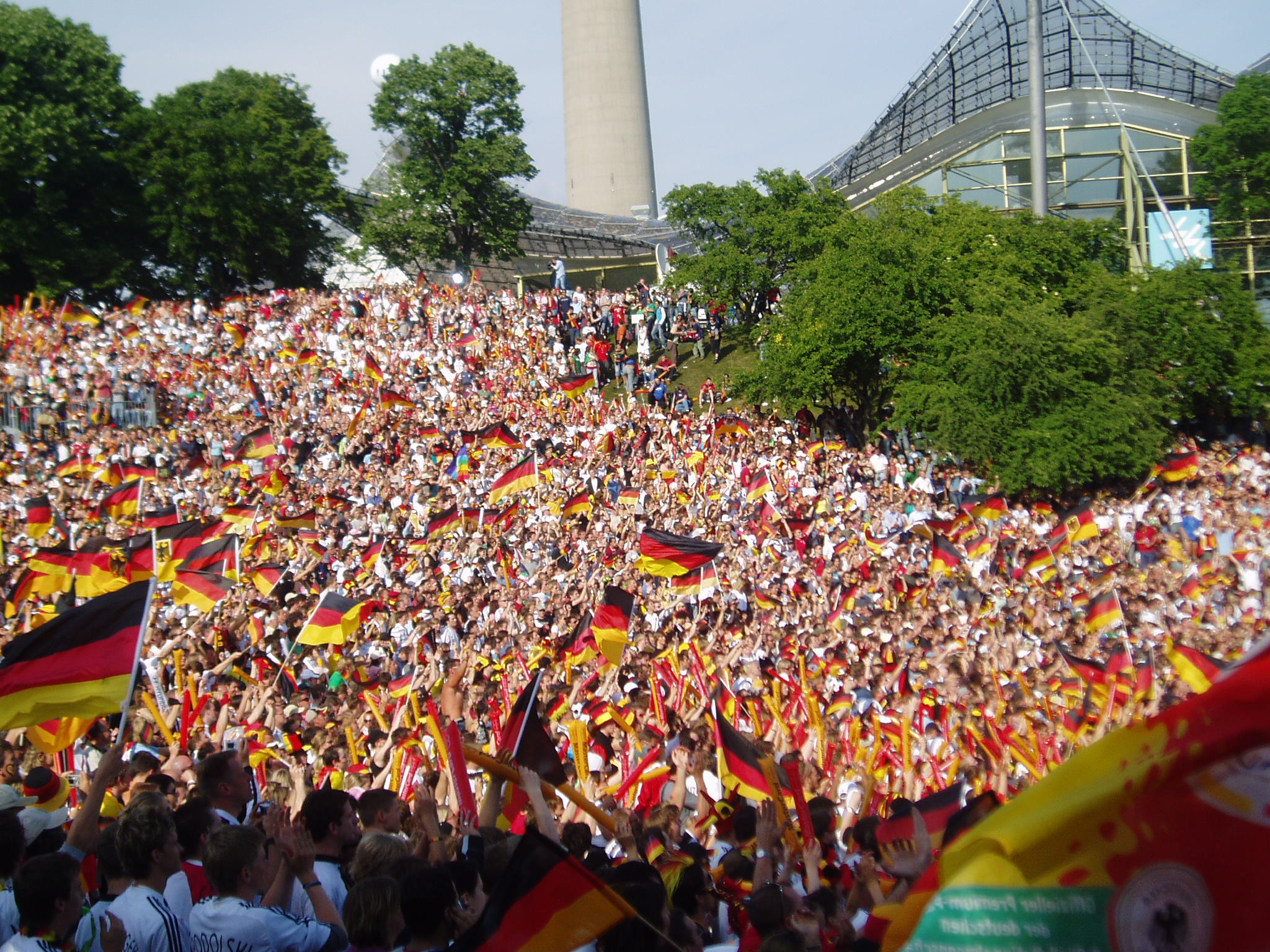
Feiernde Fans im Olympiapark in München während des Eröffnungsspiels Deutschland – Costa Rica

### Deutschland als Gastgeber
Nicht nur organisatorisch war die Weltmeisterschaft laut FIFA-Präsident Sepp Blatter die beste der Geschichte, vor allem durch das ebenso begeisterungsfähige wie gastfreundliche Publikum konnte sich Deutschland als ein würdiger Gastgeber des Turniers darstellen. Durch die vielen Fanfeste und Public-Viewing-Bereiche entstand in Deutschland das Gefühl eines vierwöchigen Volksfestes, an dem ein Großteil der Bevölkerung teilnahm.
Für Diskussionsstoff im Land sorgte während der ersten Wochen des Turniers zudem das verbreitete Zeigen der deutschen Nationalflagge und der deutschen Nationalfarben an Häusern, Fahrzeugen und Bekleidung. Zahlreiche nationale und internationale Beobachter aus Medien, Gesellschaft und Politik meinten, hierin nicht nur eine große Unterstützung für die deutsche Fußballnationalmannschaft, sondern gar einen „neuen Patriotismus“ der Deutschen ausgemacht zu haben. Es setzte sich hier eine Entwicklung fort, die bereits bei der Fußball-Weltmeisterschaft 2002 zu beobachten war. Eine Studie der Universität Marburg legt einen geringfügigen Anstieg des Nationalstolzes nahe. Vereinzelte Versuche rechtsextremistischer Organisationen, das Turnier als Plattform für ihre Propaganda zu missbrauchen, blieben jedoch erfolglos.
Da die deutsche Fußballnationalmannschaft dazu beitrug, dass in Deutschland über Wochen diese bis dahin unbekannte Begeisterung und Euphorie ausgelöst wurde, überreichte der damalige Bundespräsident Horst Köhler am 14. August 2006 den Nationalspielern und dem Trainerstab das Silberne Lorbeerblatt. Jürgen Klinsmann erhielt darüber hinaus im Februar 2007 noch das Bundesverdienstkreuz, nicht zuletzt auch für seinen Reformkurs für moderne Trainings- und Spielmethoden im deutschen Fußball, dem er trotz harter Kritik treu blieb. Dennoch erklärte Klinsmann nach dem Turnier, dass er seinen Vertrag als Trainer der Nationalmannschaft nicht verlängern werde, da er sich nach eigenen Aussagen ausgebrannt fühlte und wieder mehr Zeit mit seiner Familie in Kalifornien verbringen möchte. Der DFB benannte noch am selben Tag den vorherigen Assistenztrainer Joachim Löw als Klinsmanns Nachfolger, da er aus Sicht der Verantwortlichen Klinsmanns Trainingsmethoden und Arbeit am besten fortsetzen könnte.
Nach einer repräsentativen Umfrage des Europäischen Tourismus Instituts (ETI) in Trier vertraten 96 % der Deutschen die Meinung, dass Deutschland ein guter Gastgeber während der Fußball-Weltmeisterschaft war. Außerdem empfanden 93 % der Befragten die ausländischen Fußballfans als angenehm.

### Imagegewinn im Ausland
In aller Welt zeigte man sich positiv überrascht, mit welcher Hingabe Deutschland die Weltmeisterschaft feierte. Vor allem die Tatsache, dass auch „exotische“ Mannschaften würdig empfangen und bejubelt wurden, sorgte für einen grundlegenden Wandel des Deutschlandbildes im Ausland.
Insbesondere am Beispiel England lassen sich konkrete Veränderungen in der Gesellschaft aufzeigen: Vor der WM wurden mit Deutschland oft die Zeit des Nationalsozialismus und Adolf Hitler verbunden. Studien der Edge Hill University zufolge wurde dieses negative Bild besonders durch die englischen Schulen geprägt, weil dort Deutschland praktisch nur im Kontext des Zweiten Weltkriegs thematisiert wurde. Mittlerweile wurde auch die deutsche Geschichte nach 1945 in die Lehrpläne aufgenommen, zudem ließ sich direkt nach der Weltmeisterschaft ein ruckartiger Anstieg der Anmeldungen für Sprachkurse bei den britischen Goethe-Instituten verzeichnen.
Eine typische Aussage zum Meinungswandel über Deutschland in England stammt vom Fußball-Experten Oliver Holt, der beim Daily Mirror tätig ist und der ARD nach der Weltmeisterschaft sagte:

„Bei meinen Großeltern hing noch eine Landkarte an der Wand, auf der der Vormarsch der Nazis eingezeichnet war. Das war immer in ihrem Bewusstsein. Zu stark waren die schrecklichen Erinnerungen. Doch mit der neuen Generation ändert sich das.“

### Die sportliche Qualität des Turniers
Vom Sportlichen her war die WM 2006 vor allem ein weiterer Beleg für die zunehmende taktische Prägung des Spiels.
Gerade in der Finalrunde, als sich in jedem Spiel zwei erstklassig eingestellte Mannschaften gegenüberstanden, spielten Sicherheitsdenken und Disziplin die größte Rolle. Da zudem, anders als bei der WM 2002, kaum konditionelle Mängel bei den einzelnen Teams zu bemerken waren, fielen vergleichsweise wenig Tore. Entsprechend wurden viele Spiele erst in der Verlängerung oder im Elfmeterschießen entschieden. Bezeichnend ist, dass in der Finalrunde nur im eher unbedeutenden Spiel um Platz drei und im Achtelfinale zwischen Spanien und Frankreich mehr als drei Tore fielen.
Ähnliches wurde auch in der Gruppenphase deutlich, als die spielerischen Mängel einzelner Teams durch eine hervorragende Athletik und gutes Defensivspiel weitgehend kompensiert werden konnten. Außenseiter wie Trinidad und Tobago oder Angola konnten gegen deutlich stärker eingeschätzte Gegner mithalten und diese sogar an den Rand der Niederlage bringen. Dies geschah zumeist auf Kosten eines attraktiven Offensivfußballs, so dass viele Gruppenspiele nicht die noch von der vergangenen Europameisterschaft bekannte Qualität besaßen.
Auffällig in taktischer Hinsicht war vor allem, dass mit Ausnahme Deutschlands alle Halbfinalisten den Wechsel von einem 4-4-2-System mit einer Viererkette in der Abwehr, einer Raute im Mittelfeld und zwei Stürmern zu einem 4-4-1-1- oder 4-2-3-1-System vollzogen hatten, in dem insbesondere zwei klassische „Sechser“ vor der Abwehr spielten und so eine defensivere Grundordnung entstand. Dies wurde durch den Verzicht auf einen zweiten Stürmer kompensiert, so dass die verbleibenden Sturmspitzen wie beispielsweise der Portugiese Pauleta, Frankreichs Thierry Henry oder der Italiener Luca Toni auf sich allein gestellt waren und sich selten gegen die Abwehr des Gegners durchsetzen konnten.
Trotz der Wahl von Zinédine Zidane zum besten Spieler des Turniers wird diese Weltmeisterschaft daher vor allem aufgrund der hervorragenden Abwehrleistungen in Erinnerung bleiben. Insbesondere die italienische Mannschaft stellte mit ihren Defensivspielern Fabio Cannavaro und Gianluca Zambrotta sowie Mittelfeldregisseur Andrea Pirlo drei der besten Aktiven des Turniers. Ins Bild passt zudem, dass mit Miroslav Klose erstmals seit 1962 ein Spieler mit weniger als sechs Treffern Torschützenkönig einer WM wurde.

## Literarische Rezeption
2025 veröffentlichte der ehemalige Fußballer Christoph Kramer seinen Debütroman Das Leben fing im Sommer an, der zum Bestseller wurde. In seinem autofiktionalen Werk beschreibt er drei Tage in seiner Heimatstadt Solingen während der Fußball-WM.